# 米卢斯
米卢斯（法語發音：[myluz] ⓘ，發音：[ˈmilhysə] ⓘ），法国东北部城市，大东部大区上莱茵省的一个市镇，也是该省的一个副省会，下辖米卢斯区。其市镇面积为22.18平方公里，2022年1月1日时人口数量为104,924人，超过了上莱茵省省会科尔马，是该省人口最多的城市，同时也是阿尔萨斯地区人口第二多的城市，在法国城市中排名第39位。
米卢斯位于上莱茵省中南部，阿尔萨斯平原南侧，伊尔河畔，距离德国和瑞士边境分别约20和30公里，多个方向的铁路及高速公路在此交汇。米卢斯是法国艺术与历史之城，中世纪时曾为独立于神圣罗马帝国之外的米卢斯共和国，先后为十城联盟和旧瑞士邦联成员，1798年经全民公投加入法国。工业革命期间，米卢斯因煤炭资源和交通优势而发展成为重要的工业城市，被誉为“法国的曼彻斯特”。自20世纪中后期以来，受经济危机影响，米卢斯大批工厂关闭，一些工业设施被改建为文化场所，其中由铁路仓库改造而来的火车城是欧洲最大的铁道博物馆，国家汽车博物馆则收藏了超过五百辆近现代豪华轿车。米卢斯逐渐由传统工业城市发展成为一座综合性的经济文化中心，当地兴建了大学城、会展中心、有轨电车等现代公共设施，法国首个轻轨-火车系统于2010年在米卢斯和坦恩之间开通。

## 地名来源

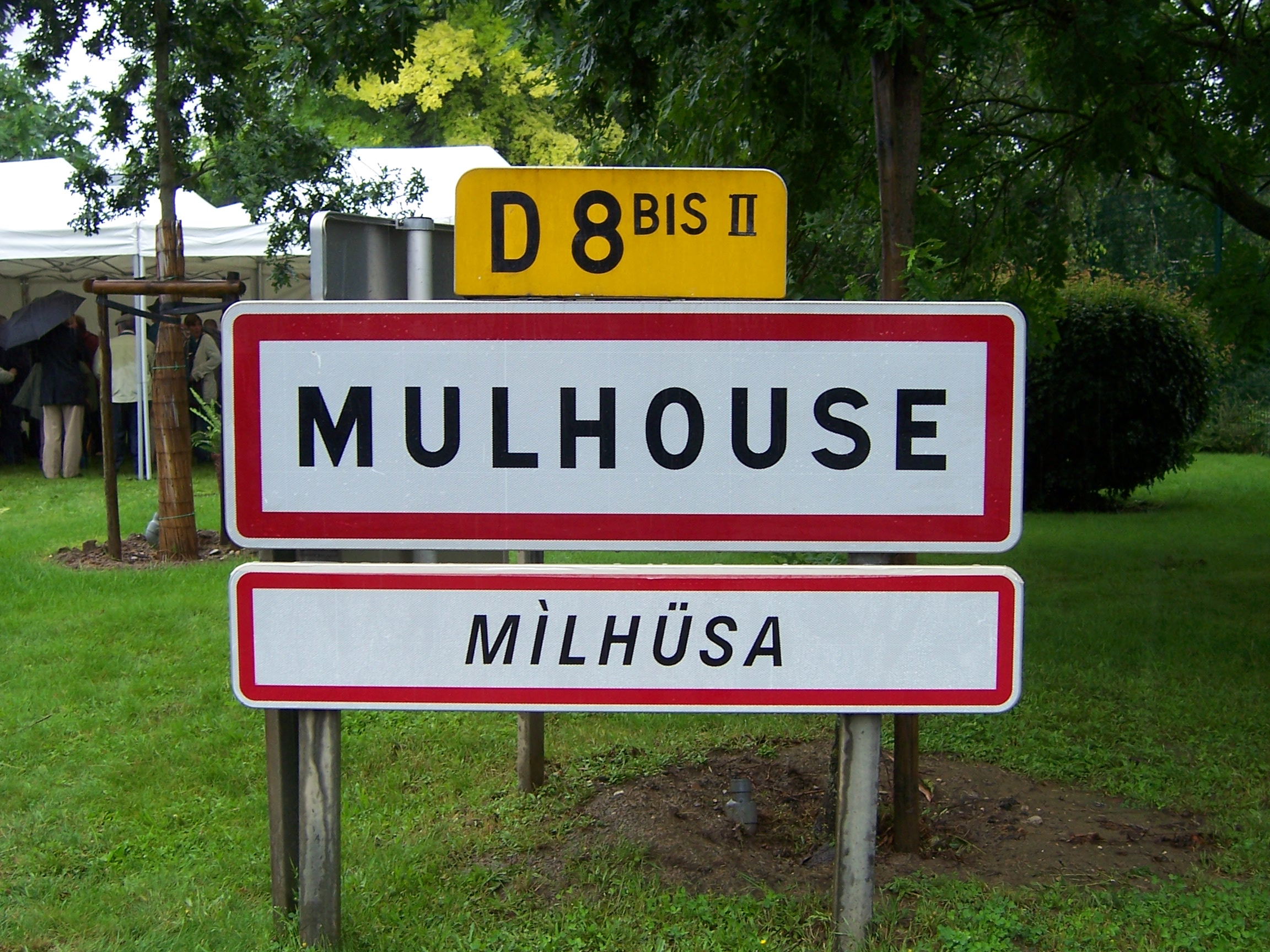
米卢斯的一处双语入城路牌

“Mulhouse”一名最初于公元717年以“Mulhenhusen”的形式被记载，后于公元803年被富尔达修道院的文献记录为“Mulinhuson”。该名称由两部分组成，可能与当地历史上的一处水力磨坊有关，其中“Mulen”出自拉丁语单词“molina”，意为“磨坊”，对应的现代法语单词为“moulin”；“husen”则出自中古高地德语“hūsen”，意为“房屋”。阿尔萨斯北部市镇米劳森的地名来源与米卢斯相同。
米卢斯所处区域历史上通行阿尔萨斯语，“Mulhouse”对应的阿尔萨斯语拼写为“Mìlhüsa”。此外米卢斯历史上与德国及德语区有着较为密切的往来，“Mulhouse”对应的德语名称为“Mülhausen”（米尔豪森），该名称在1848年以前及1871至1919年间为当地的官方名称。
因翻译标准不同，“Mulhouse”在中文谷歌地图及部分汉语资料中又被译为牟罗兹。

## 历史
米卢斯于2008年12月获得由法国文化部授予的“艺术与历史之城”称号。

### 从起源至古典时期

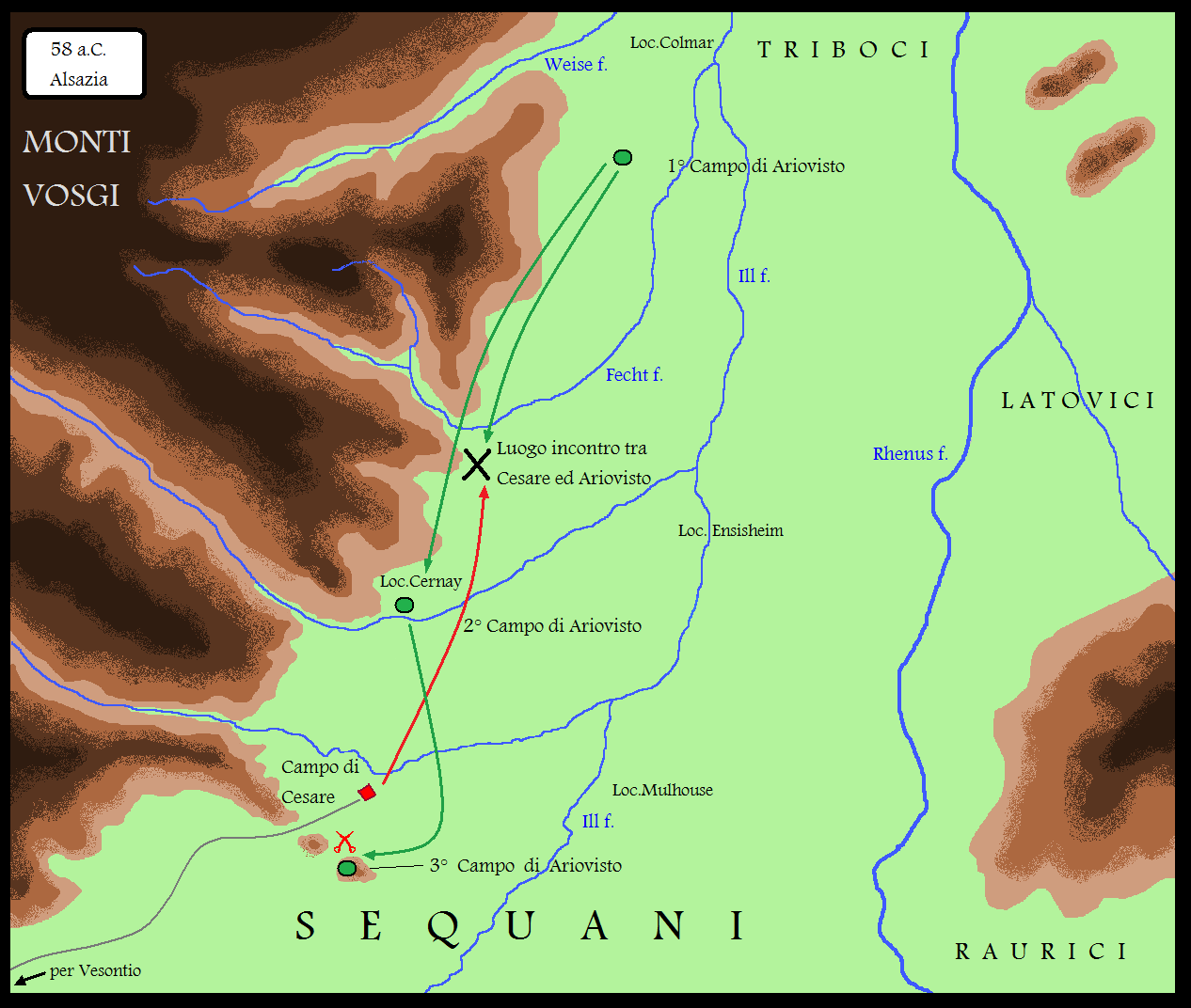
孚日战役示意图

米卢斯的起源尚有待考证，该地区最早的人类活动遗迹发现于与米卢斯市镇接壤的里迪赛姆境内，距今有8至10万年的历史。公元前4400至3500年间，米歇尔山人沿莱茵河逆流而上，在米卢斯附近的孙戈地区生产活动。青铜器晚期至铁器时代，米卢斯所处的莱茵河平原地区出现了多个凯尔特部落，当地曾发现公元前三世纪时的钱币。
根据阿尔萨斯历史学家罗贝尔·福雷尔的论述，自公元前二世纪起，现今阿尔萨斯南部地区成为塞夸尼人的活动范围，其南北分别被罗拉克人和中马特里克人占据。公元前一世纪时，苏维汇人领袖阿里奥维斯图斯跨越莱茵河，联合当地的塞夸尼部落对抗爱杜依军队，后者的将领则前往罗马寻求帮助。公元前58年，凯撒大帝率军来到莱茵河西岸平原，与阿里奥维斯图斯的军队发生孚日战役（又名“奥克森费尔德战役”）并取得胜利，该战争中双方投入总兵力超过12万，是高卢战争中规模第三大的战役。
孚日战争结束后，阿里奥维斯图斯的后代被迫迁往莱茵河东侧，奥克森菲尔德地区成为罗马帝国的统治范围。在古罗马人的经营下，伊爾河被开辟为航道，陆上则建成了三条道路，其交汇点处逐渐形成聚落。在《安东尼努斯·奥古斯都旅记》的地图中，这个聚落被标记为“Uruncis”，其城址位于今伊尔扎克境内的伊尔河畔。Uruncis战略性的地理位置使得该聚落逐渐发展成为一个商贸集镇。但自公元三世纪起，随着罗马帝国的衰落，Uruncis屡次遭到外敌入侵，其中马科曼尼军队曾于公元275年和298年两次大规模占领该城。在公元352年当地的一场战争中，罗马人主动放弃Uruncis，而五年后的阿根托拉图姆战役使得罗马人彻底丧失了对阿尔萨斯地区的控制权。与此同时，在匈人的入侵威胁下，原本活动于易北河流域的阿勒曼尼人及东欧地区的汪达尔、奄蔡、勃艮第等部落被迫向西迁徙，其中一部分在公元406年趁着寒冬跨过被冰封的莱茵河，此后未再迁徙。他们的后代不断交融，在莱茵河西岸逐渐形成一支独立的民族，即阿尔萨斯（拉丁語：Alesaciones）。

### 从法兰克王国到自由都市

《凡尔登条约》签订后的西欧版图

公元496年，法兰克国王克洛维一世与阿勒曼尼人发生曲尔皮希战役并取得胜利，此后法兰克军队南下并于506年再次与阿勒曼尼人发生交战，严重受挫的阿勒曼尼人被迫投降，后在狄奥多里克大帝的支持下获得“忠诚民族”（peuple fédéré）的头衔及保护领地待遇。公元511年，米卢斯及阿尔萨斯大部分地区被划入奥斯特拉西亚，成为法兰克王国的一部分。公元六至八世纪间，阿尔萨斯逐渐完成基督化，当地的行政系统日趋完善，米卢斯附近的莱伯赛姆境内出现了新式农舍。
公元814年，根据《凡尔登条约》，法兰克王国被一分为三，米卢斯及所在的阿尔萨斯地区成为了中法兰克王国的一部分，后又根据《梅尔森条约》划入东法兰克王国，其国王奥托一世于962年加冕，米卢斯由此成为神圣罗马帝国的一部分。彼时，阿尔萨斯南部地区的经济中心为位于莱茵河畔的奥特马赛姆，后因洪水威胁而迁至其支流伊尔河畔的恩西赛姆。伊尔河流域由此得到开发，其沿岸新建了磨坊。一座名叫“Mulinhuson”的村落最初于823年在富尔达修道院的文件中被提及，后又于823年在一份关于斯特拉斯堡圣斯德望修道院的手记中以“Mülenhusen”的形式出现，这是米卢斯城市最早可被追溯的确切记载。
中世纪中前期的米卢斯城市面貌尚无从考证，但由于彼时无任何已建成的商业道路经过米卢斯，加之伊尔河屡次发生洪水，故米卢斯所在地可能仅为一个人口稀少的普通农业村落，不过这一结论因1991年米卢斯市中心发掘出的一处城墙遗址而受到质疑。公元940至1006年间，斯特拉斯堡主教曾在米卢斯兴建一处小教堂及墓园，后又于11世纪末在当地建造了圣斯德望大教堂并设立了米卢斯堂区（一说为教区），以此来对抗彼时日趋壮大的巴塞尔主教。

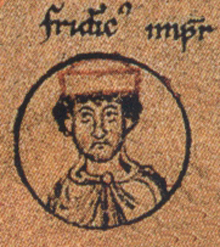
腓特烈一世

宗教的权威使得米卢斯得到快速发展。公元12世纪时，腓特烈一世成为米卢斯的领主，他曾多次旅居米卢斯。在他的支持下，米卢斯被扩建成为一座商贸城镇，其靠近伊尔河和圣斯德望大教堂附近的两个区域分别被称为“上城”和“下城”，当地出现了商贸集市、商品大堂、木材仓库等设施，并由此吸引了大批手工业商人。第三次十字军东征期间，征战耶路撒冷的腓特烈一世遭遇沉船而溺亡，米卢斯地区被腓特烈二世及霍亨斯陶芬王朝继承，但此举直至1236年才被斯特拉斯堡主教正式承认。在腓特烈二世的支持下，环绕米卢斯的城墙及运河相继建成，其城内先后出现医院骑士团和条顿骑士团两支军事修会，小兄弟会、贫穷修女会、奥斯定会三个教会，以及一处熙笃会修道院。
1254年，康拉德四世逝世，霍亨斯陶芬王朝由此终结，米卢斯成为无主之地。斯特拉斯堡主教曾借机在米卢斯修建了一处城堡以加强对当地的控制，此举引发了米卢斯贵族的不满。1262年2月，米卢斯爆发了大规模的民众抗议活动，建成仅两年的主教城堡被烧毁。不甘心的斯特拉斯堡主教又与巴塞尔主教联合，并于1270年集结兵力包围米卢斯，不过这次行动持续不到六天就被放弃。
神圣罗马帝国的王位空缺时代随着1273年哈布斯堡领主鲁道夫一世的即位而结束，他自1275年起成为阿尔萨斯领主。1277年，鲁道夫一世批准设立了由12名成员组成的“米卢斯内阁”（conseil de Mulhouse），并创建了当地的地方法院。1293年，拿骚的阿道夫为米卢斯颁布自由贸易宪章。1308年，在亨利七世的支持下，米卢斯彻底成为一座可享受皇家特权的城邦。

### 米卢斯共和国

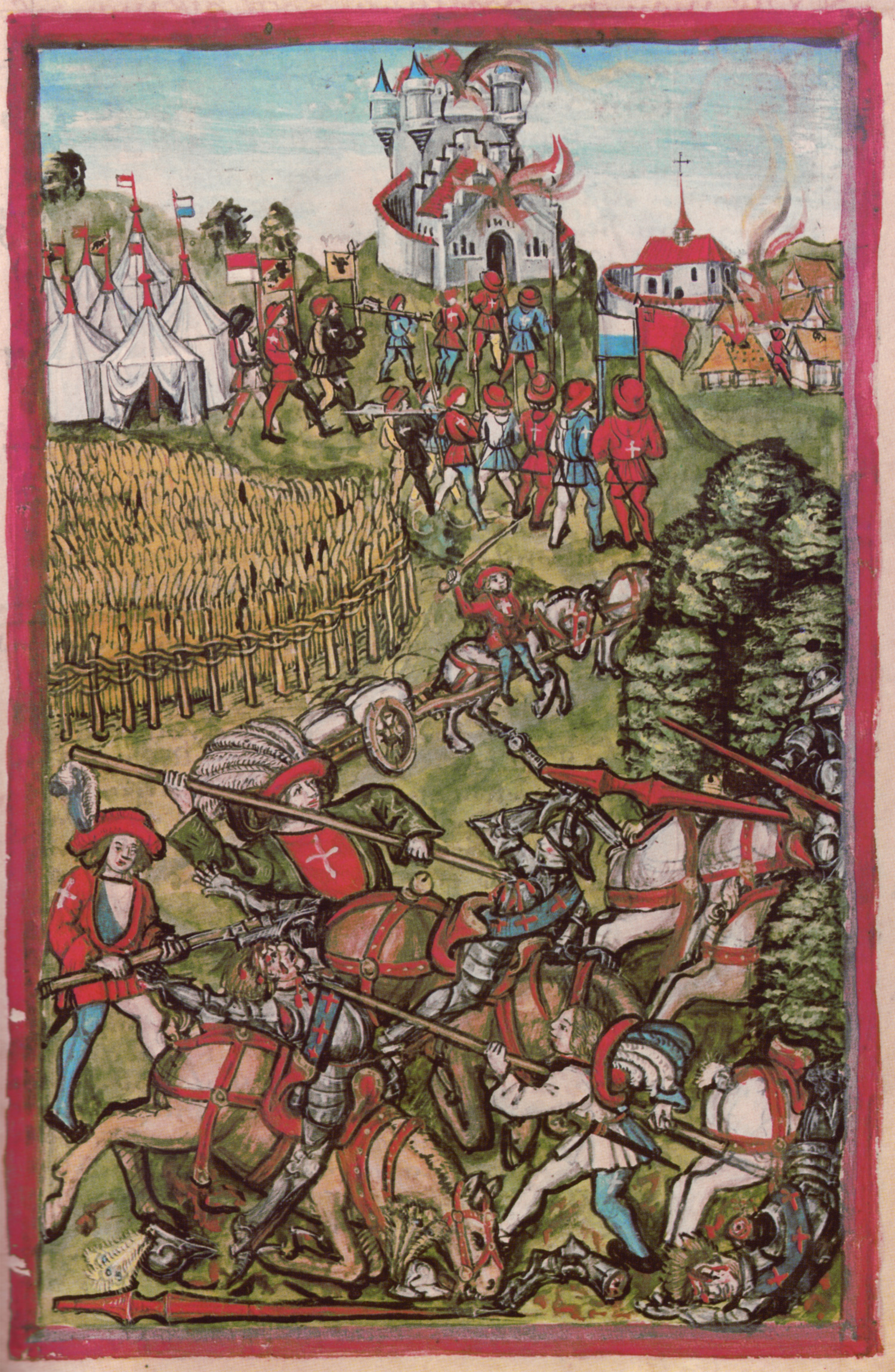
六币战争

自13世纪末起，得益于稳定的政治环境，米卢斯获得了空前的繁荣。至14世纪中期，米卢斯已建成了十余处教会及讲堂，并出现了公墓、漢生病療養院等设施。环绕米卢斯的城墙共配置了四座城门以及壁垒瞭望塔，该塔后因遭遇野兽袭击而得以加固。1347年12月，米卢斯举办了当地历史上的首次市政选举，米卢斯由此彻底成为一个独立自治城邦。此外，在神圣罗马帝国皇帝查理四世的支持下，米卢斯自1354年起与另外九个阿尔萨斯地区的城市建立了十城联盟。
十城联盟促进了其成员内部的商贸交流和司法建设，同时也在抗击外敌上起到了一定作用：《阿拉斯条约》签订后，米卢斯一度被残余的阿马尼亚克派军队围困，十城联盟与斯特拉斯堡主教及诸莱茵公爵商讨组建了一支近万人的军队，最终使得阿马尼亚克未能深入阿尔萨斯。
然而，随着神圣罗马帝国的日趋衰落，米卢斯的主要贸易对象转向了西侧的法兰西王国，但十城联盟的会议中心却位于阿格诺，这使得该联盟的活动中心着重于偏离米卢斯的阿尔萨斯中北部地区；此外，米卢斯特殊的城邦身份及一系列自治特权使其遭到一些其他十城联盟统治者的不满。1466年，西吉斯蒙德挑拨米卢斯与其他十城联盟成员的关系，调动哈布斯堡军队对米卢斯共和国发动六币战争；米卢斯则与瑞士八州联盟当中伯尔尼和索洛图恩两城的军队联合抗击并取得胜利。战争结束后，米卢斯与瑞士的交流日益加深：1506年6月5日，米卢斯议会与相邻的巴塞尔签署交流协议；1515年，米卢斯共和国正式退出十城联盟，不再参加帝国议会，转而成为旧瑞士联邦同盟国成员。
宗教改革期间，托马斯·闵采尔曾在图林根向当地的农民宣传关于反对传统封建及驳斥马丁·路德改革方案的演讲，他的观点很快影响到了阿尔萨斯地区，米卢斯附近爆发了多次农民起义。1529年，米卢斯建成了首个新教教堂，而当地的天主及犹太教徒则遭到迫害。15世纪中后期，米卢斯共和国屡次遭到天主教传教士及极端组织的骚扰。1586年，两名来自施维茨的天主教传教士来到米卢斯，公开要求撤销米卢斯旧瑞士联邦同盟国成员身份，但出乎意料的是，此提案竟遭到八个天主教州的反对。
三十年战争结束后，根据《威斯特伐利亚和约》，路易十四获得阿尔萨斯，同时承认旧瑞士邦联，未受神圣罗马帝国管辖的米卢斯共和国则保持原有的独立状态，并继续作为瑞士邦联同盟国。法国宗教战争期间，一些遭受压迫的法国胡格诺教徒来到米卢斯，当地于1661年出现了首个法兰西教堂，而米卢斯的首座法语学校则于1680年建成。1674年，神圣罗马帝国军队曾偷袭阿尔萨斯，同年12月29日，蒂雷纳子爵率领法军发动米卢斯战役并获得成功，帝国军队被驱赶出阿尔萨斯地区。17世纪末，得益于《南特敕令》的颁布以及波旁家族和十三州联盟之间多项协约的签订，米卢斯与法兰西王国的商贸及文化交流日趋加深；与此同时，米卢斯共和国亦于1765年获得参与邦联议事会的资格。

### 加入法国

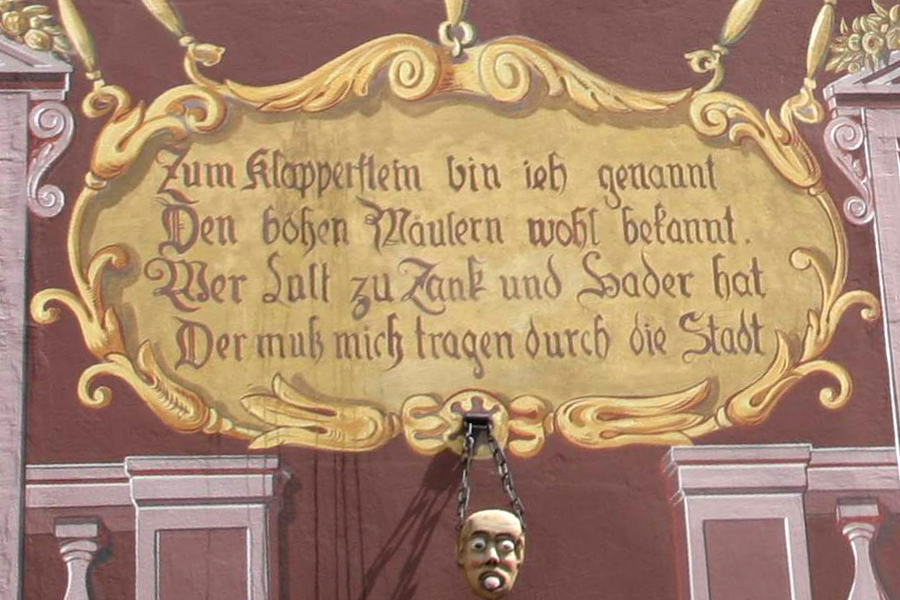
多嘴石

18世纪时，深受胡格诺思想影响的米卢斯共和国成为极端新教徒的集中地，当地政府出台了一系列法令，要求其居民严格遵守加尔文教法，并发明多嘴石作为刑具。米卢斯居民常因违背新教教规而遭到惩罚，其罪名包括表演或观看各类异教歌舞、深夜不归、聚众赌博、奇装异服、婚前性行为等，怀胎未足九月而妊娠亦被明令禁止。与此同时，在启蒙运动及工业革命的推进下，米卢斯共和国内出现了大批机械化工厂，当地吸引了大批来自接受过伏尔泰、孟德斯鸠等哲学家思想的贵族商人及手工业者，其人口数量在几十年内增加超过了一倍。传统派与激进派矛盾加剧，米卢斯共和国的社会开始出现分裂。
法国大革命结束后，米卢斯共和国成为一块被上莱茵省包围的飞地，其执政者若苏埃·奥费于1791年颁布法令设置海关，对出入米卢斯的人员及货物征收重税，此举严重影响了米卢斯地区工商业的发展。自1792年起，米卢斯共和国议会开始不断出现关于将米卢斯并入法国的提案；而海关的设立也使得米卢斯爆发粮食危机，引发当地居民的抗议。迫于压力，米卢斯共和国于1798年1月3日举办关于米卢斯加入法国的议会公投，最终结果为97票赞成、5票反对；1月4日，米卢斯的贵族亦被召集投票，最终结果为591票赞成、15票反对；与此同时，上莱茵省议员代表让-乌尔里希·梅茨格开始起草《米卢斯共和国与法兰西共和国合并和约》（Traité de réunion de la république de Mulhausen à la république française），双方于1月29日完成签署。
|                                          | 法兰西共和国接受米卢斯共和国公民的选择 |
| ——《米卢斯共和国与法兰西共和国合并和约》 |                                        |

根据和约，米卢斯共和国正式解散，其土地被划分为米卢斯和伊尔扎克两个市镇，均归属于上莱茵省及阿尔特基什区；米卢斯共和国亦解除与旧瑞士邦联之间的同盟关系，米卢斯居民可自愿选择成为瑞士或法国公民；米卢斯境内的宗教设施及公共财产均统一交由米卢斯市镇政府管理。1798年3月15日，米卢斯举办了盛大的合并庆祝仪式，位于圣斯德望教堂前方的广场亦被命名为“合并广场”。1800年的市镇选举中，让-米歇尔·奥费先生（Jean-Michel Hofer）胜出，成为米卢斯市镇的首位民选市长。

### 工业革命

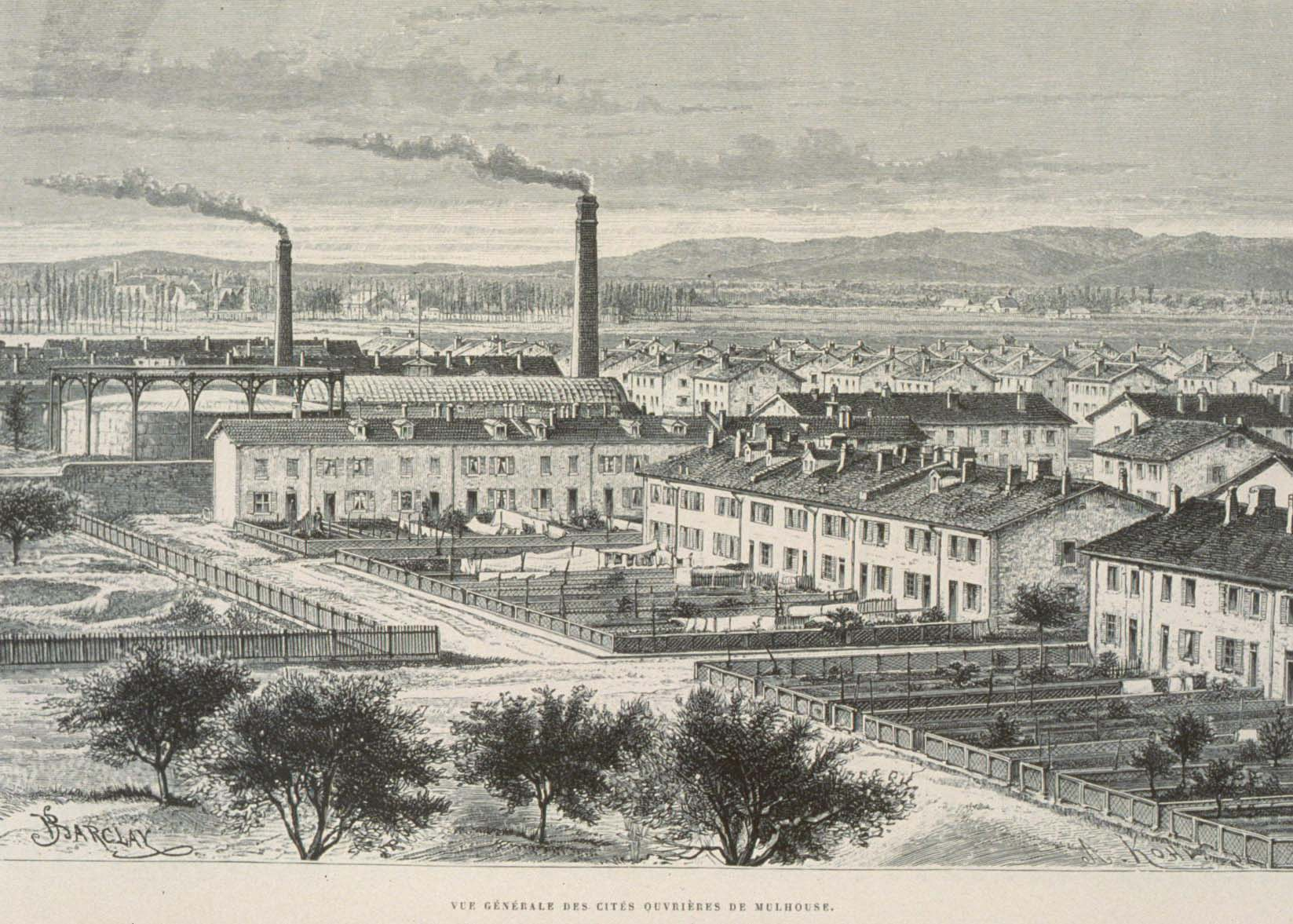
工业革命时期的米卢斯

1812年，横穿米卢斯市区的罗讷河—莱茵河运河开凿完成，该运河直通莱茵河主航道及法国内陆地区；与此同时，米卢斯附近的维特奈姆及蒂尔河谷地区相继发现煤炭资源并得到开采，米卢斯由此获得了极佳的运输和能源条件，当地工业方兴未艾。创建于1746年的多尔菲斯-米格公司（简称“DMC”）自1812年起开始机械化生产，自1840年该厂已成为一个拥有超过三千名员工的大型纺织企业。1826年，工业家安德烈·克什兰在米卢斯创建同名公司，后者很快壮大，而他本人则于1830年竞选成为米卢斯市长。
工业发展使得米卢斯的人口数量快速增加，其常住居民总数在不到一个世纪内增加了15倍，与之相邻的里克赛姆、阿布赛姆等近郊市镇的人口数量亦快速增加。与此同时，米卢斯的城市面积亦快速扩张，由1827年的111公顷扩大到了1870年的263公顷。为容纳更多的人口，米卢斯境内开始新建多处居民区。1853年，DMC工厂厂长让·多尔菲斯创建米卢斯工人住宅开发公司，后者在米卢斯共计修建了1,243处工人家庭住宅。人口数量的增加推动了米卢斯的社会文化发展。法国第一所化工工程学校于1822年在米卢斯建立，米卢斯工业学社在当地印刷学家戈德弗鲁瓦·恩格尔曼的推动下于1826年创建。至19世纪中期，来自法国及中欧各地的居民带着他们的文化在米卢斯交融，当地先后出现了犹太教堂、天主教堂、新教教堂等宗教场所，米卢斯市政厅大楼于1866年建成。工业门类齐全的米卢斯成为19世纪法国乃至整个西欧重要的工业城市，被誉为“法国的曼彻斯特”（Le Manchester français）。

### 现代

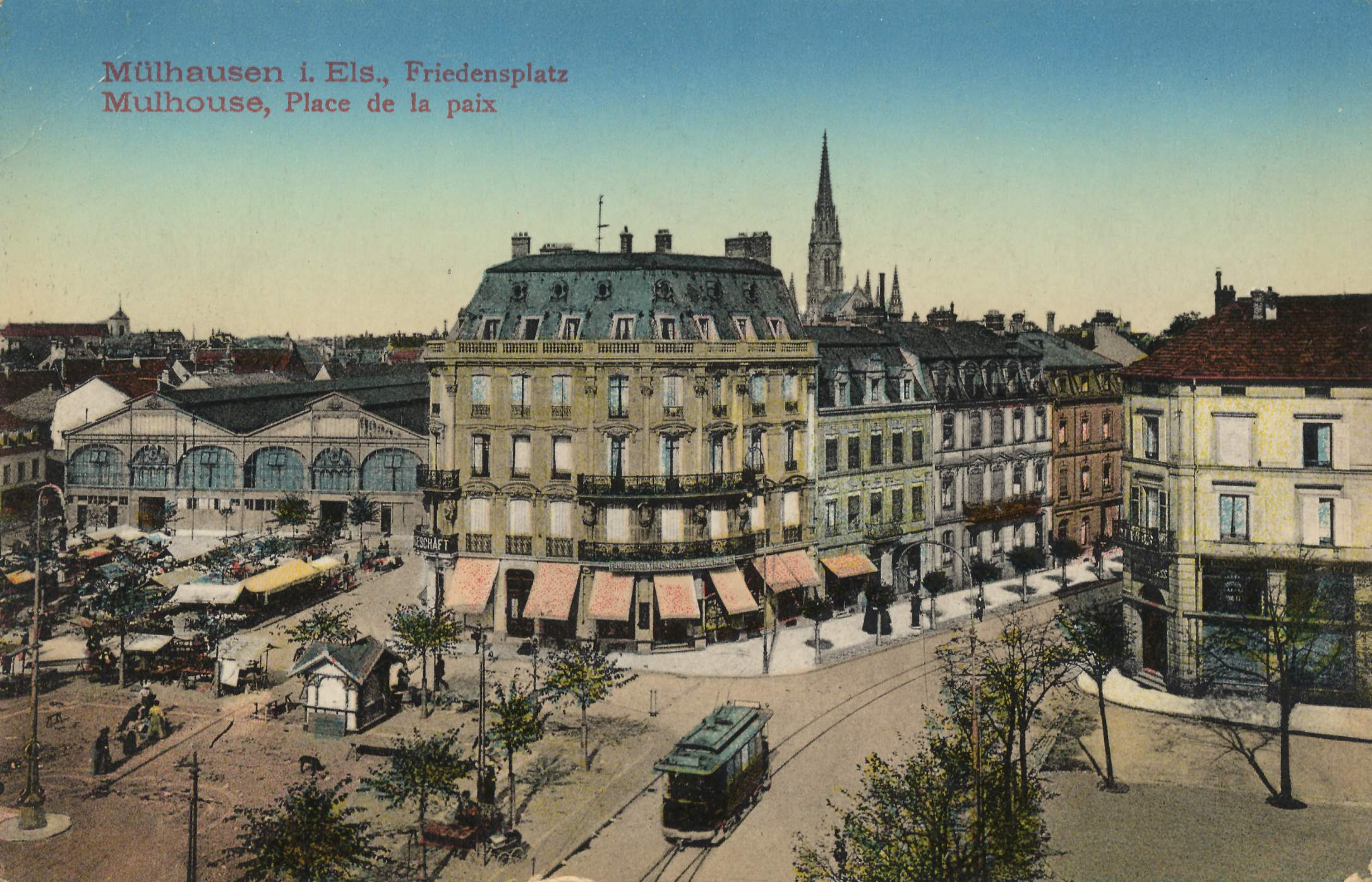
19世纪末的米卢斯和平广场

1871年普法战争后，根据《法兰克福条约》，米卢斯及其所在的阿尔萨斯-洛林地区被割让给普鲁士王国，成为德意志帝国的一部分。受此影响，约有超过13万居民相继逃离阿尔萨斯-洛林前往法国内陆区域，这其中包括了米卢斯犹太裔居民阿尔弗雷德·德雷福斯，后者曾引发轰动法国社会的德雷福斯事件。在德意志帝国的掌控下，米卢斯及附近75个市镇被设立为米尔豪森县。安德烈·克什兰公司于1872年迁至伊尔基什-格拉芬什塔登并组建成为阿尔萨斯机械制造公司。1882年，原米卢斯有轨电车建成通车。
1913年，法国开始准备第十七号计划，意图收复阿尔萨斯-洛林。1914年8月10日，法军曾发动米卢斯战役，此后又于8月19日发动多尔纳克战役并取得胜利，不过战后法军立即前往其他战场参与新的战斗，米卢斯及多尔纳克（1914年起并入米卢斯）直至一战结束后才连同整个阿尔萨斯-洛林重归法国。1919年《凡尔赛和约》签订后，阿尔萨斯-洛林重新划为三个省份，米卢斯所在的上莱茵省的行政区划被重新调整，米卢斯被设立为一个副省会，下辖米卢斯区。20世纪30年代，随着工人社群的发展，米卢斯开始出现各类工人运动，其中1936年5月的阿尔萨斯大罢工期间，当地共有近万名工人参与。第二次世界大战期间，米卢斯及阿尔萨斯地区被纳粹德国占领，米卢斯地区民间曾出现多个抵抗运动组织。在盟军的帮助下，米卢斯于1944年11月12日解放。

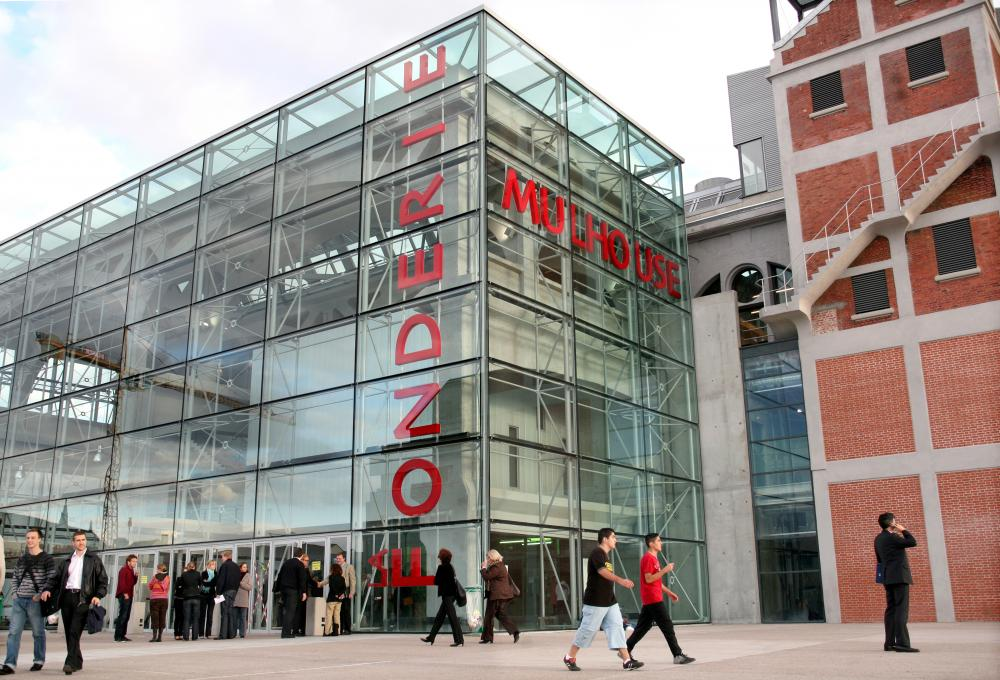
一处由工厂厂房改造而来的文化中心

二战结束后，米卢斯得到新一轮的发展。1947年，布尔茨维莱尔整体并入米卢斯。法国总统戴高乐曾于1945年2月和1959年11月两次到访米卢斯。黄金三十年期间，米卢斯曾吸引了大批外来人口，当地政府为此规划修建了多处柯布西耶式的廉租房公寓楼，其中多数位于市区西部的科托街区，市中心则于1973年建成了高达112米的欧罗巴塔。与此同时，自20世纪70年代石油危机以来，米卢斯的重工业受到严重打击，当地大批工厂相继关闭，DMC工厂亦于2009年彻底破产，其部分资产被一家英国企业收购。
2020年3月初，米卢斯爆发2019冠状病毒病疫情，彼时米卢斯福音教堂正在举办大型宗教活动，来自法国各地的近2,500名教徒聚集于此，米卢斯也因此一度被认为是2019冠状病毒病法国疫情的重要发源地。疫情发生后，米卢斯及法国于3月17日开始实行隔离及宵禁政策，当地的医疗系统一度发生瘫痪。自2020年5月11日起，米卢斯的隔离和宵禁政策开始分阶段解除。

## 地理

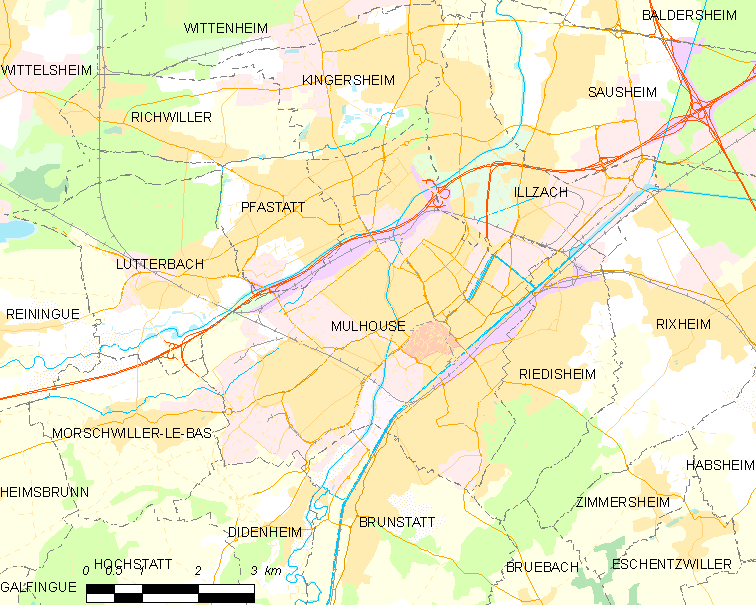
米卢斯市镇范围地图

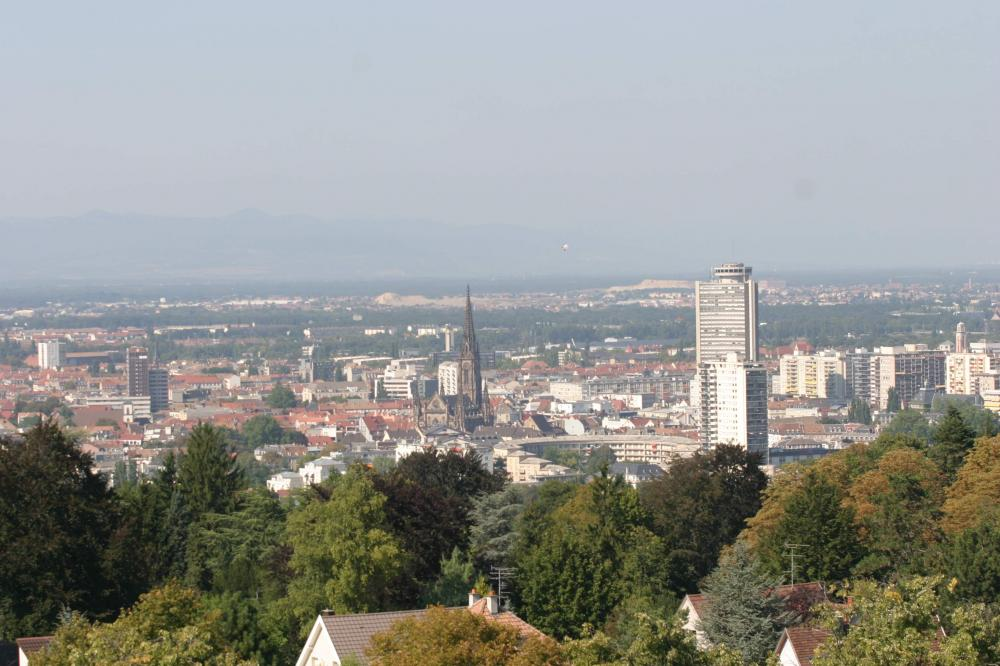
鸟瞰米卢斯

米卢斯位于法国东北部，大东部大区的东南部和上莱茵省的中南部，距离省会科尔马大约42公里，距离大区首府斯特拉斯堡大约114公里。与米卢斯接壤的市镇包括：吕泰巴克、京格赛姆、法斯塔特、里迪赛姆、伊尔扎克、下莫什维莱尔和布伦什塔特-迪德奈姆。在用地情况方面，2018年，米卢斯市镇范围内95.2%的土地为城市建设用地（道路、广场、建筑等）、2.7%为农业土地、2.1%为林地，自然土地及水域面积总和占比不足0.1%。米卢斯的城市规划建设事务由当地市政府及其所在的都会区协调负责。2023年1月30日，米卢斯阿尔萨斯城市圈公共社区通过了当地的《市际城市规划地方方案》（PLUi），为包括米卢斯在内的39个市镇的土地利用及开发提供了纲领性指导。

### 地形
米卢斯位于阿尔萨斯平原南部，孚日山东麓的山前延伸平原腹地，其市镇范围内按照地势大致可以罗讷河—莱茵河运河为界划为两部分：运河北侧大部分区域地势平坦，仅市区西部略有少许起伏；运河南侧的雷贝格街区则为浅丘地貌，整体地势自北向西南有较为明显的抬升。米卢斯市镇最高点海拔338米，位于市区南部的曲伦森林（Zühren Wald）附近；最低点海拔232米位于市区北部，米卢斯、伊尔扎克和京格赛姆三个市镇的交汇处。

### 地质
米卢斯市镇范围内的地质岩层大致可分为三大板块：
- 运河以北、铁路线以东的米卢斯城市核心区域的地表土层多为现代沉积物，其中靠近河流的区域为现代沉积物区，形成于全新世，多为砂石及砾石，在地质图上标注为Fzb；河流外侧的地表则多为维尔姆冰期形成的砂质淤泥，在地质图上标注为Fyl[15]。
- 多尔纳克及雷贝格（法语：Rebberg）街区大部分区域地表则多为维尔姆冰期形成的黄土（高地地带）及砂岩（边缘地带），分别在地质图上标注为OE及CJ；另有部分区域因受到风化及水力侵蚀作用而裸露出鲁培尔期形成的石灰岩基岩，在地质图上标注为e7-g1b[15]。
- 多尔纳克核心区域有部分恰特期形成的磨拉岩，可能由冰川消融后的碎屑变质形成，在地质图上标注为g3a[15]。

在地质活动方面，米卢斯市镇范围内尚未探测出确认断层。米卢斯的地震危险度等级为三级，属于中度危险。

### 水文

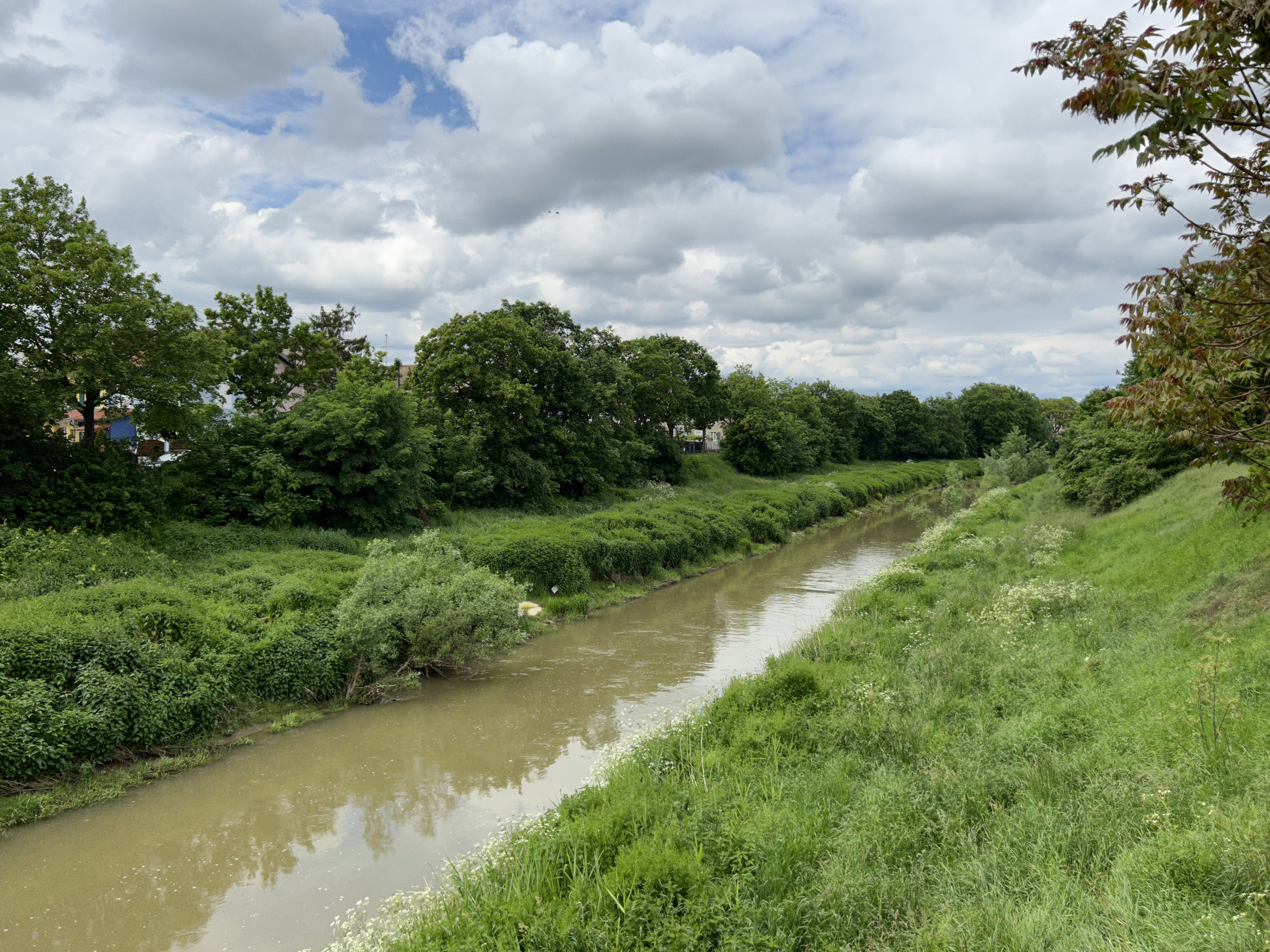
伊尔河米卢斯段

米卢斯位于莱茵河流域，该河的左岸一级支流伊尔河自西南向东北呈流经米卢斯，其市区段的平均宽度不足20米，部分河段有明显人工改造的痕迹，其中莱法布里凯桥（Pont des Fabriqués）到斯特拉斯堡桥（Pont de Strasbourg）约650米的河段被水泥覆盖成为地下河，其上方为米卢斯露天集市所在地。伊尔河左岸支流多莱尔河自西向东流经市区北部，该河在1979年修建A36高速公路时被部分填埋。米卢斯境内亦有多条人工水道：罗讷河—莱茵河运河曾西南-东北走向穿过米卢斯老城区的东南侧，开凿于中世纪的夸特尔巴赫河则从米卢斯老城的新塘（Le Nouveau Bassin）向北延伸并最终汇入伊尔河。
米卢斯的水文及环境检测事务由莱茵-默兹水文局负责，米卢斯市区内的伊尔河及多莱尔河沿河地带均有易涝区分布。

### 植被

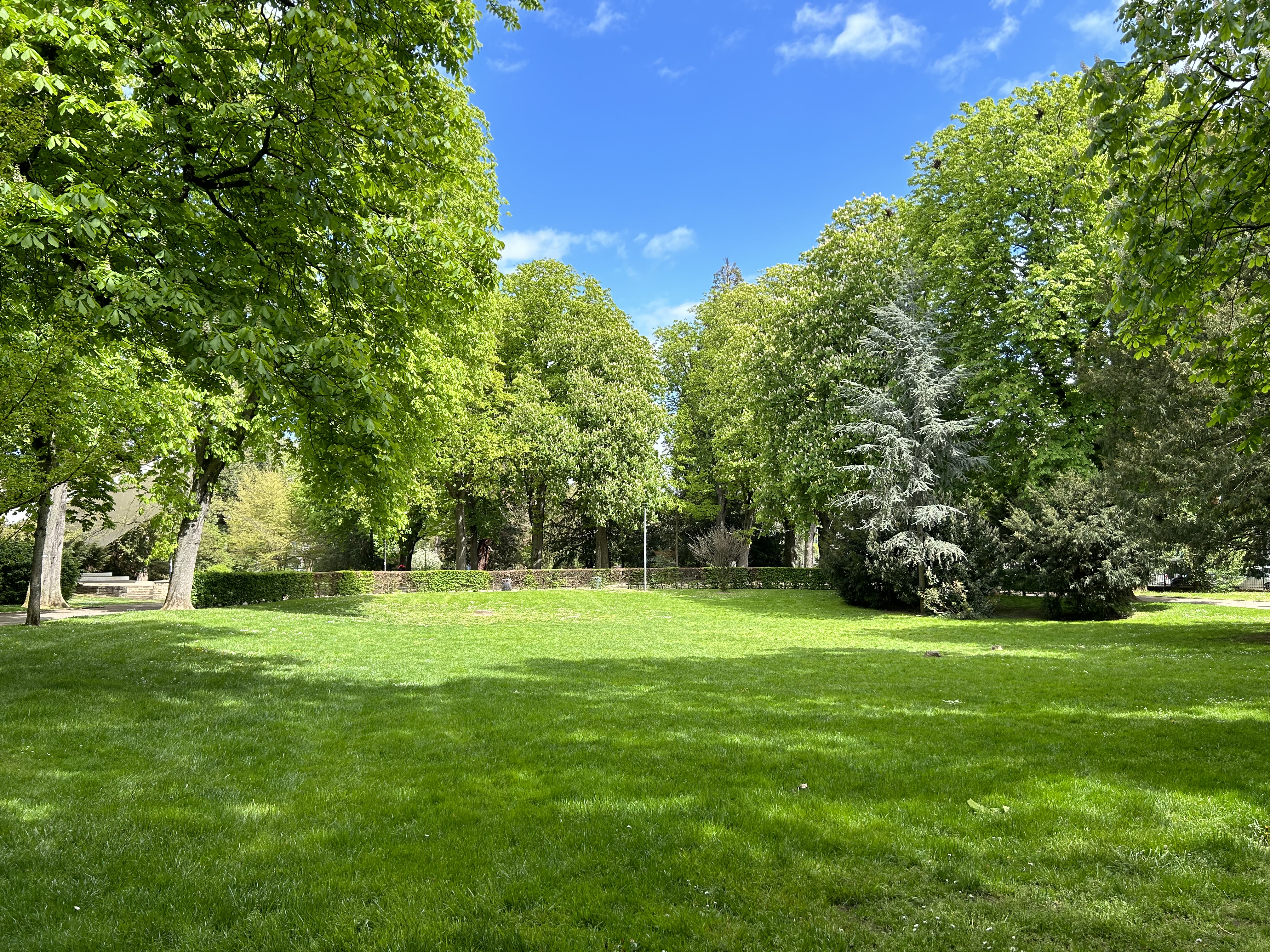
萨尔瓦多公园

米卢斯位于温带阔叶混交林区，林地散落分布于市镇范围内的多个区域，常见自然植被以落叶乔木、木本植物为主。米卢斯市区开辟有十余处城市绿地，包括布劳恩公园（Parc Braun）、萨尔瓦多公园（Parc Salvador）、雅凯公园（Parc Jaquet）、施泰因巴赫公园（Parc Steinbach）、格吕克街区公园（Cité Parc Glück）等，市区南侧的雷贝格腹地还建有米卢斯动植物公园。
在鲜花城市的评比中，米卢斯被评为四星级（最高级）鲜花城市。

### 气候
米卢斯在柯本气候分类法中属于受大陆气团影响的温带海洋性气候（Cfb），因其距离海岸线相对较远且有山脉阻挡，故米卢斯气候的大陆性特征整体较为明显，具体表现为夏季偏热，冬季易受大陆寒潮影响而出现低温，全年降水分布较为均匀，偶有极端天气出现。自21世纪以来，随着全球变暖等因素影响，米卢斯地区极端气候愈发频繁，主要表现为干旱和高温日数的增加。
米卢斯境内设有常年气象站，截至2023年12月，该气象站测得的最高气温记录为39.4摄氏度，出现于2003年8月13日；最低气温记录为-21.5摄氏度，出现于1956年2月10日；单日降水量记录为84.9毫米，出现于1963年8月6日。以下为该气象站的详细数据，以下为该气象站的数据（其中日照数据取自距离米卢斯市区以南大约20公里处的圣路易气象站）：
| 米卢斯 1981年－2019年 | 米卢斯 1981年－2019年 | 米卢斯 1981年－2019年 | 米卢斯 1981年－2019年 | 米卢斯 1981年－2019年 | 米卢斯 1981年－2019年 | 米卢斯 1981年－2019年 | 米卢斯 1981年－2019年 | 米卢斯 1981年－2019年 | 米卢斯 1981年－2019年 | 米卢斯 1981年－2019年 | 米卢斯 1981年－2019年 | 米卢斯 1981年－2019年 | 米卢斯 1981年－2019年 |
| 月份                  | 1月                   | 2月                   | 3月                   | 4月                   | 5月                   | 6月                   | 7月                   | 8月                   | 9月                   | 10月                  | 11月                  | 12月                  | 全年                  |
| --------------------- | --------------------- | --------------------- | --------------------- | --------------------- | --------------------- | --------------------- | --------------------- | --------------------- | --------------------- | --------------------- | --------------------- | --------------------- | --------------------- |
| 历史最高温 °C（°F）   | 18.3 (64.9)           | 21.9 (71.4)           | 26.1 (79.0)           | 30 (86)               | 33.3 (91.9)           | 37.6 (99.7)           | 38.9 (102.0)          | 39.4 (102.9)          | 34.1 (93.4)           | 29.6 (85.3)           | 24.3 (75.7)           | 19.9 (67.8)           | 39.4 (102.9)          |
| 平均高温 °C（°F）     | 4.6 (40.3)            | 6.6 (43.9)            | 11.5 (52.7)           | 15.6 (60.1)           | 20.2 (68.4)           | 23.6 (74.5)           | 26 (79)               | 25.7 (78.3)           | 21.1 (70.0)           | 15.7 (60.3)           | 9 (48)                | 5.4 (41.7)            | 15.4 (59.7)           |
| 日均气温 °C（°F）     | 1.7 (35.1)            | 2.8 (37.0)            | 6.7 (44.1)            | 10.1 (50.2)           | 14.6 (58.3)           | 17.9 (64.2)           | 20 (68)               | 19.6 (67.3)           | 15.7 (60.3)           | 11.2 (52.2)           | 5.7 (42.3)            | 2.7 (36.9)            | 10.7 (51.3)           |
| 平均低温 °C（°F）     | −1.2 (29.8)           | −0.9 (30.4)           | 2 (36)                | 4.7 (40.5)            | 9.1 (48.4)            | 12.1 (53.8)           | 14 (57)               | 13.5 (56.3)           | 10.3 (50.5)           | 6.7 (44.1)            | 2.3 (36.1)            | 0 (32)                | 6.1 (43.0)            |
| 历史最低温 °C（°F）   | −20.2 (−4.4)          | −21.5 (−6.7)          | −17.2 (1.0)           | −6.3 (20.7)           | −3.1 (26.4)           | 0.9 (33.6)            | 4.3 (39.7)            | 4 (39)                | −0.6 (30.9)           | −6.7 (19.9)           | −13.4 (7.9)           | −19 (−2)              | −21.5 (−6.7)          |
| 平均降水量 mm（）     | 60.8 (2.39)           | 52.8 (2.08)           | 56.2 (2.21)           | 52.4 (2.06)           | 80.3 (3.16)           | 70.2 (2.76)           | 68.5 (2.70)           | 64.1 (2.52)           | 70.5 (2.78)           | 75.1 (2.96)           | 57.2 (2.25)           | 80.6 (3.17)           | 788.7 (31.05)         |
| 月均日照時數          | 74                    | 94.1                  | 138.1                 | 176.1                 | 200.1                 | 226                   | 241.3                 | 227.7                 | 164.3                 | 118.5                 | 67.8                  | 55.1                  | 1,783.1               |
| 来源：infoclimat      |                       |                       |                       |                       |                       |                       |                       |                       |                       |                       |                       |                       |                       |

## 行政区划
米卢斯的市镇编号为68224，邮政编号为68100或68200。
在行政管理方面，米卢斯隶属于法国大东部大区上莱茵省，同时也是该省的一个副省会，下辖米卢斯区；在地方选举方面，米卢斯是米卢斯第一县、第二县和第三县的中央投票站所在地，其市镇范围分属上莱茵省第五选区及上莱茵省第六选区；在社会管理方面，米卢斯是米卢斯阿尔萨斯城市圈公共社区的办公驻地。
截至2023年12月，米卢斯市镇范围内的布尔茨维莱尔、布吕斯莱因、科托、德鲁奥-容基耶和环城中心五个街区为城市政策优先街区，其中科托亦是城市敏感街区。自2017年起，上述五个街区实行街区自治制度。 
法国国家统计与经济研究所（简称）在进行数据统计时，将米卢斯及相邻的另外19个市镇设为米卢斯城市核心区，并将包括核心区在内的周边共60个市镇划为米卢斯城市区。自2020年起，米卢斯城市区被包含132个市镇的米卢斯城市辐射区代替。此外，INSEE还将米卢斯市镇分为了43个“块区”（IRIS），以便于统计人口分布情况。
| 西北布尔茨维莱尔 东北布尔茨维莱尔 东南 布尔茨维莱尔 西南 布尔茨维莱尔 北沃尔夫-瓦格纳 中沃尔夫 -瓦格纳 南沃尔夫 -瓦格纳 北多莱尔 南多莱尔 北欧罗巴-新塘 中欧罗巴-新塘 南欧罗巴 -新塘 西诺德费尔德 东诺德费尔德 南诺德费尔德 北德鲁奥 -巴尔巴内格尔 南德鲁奥 -巴尔巴内格尔 北西岱 南西岱 西布吕斯莱因 东布吕斯莱因 北达盖尔 南达盖尔 北福里多兰 南福里多兰 北白里安 -富兰克林 南白里安 -富兰克林 西历史中心 东历史中心 北钢厂 南钢厂 西多尔纳克 东多尔纳克 北雷贝格 西南雷贝格 东南雷贝格 西南科托 东上普瓦里耶 ① ② ③ ④ ⑤ ① = 中西布尔茨维莱尔 ② = 西北科托 ③ = 东南科托 ④ = 东北科托 ⑤ = 西上普瓦里耶 |                              |                       |          |             |                    |                        |
| 街区 | IRIS块区原名                 | IRIS块区中文名*       | IRIS编号 | 面积（km²） | 人口数量（2012年） | 青壮年失业率（2012年） |
| Mulhouse - Grand Centre 米卢斯大中心 | Centre Historique Est        | 东历史中心            | 102      | 0.5         | 2,525              | 15.1%                  |
| Mulhouse - Grand Centre 米卢斯大中心 | Centre Historique Ouest      | 西历史中心            | 101      | 0.25        | 2,417              | 20.5%                  |
| Mulhouse - Grand Centre 米卢斯大中心 | Europe Nouveau Bassin Sud    | 南欧罗巴-新塘         | 403      | 0.17        | 2,397              | 24.9%                  |
| Mulhouse - Grand Centre 米卢斯大中心 | Fonderie Nord                | 北钢厂                | 201      | 0.17        | 3,018              | 42.6%                  |
| Mulhouse - Grand Centre 米卢斯大中心 | Fonderie Sud                 | 南钢厂                | 202      | 0.77        | 2,778              | 26.9%                  |
| Mulhouse - Grand Centre 米卢斯大中心 | Nordfeld Est                 | 东诺德费尔德          | 603      | 0.19        | 2,633              | 26.4%                  |
| Mulhouse - Grand Centre 米卢斯大中心 | Nordfeld Nord                | 北诺德费尔德          | 601      | 0.20        | 2,571              | 24.8%                  |
| Mulhouse - Grand Centre 米卢斯大中心 | Nordfeld Ouest               | 西诺德费尔德          | 602      | 0.23        | 1,791              | 18.6%                  |
| Mulhouse - Grand Centre 米卢斯大中心 | Rebberg Nord                 | 北雷贝格              | 701      | 1.68        | 3,105              | 10.5%                  |
| Mulhouse - Grand Centre 米卢斯大中心 | Rebberg Sud Est              | 东南雷贝格            | 703      | 1.37        | 2,162              | 7.7%                   |
| Mulhouse - Grand Centre 米卢斯大中心 | Rebberg Sud Ouest            | 西南雷贝格            | 704      | 0.7         | 2,888              | 14.4%                  |
| Bourtzwiller 布尔茨维莱尔 | Bourtzwiller Centre Ouest    | 中西布尔茨维莱尔      | 1702     | 0.39        | 3,073              | 34.7%                  |
| Bourtzwiller 布尔茨维莱尔 | Bourtzwiller Nord Est        | 东北布尔茨维莱尔      | 1501     | 1.16        | 3,089              | 26.4%                  |
| Bourtzwiller 布尔茨维莱尔 | Bourtzwiller Nord Ouest      | 西北布尔茨维莱尔      | 1701     | 0.53        | 2,484              | 18.2%                  |
| Bourtzwiller 布尔茨维莱尔 | Bourtzwiller Sud Est         | 东南布尔茨维莱尔      | 1502     | 0.56        | 755                | 32.7%                  |
| Bourtzwiller 布尔茨维莱尔 | Bourtzwiller Sud Ouest       | 西南布尔茨维莱尔      | 1703     | 0.43        | 2,191              | 16.3%                  |
| Manufactures 手工业中心 | Briand Franklin Nord         | 北白里安-富兰克林     | 301      | 0.27        | 2,039              | 20.5%                  |
| Manufactures 手工业中心 | Briand Franklin Sud          | 南白里安-富兰克林     | 302      | 0.26        | 3,031              | 35.9%                  |
| Manufactures 手工业中心 | Brustlein Est                | 东布吕斯莱因          | 1802     | 0.65        | 1,81               | 29.2%                  |
| Manufactures 手工业中心 | Brustlein Ouest              | 西布吕斯莱因          | 1801     | 0.82        | 2,028              | 26.5%                  |
| Manufactures 手工业中心 | Daguerre Nord                | 北达盖尔              | 1102     | 0.13        | 2,369              | 27.5%                  |
| Manufactures 手工业中心 | Daguerre Sud                 | 南达盖尔              | 1101     | 0.34        | 3,983              | 28.7%                  |
| Manufactures 手工业中心 | Doller Nord                  | 北多莱尔              | 1601     | 0.71        | 2,71               | 24.4%                  |
| Manufactures 手工业中心 | Doller Sud                   | 南多莱尔              | 1602     | 0.44        | 2,632              | 20.9%                  |
| Manufactures 手工业中心 | Cité Nord                    | 北西岱                | 1201     | 0.3         | 2,665              | 28.7%                  |
| Manufactures 手工业中心 | Cité Sud                     | 南西岱                | 1203     | 0.16        | 3,726              | 28.1%                  |
| Manufactures 手工业中心 | Fridolin Nord                | 北福里多兰            | 1301     | 0.22        | 2,711              | 36.9%                  |
| Manufactures 手工业中心 | Fridolin Sud                 | 南福里多兰            | 1302     | 0.21        | 2,659              | 36.4%                  |
| D8 代于特 | Europe Nouveau Bassin Centre | 中欧罗巴-新塘         | 402      | 0.32        | 3,809              | 27.9%                  |
| D8 代于特 | Europe Nouveau Bassin Nord   | 北欧罗巴-新塘         | 401      | 0.36        | 2,333              | 32.9%                  |
| D8 代于特 | Wolf Wagner Centre           | 中沃尔夫-瓦格纳       | 1402     | 0.16        | 1,854              | 46.3%                  |
| D8 代于特 | Wolf Wagner Nord             | 北沃尔夫-瓦格纳       | 1401     | 0.99        | 2,88               | 37.0%                  |
| D8 代于特 | Wolf Wagner Sud              | 南沃尔夫-瓦格纳       | 1403     | 0.26        | 3,162              | 44.5%                  |
| West 韦斯特 | Coteaux Nord Est             | 东北科托              | 902      | 0.11        | 2,499              | 42.6%                  |
| West 韦斯特 | Coteaux Nord Ouest           | 西北科托              | 901      | 0.19        | 1,88               | 30.1%                  |
| West 韦斯特 | Coteaux Sud Est              | 东南科托              | 904      | 0.07        | 1,503              | 36.0%                  |
| West 韦斯特 | Coteaux Sud Ouest            | 西南科托              | 903      | 1.01        | 3,131              | 31.3%                  |
| West 韦斯特 | Dornach Est                  | 东多尔纳克            | 1002     | 0.52        | 2,81               | 16.5%                  |
| West 韦斯特 | Dornach Ouest                | 西多尔纳克            | 1001     | 2.33        | 2,726              | 13.4%                  |
| West 韦斯特 | Haut Poirier Est             | 东上普瓦里耶          | 801      | 1.28        | 3,036              | 14.0%                  |
| West 韦斯特 | Haut Poirier Ouest           | 西上普瓦里耶          | 802      | 0.17        | 1,59               | 20.5%                  |
| Drouot Barbanègre 德鲁奥-巴尔巴内格尔 | Drouot Barbanègre Nord       | 北德鲁奥-巴尔巴内格尔 | 501      | 0.44        | 2,843              | 37.6%                  |
| Drouot Barbanègre 德鲁奥-巴尔巴内格尔 | Drouot Barbanègre Sud        | 南德鲁奥-巴尔巴内格尔 | 502      | 0.38        | 2,459              | 21.1%                  |
| *注：中文名称非官方正式翻译，仅供参考。 |                              |                       |          |             |                    |                        |

## 交通

### 公路
法国国家A36号高速公路经过米卢斯市区北部，并在东北郊的索赛姆境内与A35高速公路交汇，形成阿尔萨斯南部重要的公路枢纽；此外法国国道N66线和上莱茵省省道D8B线、D20线、D21线、D38线、D39线、D56线、D66线、D166线、D430线、D432线在米卢斯境内交汇。
| 33 | 7.7 |

| 16 | 5.5 |

| 17 | 3.5 |

| 18 | 3.6 |

| 19 | 3.9 |

| 第戎 | 218 |

| 贝桑松 | 137 |

| 蒙贝利亚尔 | 59 |

| 贝尔福 | 41 |

| 上比诺普特 | 19 |

| 斯特拉斯堡城站 | 116 |

| 弗赖堡 | 60 |

| 科尔马 | 42 |

| 巴塞尔 | 33 |

| 奥特马赛姆 | 18 |

| 埃皮纳勒 | 107 |

| 坦恩 | 21 |

| 塞尔奈 | 17 |

| 吕特巴克 | 5.5 |

| 法斯塔特 | 4.5 |

| 盖布维莱尔 | 24 |

| 阿尔特基什 | 21 |

| 恩西赛姆 | 15 |

| 京格赛姆 | 5.5 |

| 伊尔扎克 | 5 |

米卢斯是阿尔萨斯南部的一个公路客运枢纽，大东部大区公共交通A31线连接米卢斯和德国城市米尔海姆，自2023年8月起成为汽车线路；十余条上莱茵省城际客运线路以米卢斯为核心呈放射状向四周展开，可通往达讷马里、费雷特、埃尔弗兰茨基什、比德塔勒、锡伦茨、楠布赛姆、恩西赛姆、盖布维莱尔、坦恩、塞文、马斯沃-尼德布吕克等地。此外，一些跨国巴士公司也提供途经米卢斯的长途客运线路，其中弗利克斯巴士的线路可直通53个目的地，包括巴黎、欧塞尔、巴塞尔、巴塞罗那、佩皮尼昂、柏林、布拉格、纽伦堡、弗赖堡等城市。
2020年，56.1%的米卢斯家庭拥有至少一辆私人汽车。2021年，米卢斯境内共发生各类交通事故19起，造成26人受伤，其中17人重伤。

### 铁路

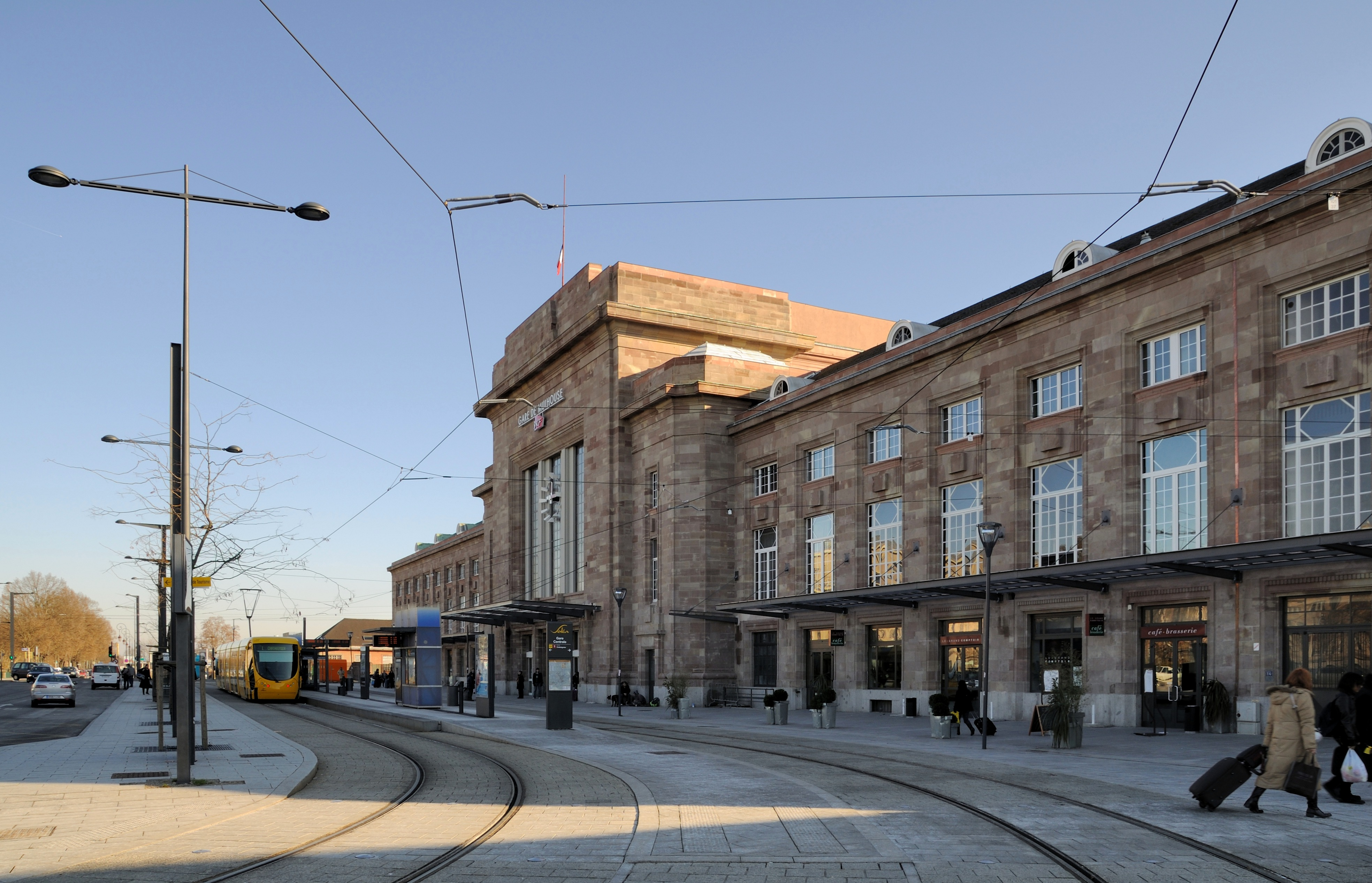
米卢斯火车城站

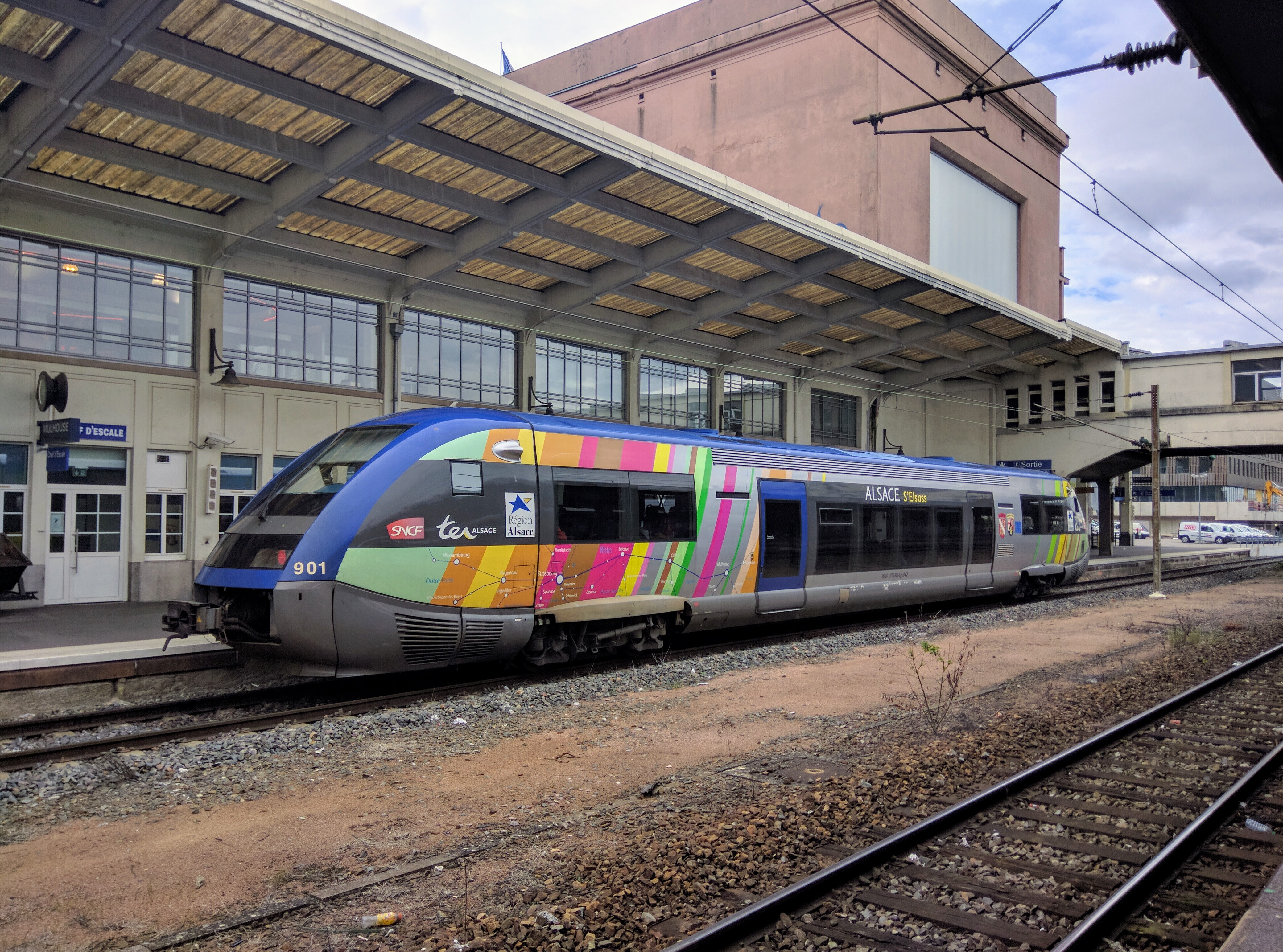
停靠米卢斯城站的一辆区域列车

米卢斯是法国东北部的一个铁路枢纽，多条铁路在此交汇：巴黎－米卢斯铁路建成于1858年，是法国东北部的一条铁路干线，该铁路全线为复线铁路，其中米卢斯至贝尔福之间的路段于1970年完成电气化改造，自2018年起，米卢斯开行贯穿该铁路全程并直通巴黎东站的大区列车，全程运行时间约四个半小时，沿途经过贝尔福、沃苏勒、肖蒙和特鲁瓦四个省会城市；斯特拉斯堡－圣路易铁路则是一条纵贯阿尔萨斯的铁路干线，部分路段的列车时速可达每小时200公里，由此前往斯特拉斯堡的最快旅程在一小时以内；米卢斯－沙朗佩铁路至米卢斯向东延伸至德国边境；米卢斯亦是莱茵河－罗讷河高速铁路的东端终点，该铁路一期工程已于2011年12月建成，二期工程则因客流预估不足而被推迟至2033年以后建设。除此之外，米卢斯铁路枢纽内还有吕特巴克－里克赛姆铁路和米卢斯联络线两条联络铁路。米卢斯蒂尔河谷城际有轨电车于2010年12月开通，该线路连接米卢斯有轨电车网和法国国家铁路网，是法国首个现代轻轨-火车系统。
米卢斯火车城站位于米卢斯市区，其主站房建于1932年，是一处文物保护单位。截至2023年12月，米卢斯城站每天开行百余班各类旅客列车，其中包括往返于巴黎和苏黎世之间的Lyria高速列车，前往巴黎、卢森堡、南锡、蒙彼利埃、法兰克福、马赛、尼斯等地的高速列车，以及前往斯特拉斯堡、巴塞尔、贝尔福、科尔马、克吕特等地的区域列车。2020年以前，米卢斯每天还开行一班可直达里尔和巴黎戴高乐机场的高速列车。由米卢斯出发，前往巴塞尔、科尔马和贝尔福的最短旅行时间均在半小时以内，前往斯特拉斯堡、第戎、沃苏勒需要约1小时，前往巴黎的最短旅行时间为2小时40分，前往马赛和蒙彼利埃则需要约5小时。2022年，米卢斯城站累计发送旅客数量505.6万人次，是法国铁路系统当中的a级车站。
除米卢斯城站外，米卢斯境内还有多个铁路车站，其中米卢斯多尔纳克站位于米卢斯市区西部，停靠前往科尔马和克吕特方向的区域列车以及tram-train；米卢斯阿桑兰站是一个位于米卢斯市区南部的通勤铁路车站，因客流较小而于2017年关闭；米卢斯北站则是一个铁路编组站。

### 航空

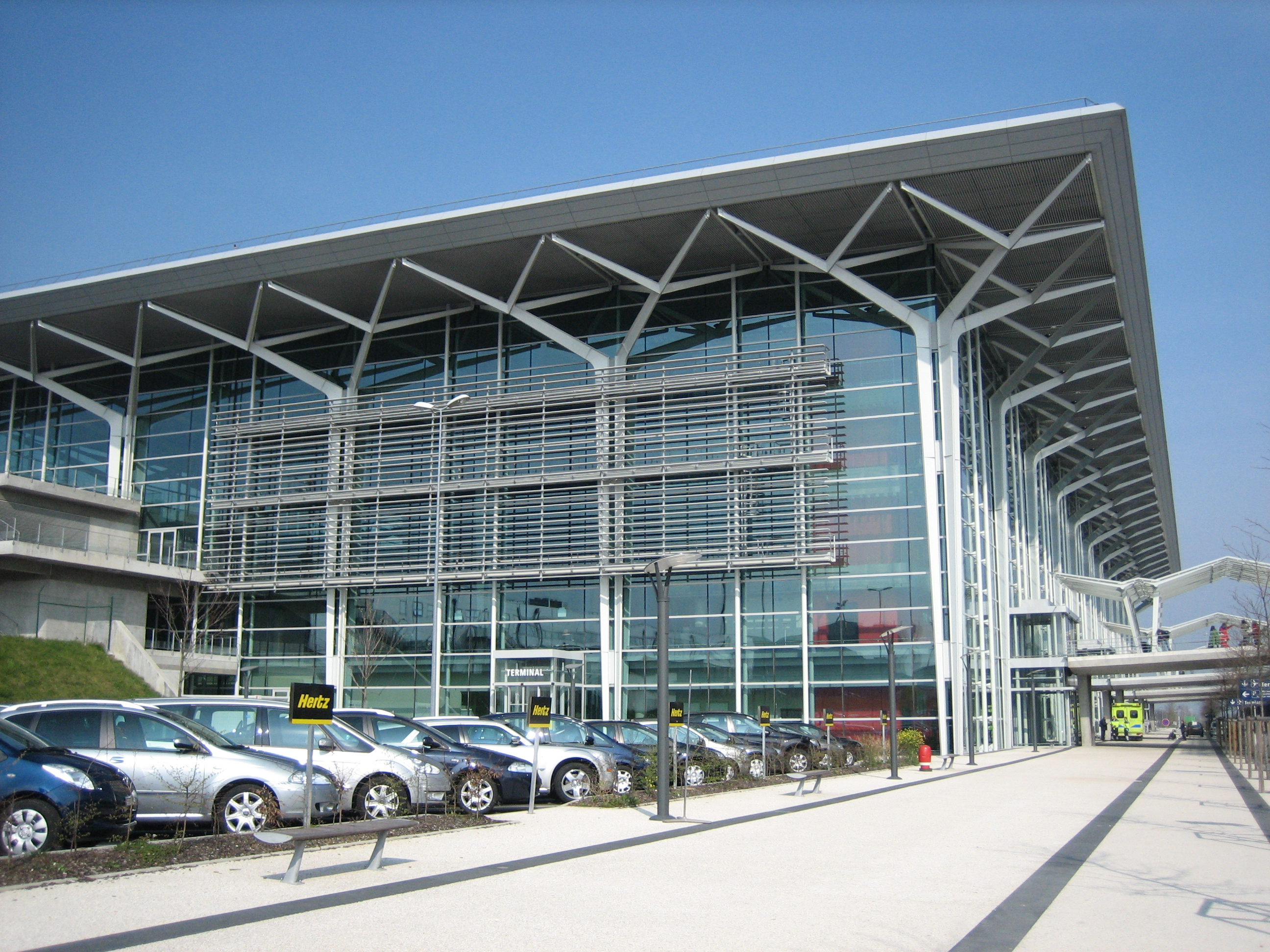
巴塞尔-米卢斯-弗赖堡欧洲机场主航站楼

巴塞尔-米卢斯-弗赖堡欧洲机场位于上莱茵省东南部的圣路易境内，距离米卢斯市区的公路里程大约26公里。该机场2019年累计发送旅客约910万人次，是法国本土第七繁忙的机场。截至2023年12月，该机场开行前往欧洲及地中海沿岸地区近百个城市的固定或季节性旅客航线，同时还开始数十条货运航班。
米卢斯-阿布赛姆飞行场则是一个开放式的飞行场，由南阿尔萨斯工商会负责管理，主要供救援、商务活动及当地的航空俱乐部使用。

### 内河航运

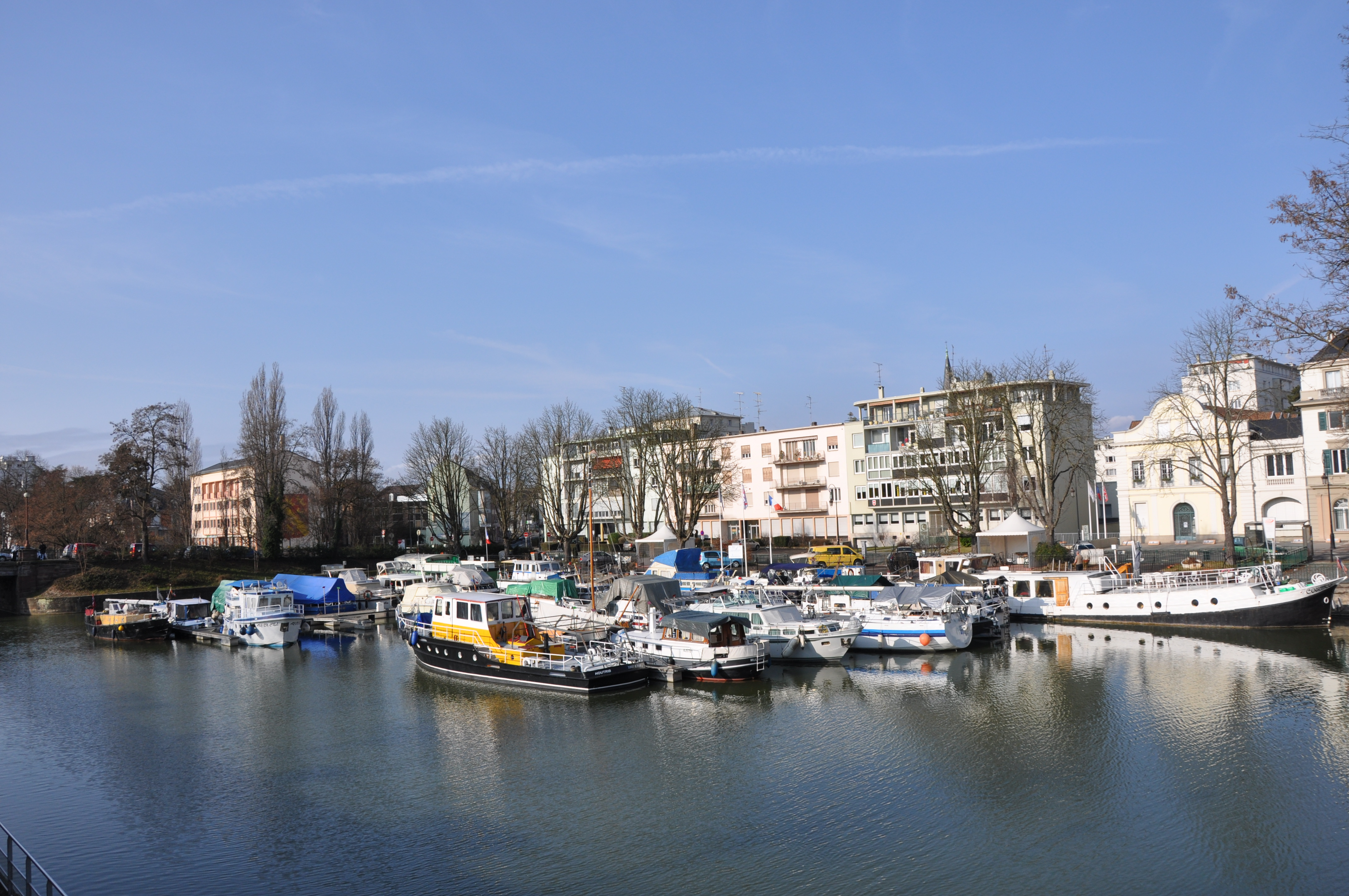
米卢斯内河港停靠的船只

罗讷河—莱茵河运河开通于1833年，连接罗讷河和莱茵河两大流域，是法国的一条重要人工内河水道，其米卢斯境内的主航道呈西南-东北走向，另有一条支线水道从伊尔扎克境内向东南分出连接尼费尔，水量由船闸控制。罗讷河—莱茵河运河历史上为重要的运输通道，其交通地位在与之平行的铁路和公路线建成大幅下降，该河现仍可供小型船只通过。

### 城市公共交通
米卢斯城市公共交通（商业名称为“Soléa”）是米卢斯的城市公共交通系统，由米卢斯阿尔萨斯城市圈公共社区负责管理，法国交通发展集团负责运营。截至2023年12月，该系统共包括3条有轨电车线路、1条轻轨-火车线路和23条常规公交线路，其线路网覆盖了米卢斯城市圈公共社区内的所有市镇。
米卢斯的公共交通史可追溯至1882年开通的原米卢斯有轨电车，该系统鼎盛时期共有五条市区线路和两条郊区线路，后因汽车及无轨电车的兴起而逐渐废弃，并于1957年彻底停运。自20世纪90年代初开始，米卢斯市政府开始谋划建设新的有轨电车系统，现代米卢斯有轨电车于2006年5月开通运营，现共包含三条线路，路网总长度为16.2公里（不计重复部分），其中一号线远期计划向北延伸至京格赛姆及维特奈姆境内。
米卢斯无轨电车曾于1908至1918年和1947至1968年间运行，后当地政府为统一管理而将无轨电车线路并入公共汽车网络。2019年4月，米卢斯首批纯电动公共汽车正式投入商业运营。

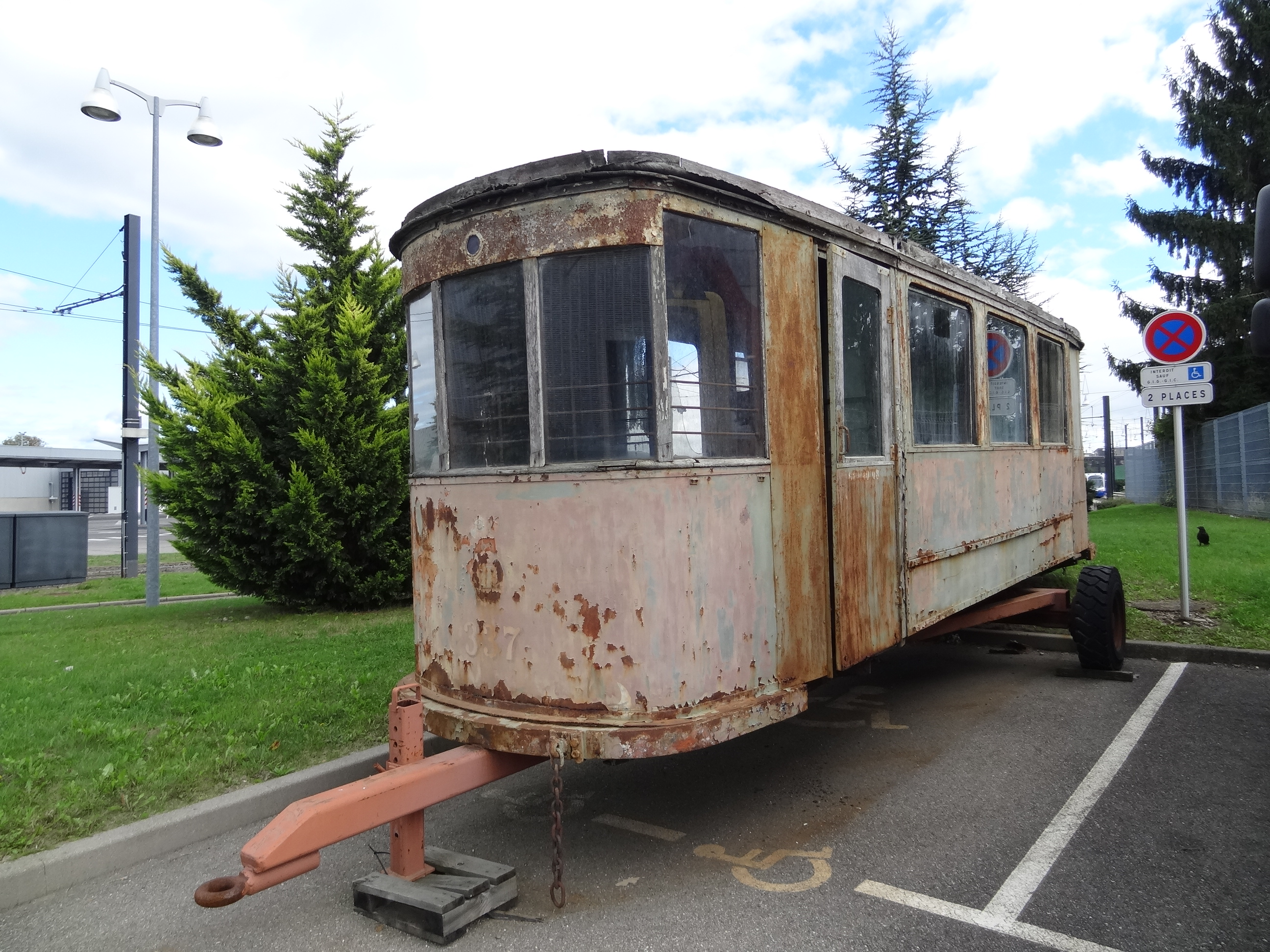
原有轨电车
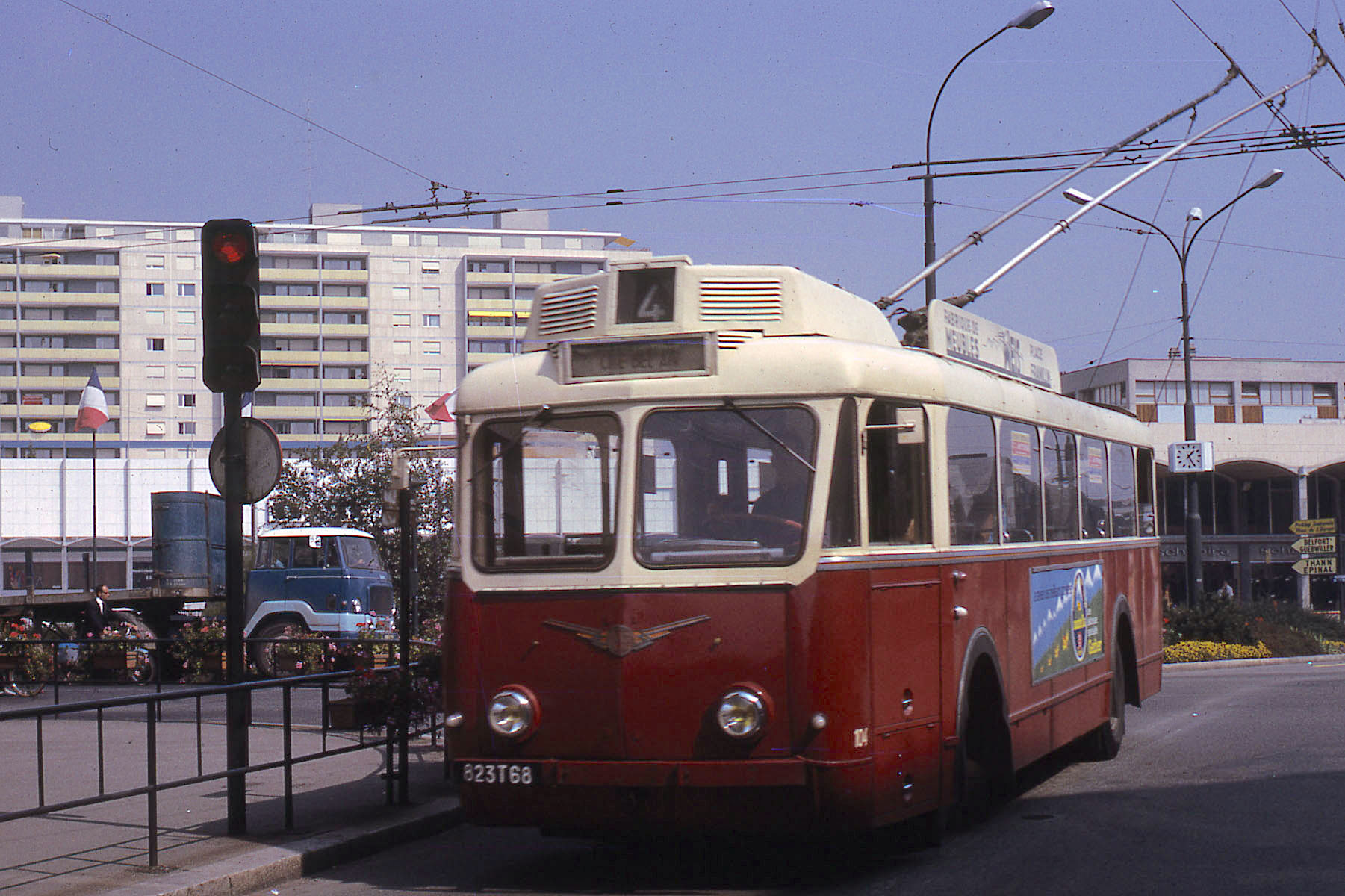
无轨电车（1966年）
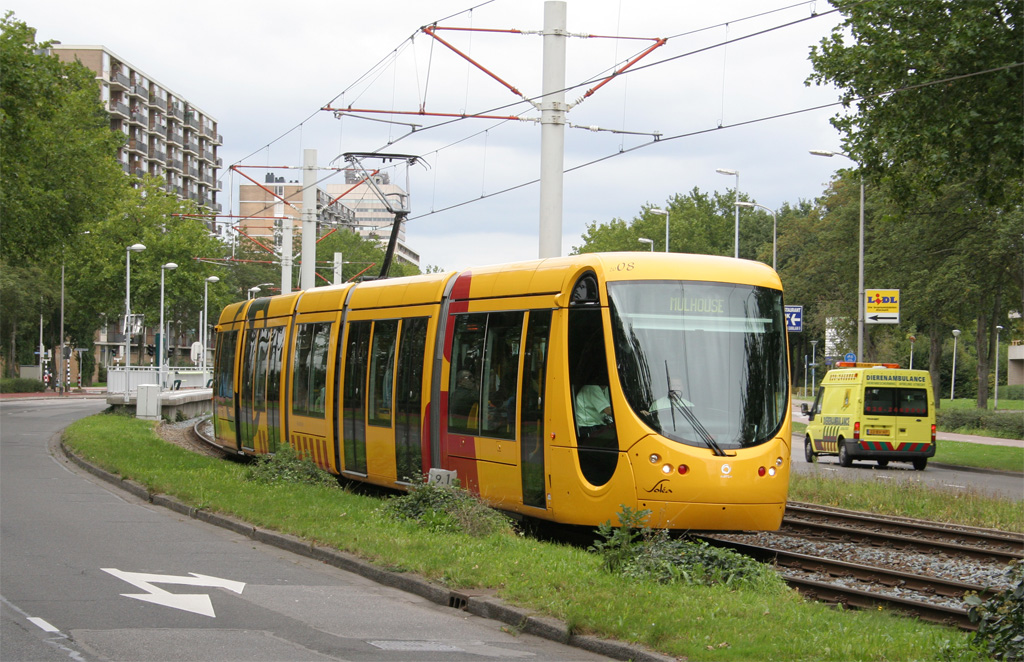
有轨电车
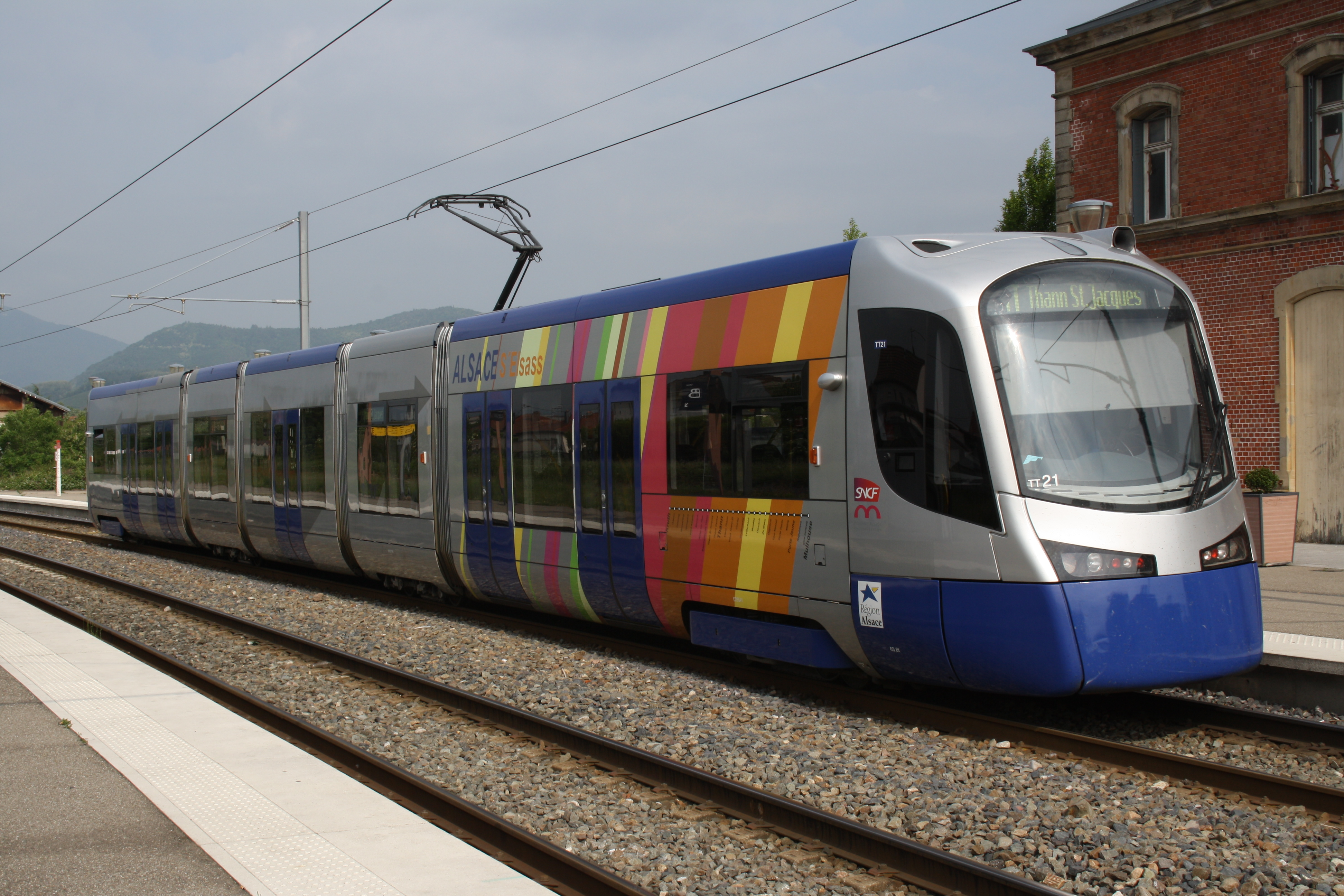
轻轨-火车系统
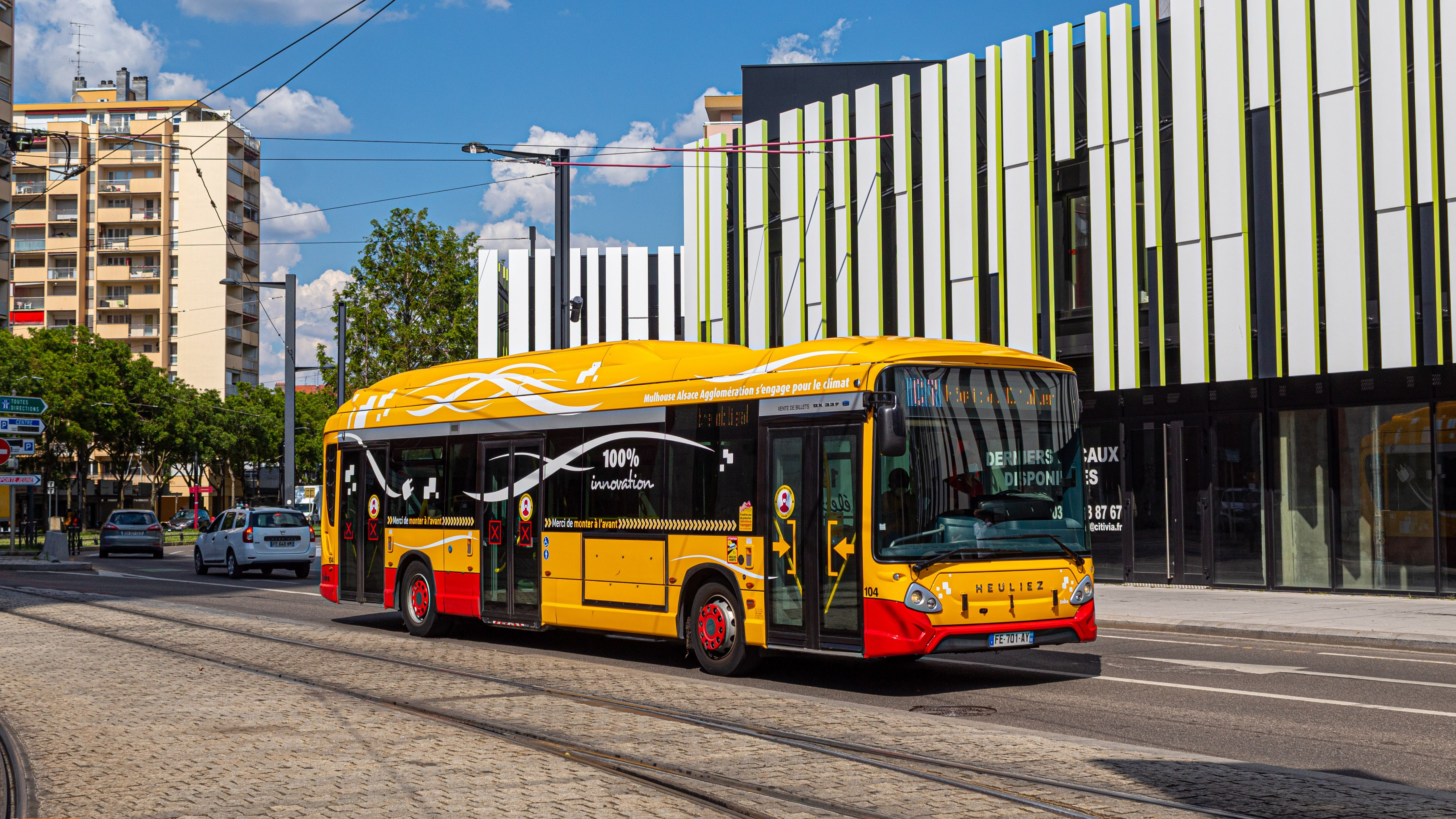
公交C7线
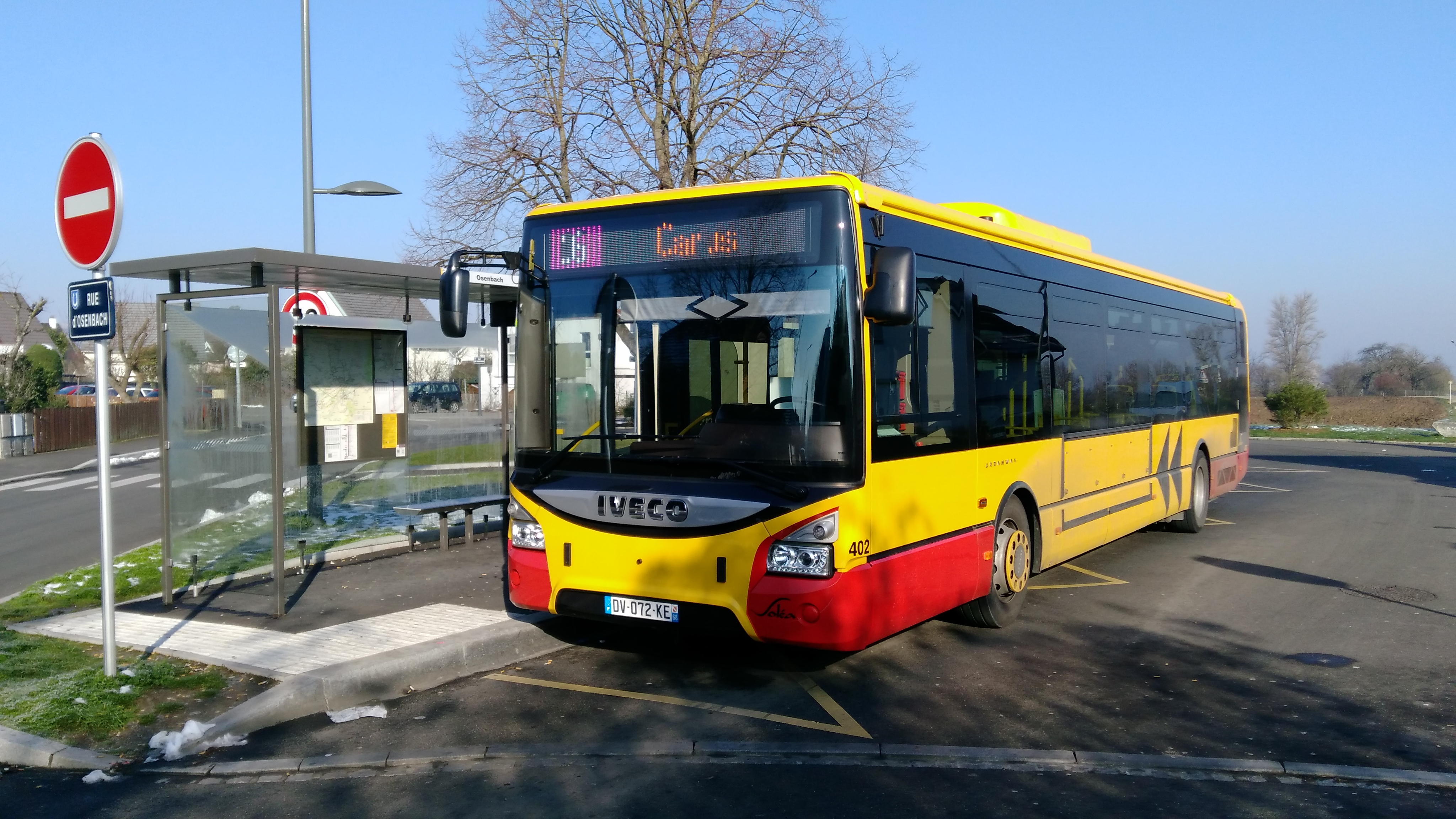
公交16路

### 自行车
米卢斯是歐洲自行車路網的一个节点，该网络的5号线、6号线和15号线在米卢斯交汇。
VéloCité是米卢斯的公共自行车系统，由米卢斯市政府负责管理运营。截至2023年12月，米卢斯境内共有各类自行车道110公里，另有105公里的机动车限速每小时30公里的道路。米卢斯市政府至2020年起启动新一轮的自行车系统建设方案，当地将兴建更多的自行车道以及自行车停放设施。

## 政治

### 市政内阁
米卢斯的现任市长为米谢勒·卢茨女士，她是共和党的一名成员，在2020年的市政选举中获得了38.60%的支持率。
| 2020年米卢斯市政内阁组成                                                                                    | 2020年米卢斯市政内阁组成        | 2020年米卢斯市政内阁组成                                    | 2020年米卢斯市政内阁组成 | 2020年米卢斯市政内阁组成 | 2020年米卢斯市政内阁组成 | 2020年米卢斯市政内阁组成 | 2020年米卢斯市政内阁组成 | 2020年米卢斯市政内阁组成 | 2020年米卢斯市政内阁组成 |  |
| --- | ------------------------------- | ----------------------------------------------------------- | ------------------------ | ------------------------ | ------------------------ | ------------------------ | ------------------------ | ------------------------ | ------------------------ |  |
| |                                 |                                                             |                          |                          |                          |                          |                          |                          |                          |  |
| 代表 | 代表                            | 党派                                                        | 首轮选举                 | 首轮选举                 | 第二轮选举               | 第二轮选举               | 席位                     | 席位                     |                          |  |
| 代表 | 代表                            | 党派                                                        | 票数                     | %                        | 票数                     | %                        | 市镇                     | 公共社区                 |                          |  |
| | 米谢勒·卢茨 Michèle LUTZ        | - LR共和黨 - DVD右翼无党派人士                              | 4,189                    | 33.66                    | 4,547                    | 38.6                     | 39                       | 29                       |                          |  |

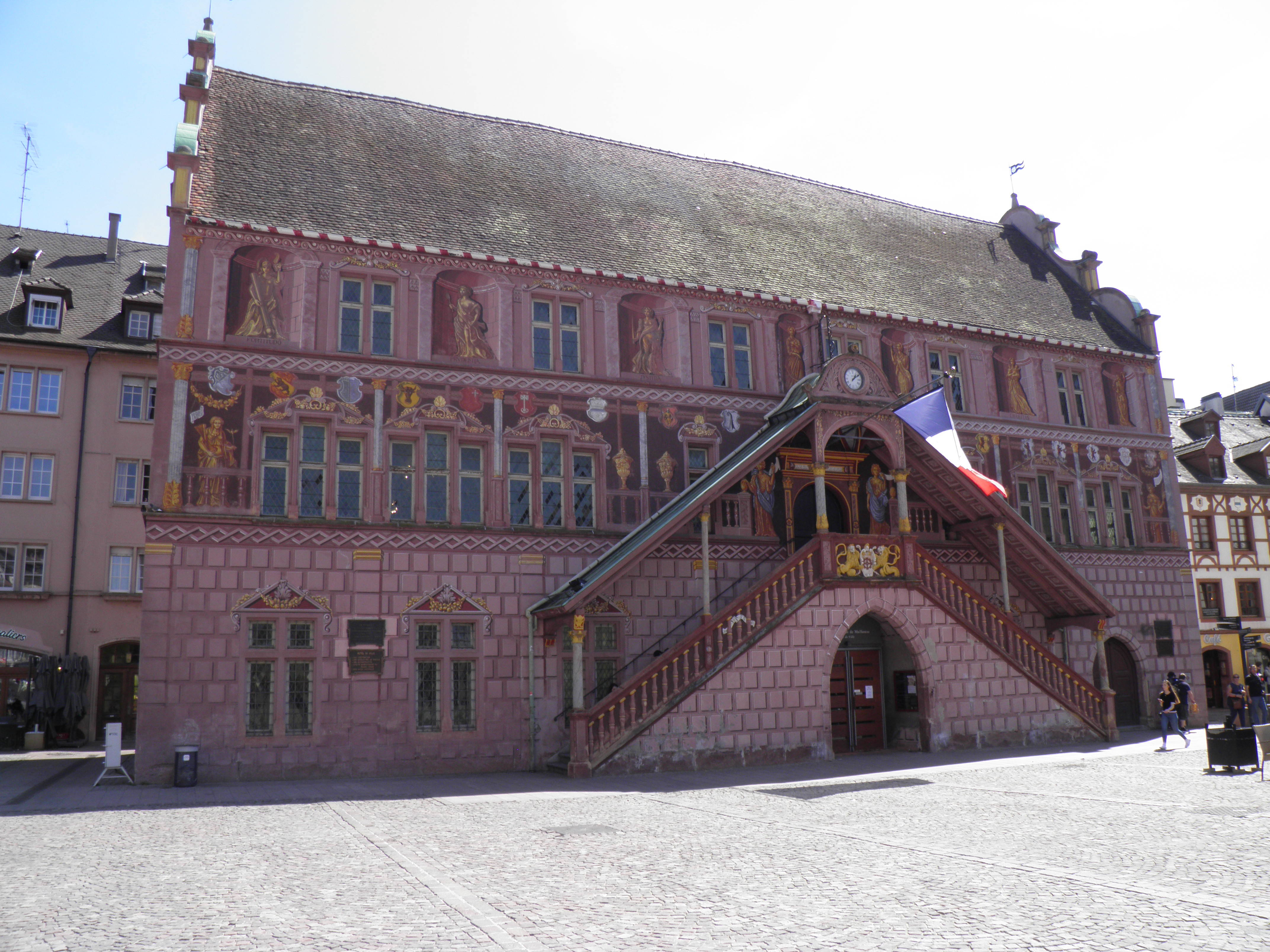
米卢斯市政厅

| 口号：米谢勒·卢茨和让·罗特纳携手打造规模宏大的米卢斯 （Mulhouse en grand avec Michèle Lutz & Jean Rottner） |                                 |                                                             | 4,189                    | 33.66                    | 4,547                    | 38.6                     | 39                       | 29                       |                          |  |
| | 洛伊克·米纳里 Loïc MINERY       | - EÉLV欧洲生态-绿党 - GS世代·s - FI不屈法国 - PCF法国共产党 | 2,733                    | 21.96                    | 3,207                    | 27.22                    | 7                        | 5                        |                          |  |
| 口号：米卢斯共同根源（Mulhouse cause commune）                                                              |                                 |                                                             | 2,733                    | 21.96                    | 3,207                    | 27.22                    | 7                        | 5                        |                          |  |
| | 拉拉·米利翁 Lara MILLION        | - LREM复兴 - MoDem民主运动 - Agir行动                       | 2,506                    | 20.13                    | 2,705                    | 22.96                    | 6                        | 5                        |                          |  |
| 口号：现实米卢斯 （Mulhouse en vrai）                                                                       |                                 |                                                             | 2,506                    | 20.13                    | 2,705                    | 22.96                    | 6                        | 5                        |                          |  |
| | 克丽斯泰勒·里茨 Christelle RITZ | - RN国民联盟                                                | 1,503                    | 12.07                    | 1,319                    | 11.19                    | 3                        | 2                        |                          |  |
| 口号：为米卢斯集结（Rassemblement pour Mulhouse）                                                           |                                 |                                                             | 1,503                    | 12.07                    | 1,319                    | 11.19                    | 3                        | 2                        |                          |  |
| | 法蒂玛·让 Fatima JENN           | - DVC混杂中间派 - LREM复兴（部分）                          | 988                      | 7.93                     |                          |                          |                          |                          |                          |  |
| 口号：让我们敢于米卢斯（Osons Mulhouse）                                                                    |                                 |                                                             | 988                      | 7.93                     |                          |                          |                          |                          |                          |  |
| | 罗曼·斯皮纳利 Romain SPINALI    | - UL Unser Land                                             | 293                      | 2.35                     |                          |                          |                          |                          |                          |  |
| 口号：我爱米卢斯（J'aime Mulhouse）                                                                         |                                 |                                                             | 293                      | 2.35                     |                          |                          |                          |                          |                          |  |
| | 朱利安·沃斯廷 Julien WOSTYN     | - LO工人斗争                                                | 232                      | 1.86                     |                          |                          |                          |                          |                          |  |
| 口号：工人斗争，倾听劳动者的声音 （Lutte ouvrière - Faire entendre le camp des travailleurs）               |                                 |                                                             | 232                      | 1.86                     |                          |                          |                          |                          |                          |  |
| 合计 | 合计                            | 合计                                                        | 12,790                   | 100                      | 12,077                   | 100                      | 55                       | 41                       |                          |  |

### 历届市长

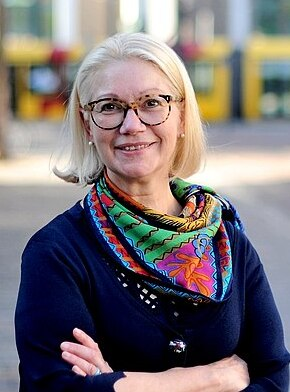
现任米卢斯市长米谢勒·卢茨

| 米卢斯历届市长 | 米卢斯历届市长                   | 米卢斯历届市长                      |
| 任期           | 市长                             | 党派                                |
| -------------- | -------------------------------- | ----------------------------------- |
| 1944年－1947年 | Auguste WICKY 奥古斯特·维基      | RAD激进党                           |
| 1947年－1953年 | Lucien GANDER 吕西安·甘德        | RPR保衛共和聯盟                     |
| 1953年－1956年 | Jean WAGNER 让·瓦格纳            | SFIO工人国际法国支部                |
| 1956年－1981年 | Émile MULLER 埃米尔·米勒         | SFIO工人国际法国支部 →PSD民主社会党 |
| 1981年－1989年 | Joseph KLIFA 约瑟夫·克利法       | PSD民主社会党                       |
| 1989年－2010年 | Jean-Marie BOCKEL 让-马里·博克尔 | PS社会党 →LGM现代左派               |
| 2010年－2017年 | Jean ROTTNER 让·罗特纳           | UMP人民运动联盟 →LR共和黨           |
| 2017年－       | Michèle LUTZ 米谢勒·卢茨         | LR共和黨                            |

### 各级选举

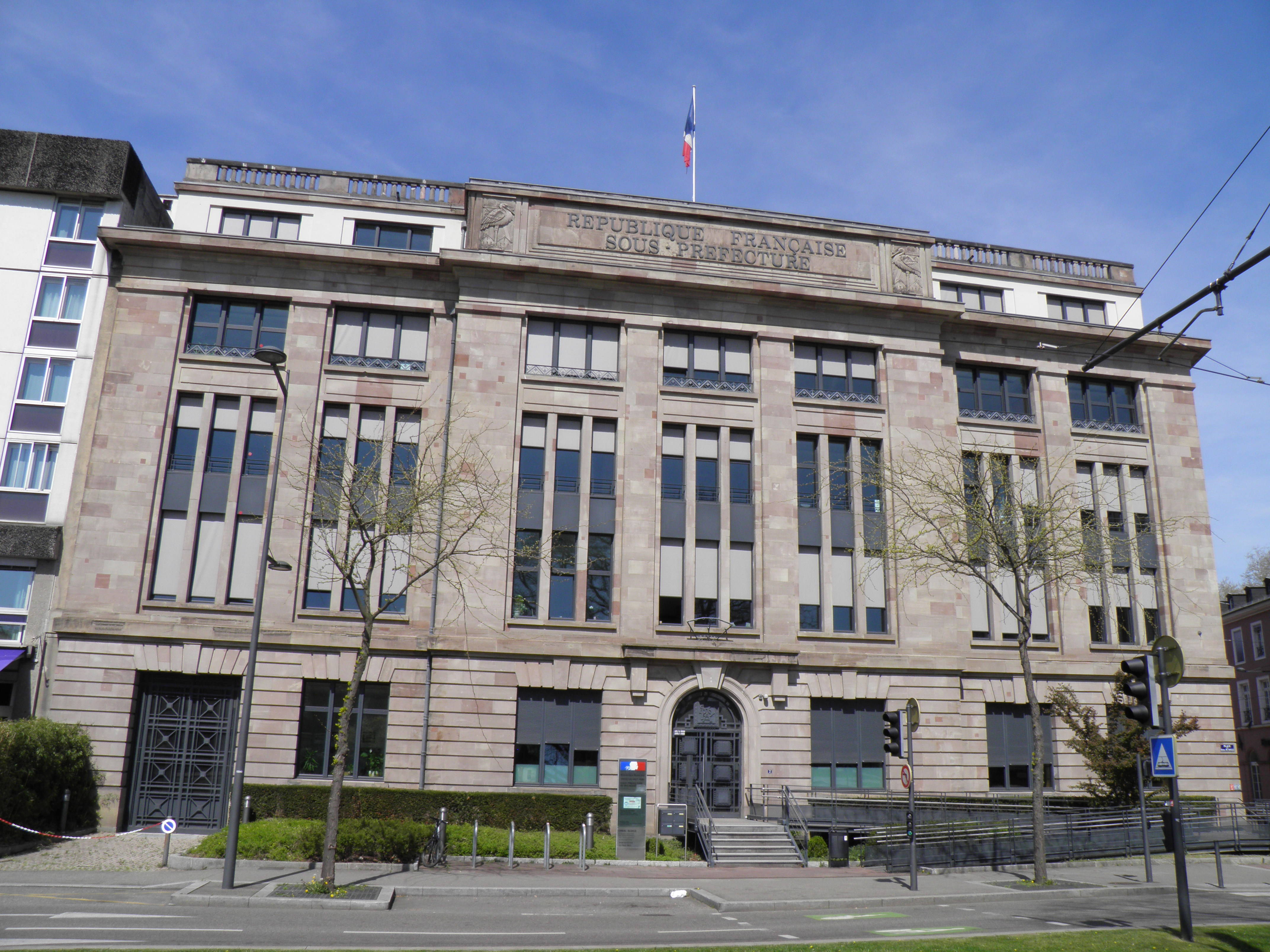
米卢斯副省政府大楼

| 米卢斯历届投票选举结果 | 米卢斯历届投票选举结果 | 米卢斯历届投票选举结果              | 米卢斯历届投票选举结果 | 米卢斯历届投票选举结果             | 米卢斯历届投票选举结果 | 米卢斯历届投票选举结果 | 米卢斯历届投票选举结果             | 米卢斯历届投票选举结果 | 米卢斯历届投票选举结果 |
| 选举项目               | 选举范围               | 选区单位                            | 选区单位内的选举结果   | 选区单位内的选举结果               | 选区单位内的选举结果   | 选区单位内的选举结果   | 选区单位内的选举结果               | 选区单位内的选举结果   | 参考资料               |
| 选举项目               | 选举范围               | 选区单位                            | 第一轮胜出者           | 第一轮胜出者                       | 支持率                 | 第二轮胜出者           | 第二轮胜出者                       | 支持率                 | 参考资料               |
| ---------------------- | ---------------------- | ----------------------------------- | ---------------------- | ---------------------------------- | ---------------------- | ---------------------- | ---------------------------------- | ---------------------- | ---------------------- |
| 2017年法國總統選舉     | 法國                   | 市镇                                |                        | 埃马纽埃尔·马克龙                  | 22.79%                 |                        | 埃马纽埃尔·马克龙                  | 70.58%                 | [ 22 ]                 |
| 2017年法国立法选举     | 上莱茵省第五选区       | 市镇（第五选区部分）                |                        | 塞西尔·勒尔                        | 36.89%                 |                        | 塞西尔·勒尔                        | 52.99%                 | [ 22 ]                 |
| 2017年法国立法选举     | 上莱茵省第六选区       | 市镇（第六选区部分）                |                        | 布吕诺·富克斯                      | 28.59%                 |                        | 布吕诺·富克斯                      | 63.54%                 | [ 22 ]                 |
| 2019年欧洲议会选举     | 法國                   | 市镇                                |                        | 纳塔莉·卢瓦索                      | 22.41%                 | （不适用）             | （不适用）                         | （不适用）             | [ 社 12 ]              |
| 2021年法国省级选举     | 上莱茵省               | 米卢斯第一县 市镇（第一县对应部分） |                        | 阿兰·库绍 卡特琳·拉普              | 27.53%                 |                        | 阿兰·库绍 卡特琳·拉普              | 54.99%                 | [ 社 13 ]              |
| 2021年法国省级选举     | 上莱茵省               | 米卢斯第二县 市镇（第二县对应部分） |                        | 布吕诺·富克斯 法蒂玛·让            | 23.26%                 |                        | 布吕诺·富克斯 法蒂玛·让            | 63.83%                 | [ 社 13 ]              |
| 2021年法国省级选举     | 上莱茵省               | 米卢斯第三县                        |                        | 拉拉·米利翁 让-吕克·席尔德克内希特 | 31.2%                  |                        | 拉拉·米利翁 让-吕克·席尔德克内希特 | 60.43%                 | [ 社 13 ]              |
| 2021年法国省级选举     | 上莱茵省               | 市镇（第三县对应部分）              |                        | 若尔丹·盖因 莱奥妮·埃贝尔          | 28.65%                 |                        | 拉拉·米利翁 让-吕克·席尔德克内希特 | 55.46%                 | [ 社 13 ]              |
| 2021年法国大区选举     | 大東部大區             | 市镇                                |                        | 让·罗特纳                          | 34.48%                 |                        | 让·罗特纳                          | 45.46%                 | [ 社 14 ]              |
| 2022年法国总统选举     | 法國                   | 市镇                                |                        | 让-吕克·梅朗雄                     | 36.06%                 |                        | 埃马纽埃尔·马克龙                  | 65.8%                  | [ 22 ]                 |
| 2022年法国立法选举     | 上莱茵省第五选区       | 市镇（第五选区部分）                |                        | 奥利维耶·贝希特                    | 33.84%                 |                        | 奥利维耶·贝希特                    | 54.99%                 | [ 22 ]                 |
| 2022年法国立法选举     | 上莱茵省第六选区       | 市镇（第六选区部分）                |                        | 莱奥妮·埃贝尔                      | 36.97%                 |                        | 布吕诺·富克斯                      | 57.72%                 | [ 22 ]                 |

## 人口
2020年，米卢斯市镇人口数量为108,038，在法国排名第39位。其中男性53,011人，女性55,027人，75岁及以上人口占6.8%，外籍人口数量为23,820人，人口密度为4,871人/平方公里，当地居民被称为（男性）或（女性）。2021年，米卢斯境内出生1,456人，死亡人口1,138人。
| 米卢斯1900年－2020年人口变化情况 |
|                                  |
| 数据来源：Cassini、INSEE         |

## 经济
米卢斯是法国东北部的一个区域性的经济中心，是阿尔萨斯地区仅次于斯特拉斯堡的人口第二多的城市，历史上因化工、纺织和机械制造而兴盛，20世纪中后期逐渐转型成为一座综合性的工商业中心。米卢斯的经济事务由南阿尔萨斯工商会联合各级部门协调负责。法国就业局在米卢斯设有四处劳务办公室，为当地居民提供创业及就业帮助。

### 产业分布
在第一产业方面，尽管米卢斯所在的伊尔河谷附近地形平坦，但由于该区域人口密集，其市镇范围内的大部分区域均已开发为城市用地。截至2021年底，米卢斯境内仅有一家农业类企业，不到总企业数量的0.1%；相关就业总人数为3人，亦不及总人数的0.1%。
在第二产业方面，米卢斯近现代因工业而兴，但自20世纪中后期以来因经济危机等因素而衰落，当地的主要工业生产部门相继关闭或外迁，工业规模大幅下降。2021年，米卢斯的工业及建筑业用人单位数量为435家，占总数的11.6%；相关就业总人数为4,896，占总人数的9.6%。
在第三产业方面，米卢斯是上莱茵省的副省会，是该省的一个区域性政治中心，亦是法国南阿尔萨斯地区的经济、文化、科教、通讯、医疗中心，多个法国跨区域机构在米卢斯设有分支，相关就业单位和从业人数分别达到了总量的88.4%和90.4%。

### 重要企业

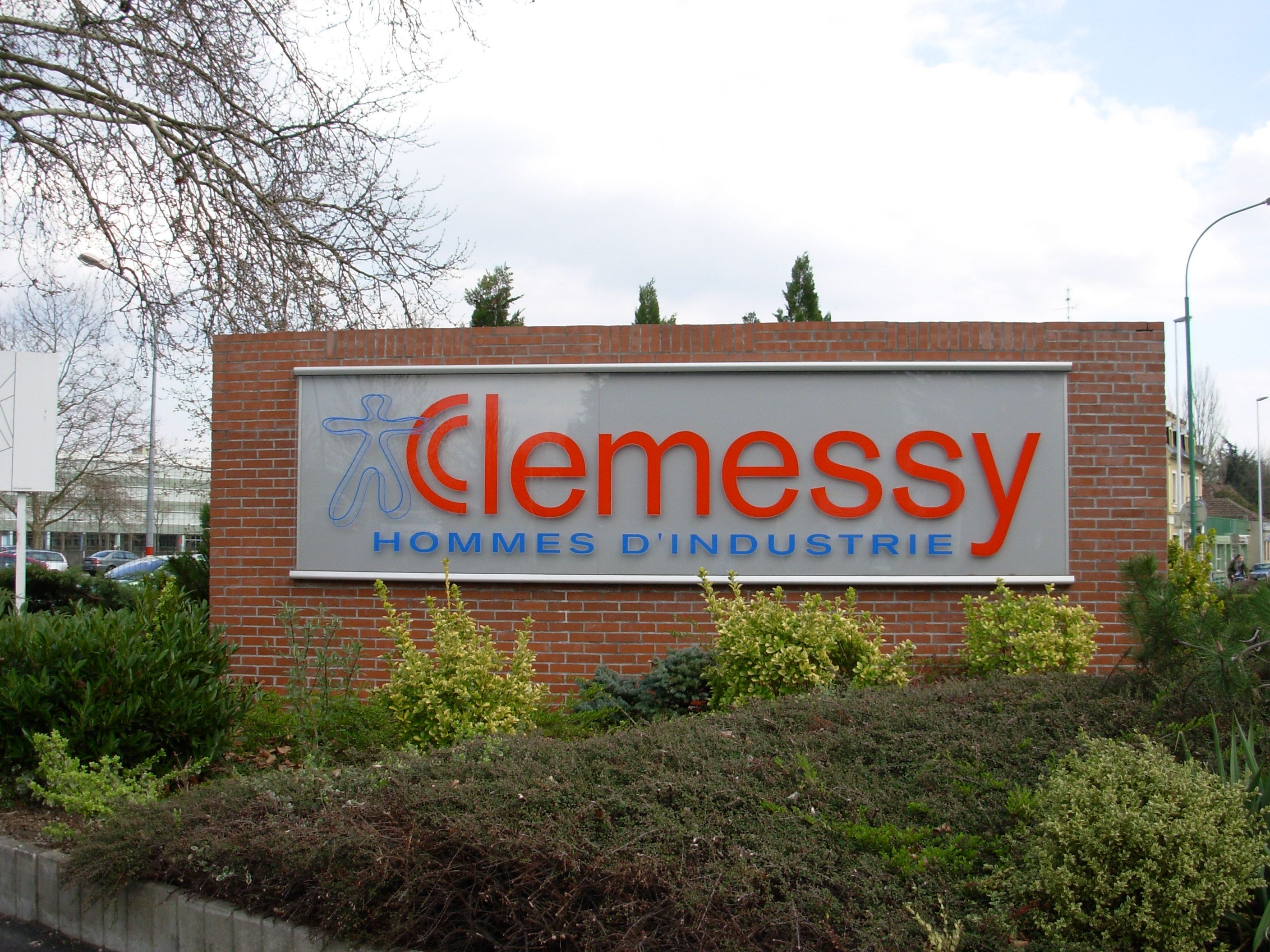
克勒梅西工厂

截至2023年12月，米卢斯市镇范围内共有各类用人单位（包含自雇）18,459家，平均历史为15年，其中98.12%为中小型企业（PME），2023年10月至12月间，当地的经济活力指数为0.48%。
| 米卢斯境内的主要大型企业 | 米卢斯境内的主要大型企业 | 米卢斯境内的主要大型企业       | 米卢斯境内的主要大型企业 | 米卢斯境内的主要大型企业    | 米卢斯境内的主要大型企业 | 米卢斯境内的主要大型企业 |
| 企业                     | 类型                     | 法语原名                       | 领域                     | 员工数量 （2022年12月31日） | 营业额 （2022年）        | 数据来源                 |
| ------------------------ | ------------------------ | ------------------------------ | ------------------------ | --------------------------- | ------------------------ | ------------------------ |
| 埃法日-克勒梅西          | 子公司总部               | EES-Clemessy                   | 工程建设                 | 3,768                       | 551,315,386 €            | [ 社 20 ]                |
| 瓦锡兰法国               | 区域总部                 | Wärtsilä France                | 机械工程                 | 426                         | 160,597,000 €            | [ 社 21 ]                |
| EIS                      | 总部                     | Euro-Information Services      | 计算机                   | 812                         | 109,713,768 €            | [ 社 22 ]                |
| ADEKA                    | 总部                     | ADEKA Polymer Additives Europe | 聚合材料                 | 107                         | 90,494,809 €             | [ 社 23 ]                |
| Schmerber                | 总部                     | Prolians Schmerber             | 五金销售                 | 150                         | 62,911,661 €             | [ 社 24 ]                |
| 米卢斯城市圈公共交通公司 | 总部                     | Soléa                          | 公共交通                 | 592                         | 51,681,724 €             | [ 社 25 ]                |

此外，因米卢斯市镇土地资源有限，亦有部分大型企业选址于与米卢斯相邻的一些市镇，其中标致雪铁龙则在索赛姆境内设有工厂，德国炉具制造商Rational的法国总部位于京格赛姆境内。

### 财政与居民收入
2021年，米卢斯的财政收入总额为176,215,000欧元，财政支出总额为156,021,000欧元，当年的债务总额为221,168,000欧元。2021年，米卢斯市镇通过增值税获得3,220,090欧元的收入，此外当地还共获得了6,148,330欧元的国家直接财政补助。
2019年，米卢斯的人均月收入总额为1,974欧元，其中高级职员为3,618欧元，低于法国平均水平（4,230欧元）；中级职员为2,225欧元，低于法国平均水平（2,411欧元）；普通职员为1,607欧元，亦低于法国平均水平（1,740欧元）。
2020年，米卢斯境内的贫困率为34%，青壮年（15至64岁）失业率为25.5%；2022年，当地31.4%的家庭拥有纳税资格，平均纳税4,480欧元，高于法国平均水平（4,393欧元）。

## 社会事务

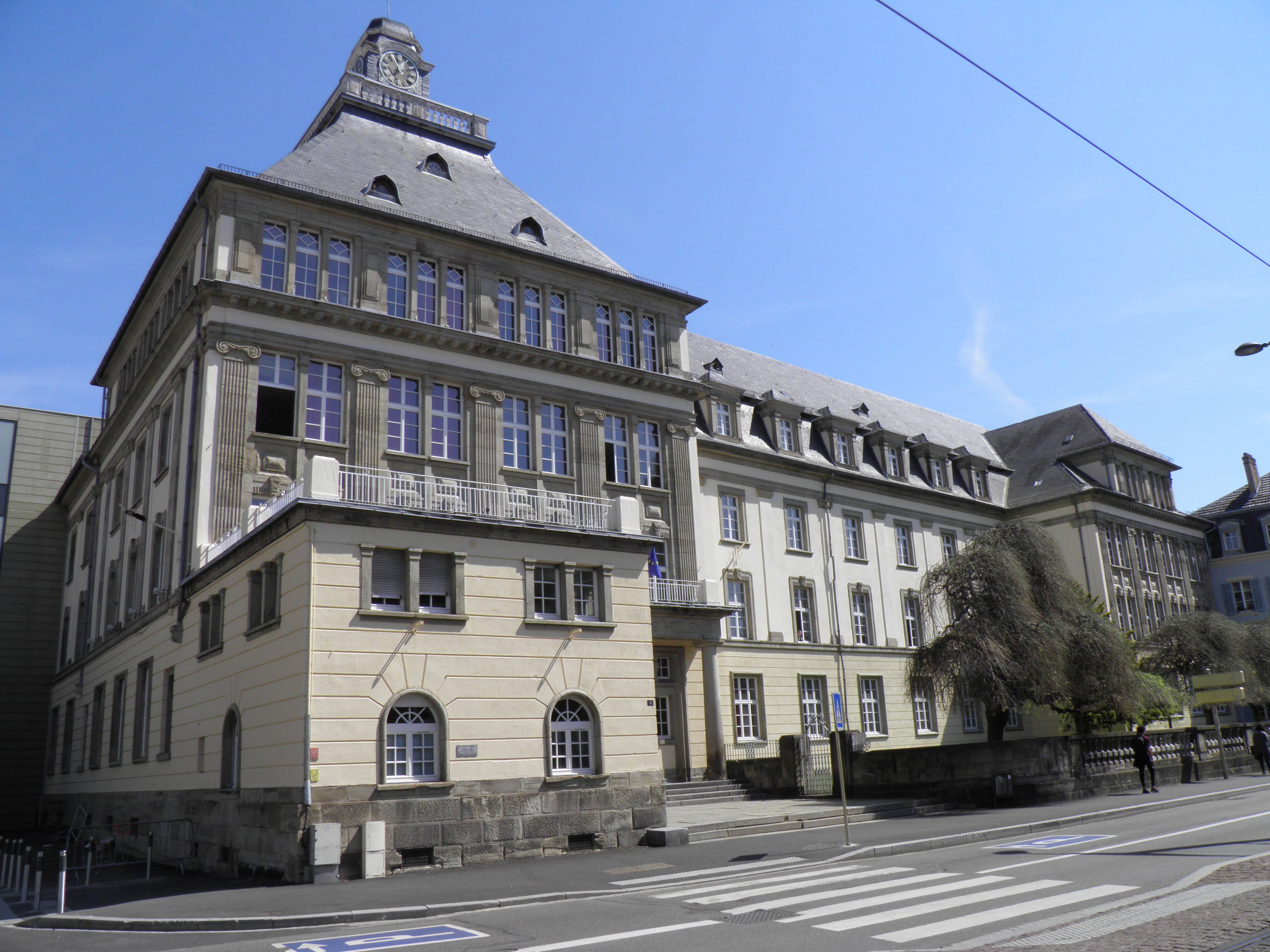
米卢斯市区的米歇尔·德·蒙田高级中学

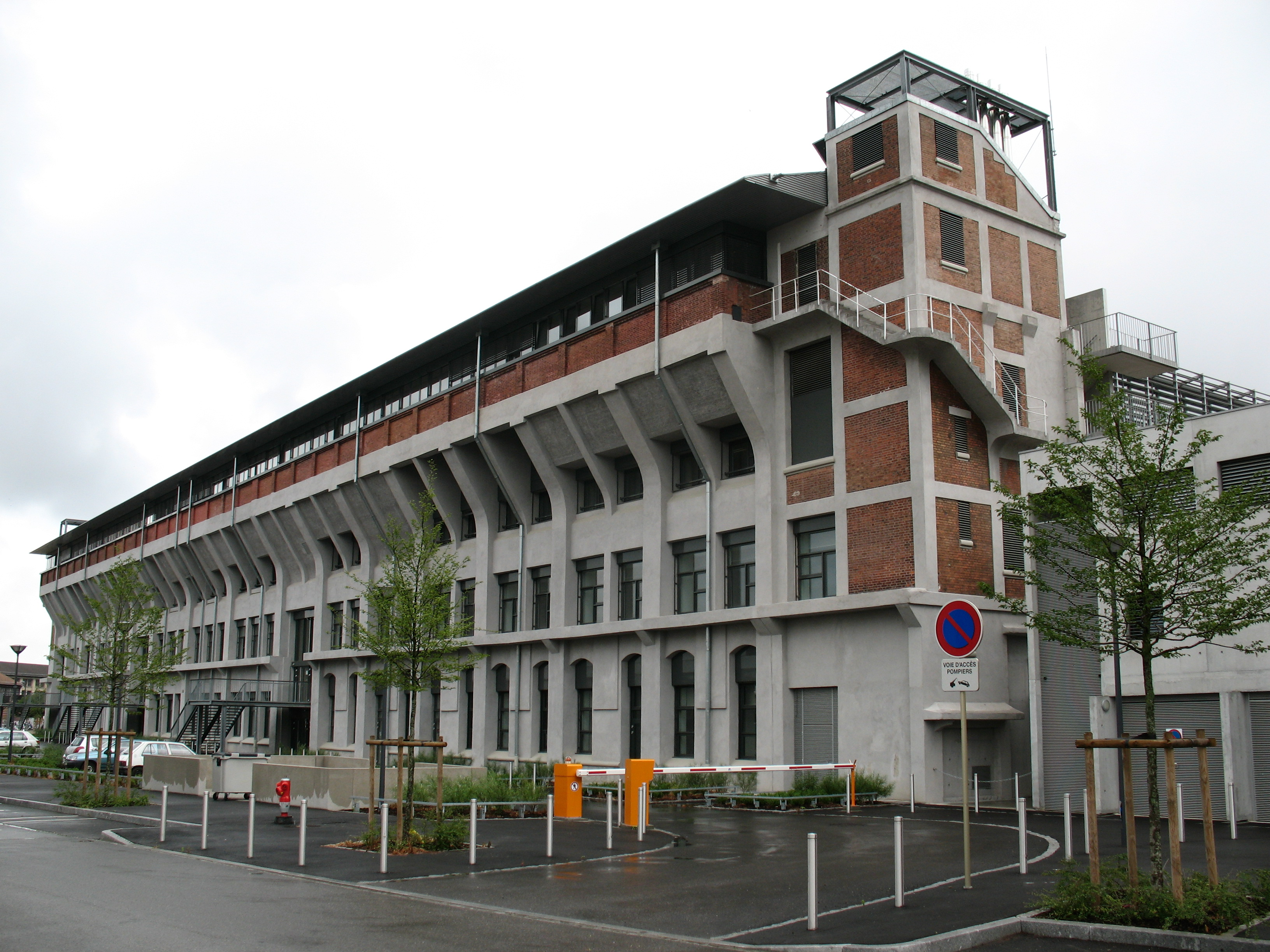
上阿尔萨斯大学钢厂校区

### 教育
米卢斯属于斯特拉斯堡学区。截至2021年1月1日，米卢斯境内共有32所幼儿园、27所小学、9所初级中学、7所普通高中和5所职业高中，其中1所高中开设有大学校预科班。2021至2022学年度，米卢斯境内共有在校中等教育阶段学生13,382名。在2022年的法国业士文凭会考中，米卢斯南郊兰策境内的鲍思高高级中学（Lycée Don Bosco）毕业生平均分为19.6（满分20），毕业通过率为100%，是上莱茵省平均成绩最高的高级中学，在全法国排名第20位。
在高等教育方面，上阿尔萨斯大学是法国的一个公立大学，其主校区位于米卢斯，该校建于1975年，是上莱茵省境内唯一的综合性大学。国立米卢斯高等化学学校成立于1822年，是法国历史上第一所化工类高等学府。米卢斯高等艺术学校成立于1945年，自2011年起与斯特拉斯堡高等装饰艺术学校合并成为莱茵艺术高等学校联盟。米卢斯境内有伊尔贝格园区和钢厂两处科教园区。法国国家科学研究中心在米卢斯建有一处化学材料研究所。
| 米卢斯主要高等教育机构         | 米卢斯主要高等教育机构     | 米卢斯主要高等教育机构 | 米卢斯主要高等教育机构 |
| 中文名称                       | 法语名称或缩写             | 成立年代               | 类别                   |
| ------------------------------ | -------------------------- | ---------------------- | ---------------------- |
| 上阿尔萨斯大学（本部）         | Université de Haute-Alsace | 1975                   | 公立综合性大学         |
| 国立米卢斯高等化学学校         | ENSCMu                     | 1822                   | 工程师学校、大学校     |
| 国立南阿尔萨斯高等工程师学校   | ENSISA                     | 1861                   | 工程师学校、大学校     |
| 米卢斯大学技术学院             | IUT Mulhouse               | 1968                   | 大学技术学院           |
| 莱茵艺术高等学院（米卢斯校区） | HEAR-Mulhouse              | 1945                   | 公立艺术学校           |
| Epitech（米卢斯校区）          | Epitech-Mulhouse           | 2020                   | 私立工程师学校         |

### 医疗

埃米尔·穆勒医院建设示意图

截至2021年1月1日，米卢斯境内共有全科医生124名、保健师84名、牙医66名、护士114名、耳科医生9名、眼科医生16名、皮肤科医生12名、助产士12名、儿科医生11名和妇科医生27名。境内共有药房35家、养老院21家、残疾人帮扶中心15家。
米卢斯-南阿尔萨斯地区医疗集团（Groupe Hospitalier de la région de Mulhouse et Sud Alsace）是法国的一个区域性医疗机构，其主病区埃米尔·穆勒医院（Hôpital Emile Muller）位于米卢斯市区最南端，设有床位961个，是上莱茵省境内规模最大的公立综合性医院；位于米卢斯市区南部的分病区阿桑兰医院（Hôpital Hasenrain）则设有床位268个；该集团还下属一所卫生学校。除此之外，米卢斯市镇范围内还有一所急救医院、一所康复中心和三家非营利性私立医疗机构。

### 住房

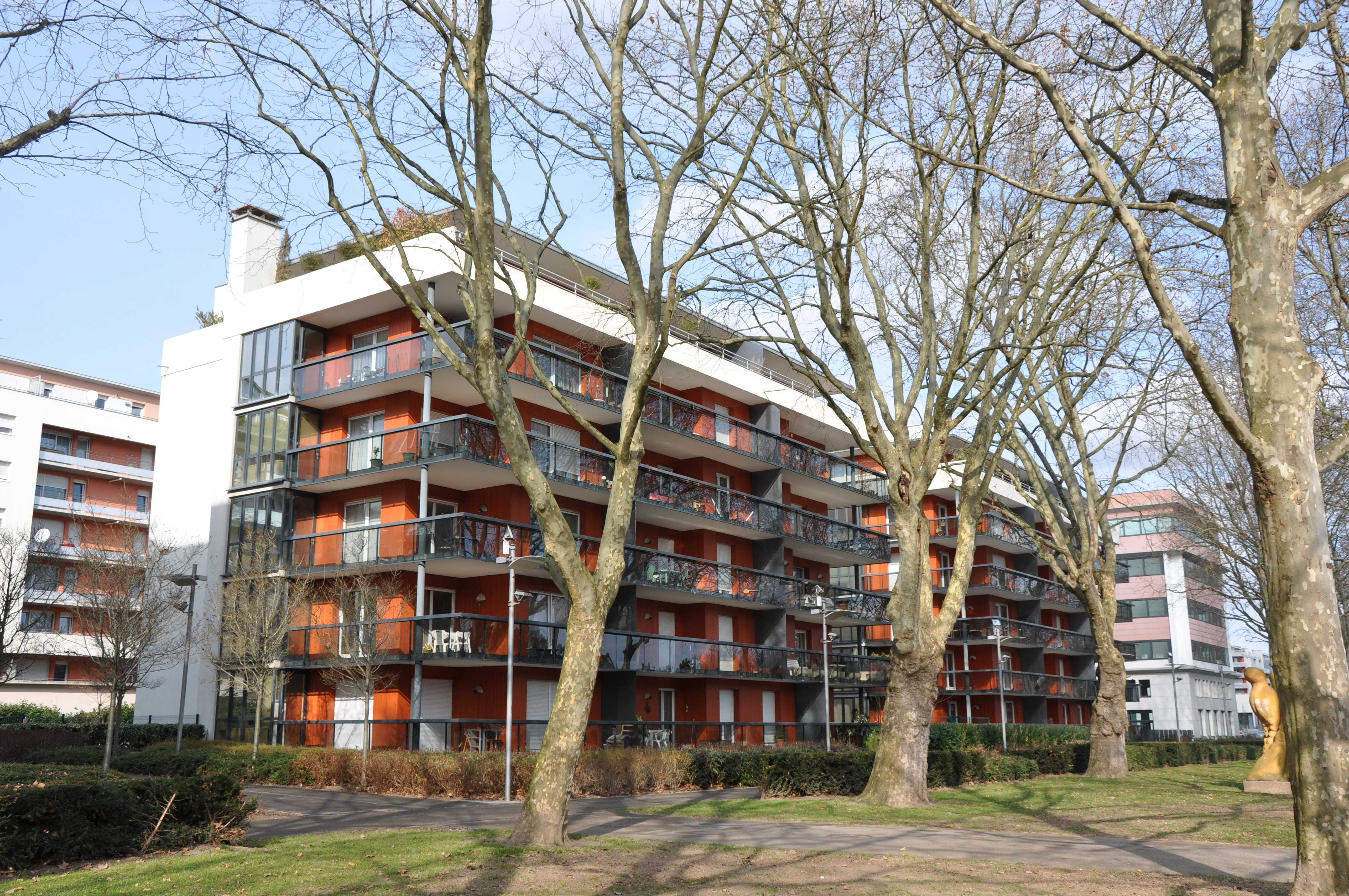
米卢斯的一处现代居民公寓

2020年，米卢斯境内共有各类住房58,377套，比上一年新增183套。按照房屋类型分类，米卢斯市镇范围内85.8%为集中式居民区，广泛分布于各个街区；12.7%为独立式居民区，主要分布于雷贝格街区；按照住户类型分类，米卢斯境内的房屋所有者和租房客占比分别为33.6%和64.6%，常住房屋占米卢斯市镇范围内居民建筑总量的82.1%；按照房屋大小分类，米卢斯2,633户住房的居住面积小于30平方米，3,231户住房的居住面积超过120平方米；按照住房年限分类，米卢斯境内1919年以前和2005年以后修建的房屋总数分别为5,289户和3,440户。
在住房保障政策方面，2022年，米卢斯境内共有19,899户家庭获得了住房经济补助，受益人数占总人口数量的19.6%，其中19,361份为房租补助。米卢斯地区的房屋建设及管理事务米卢斯阿尔萨斯城市圈公共社区联合各级政府协调负责，该机构制订了其管辖范围内的2020至2025年区域性住房纲领，为当地的住房建设提供了指导性意见。

### 商业

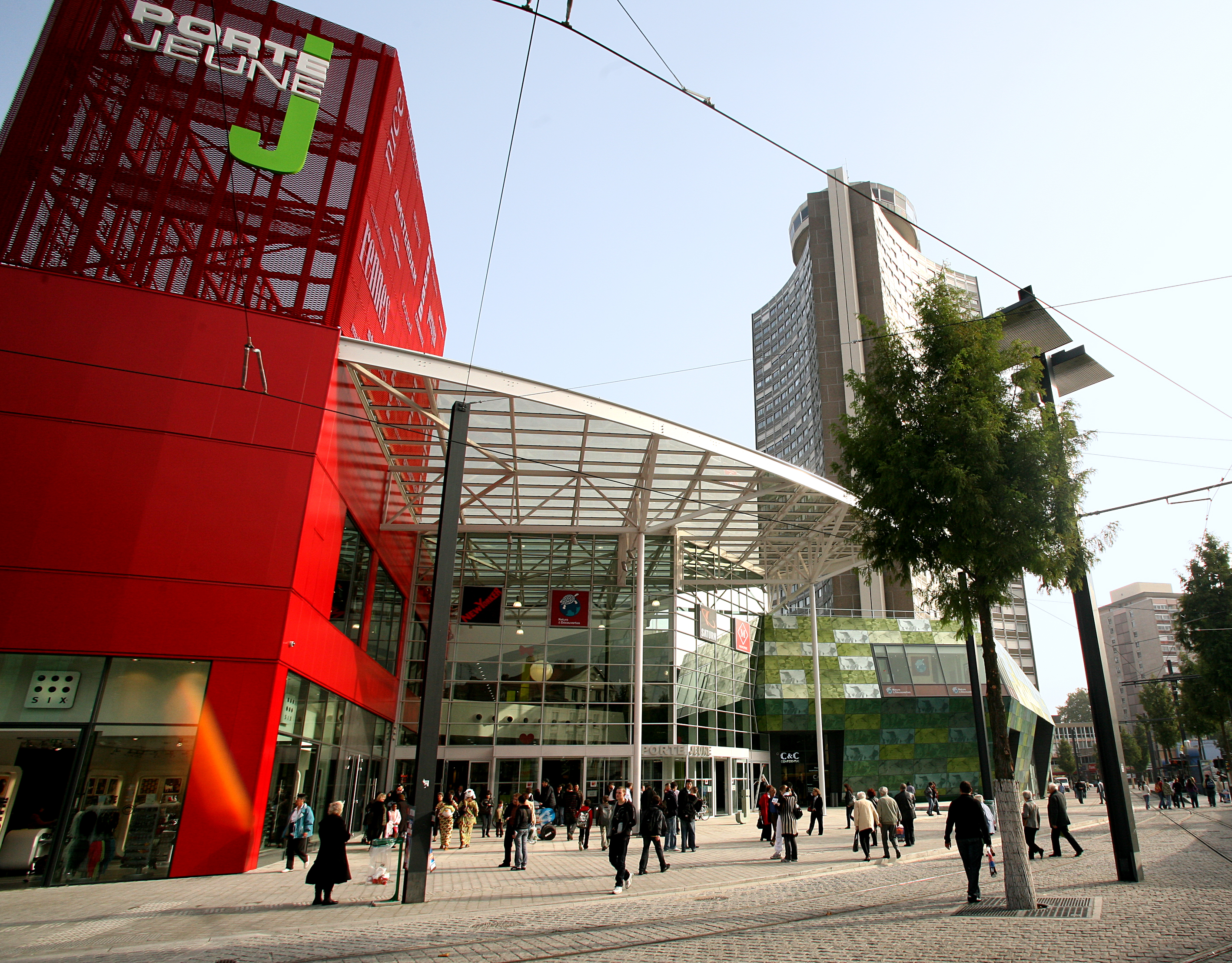
米卢斯市中心的“热讷门”商业中心

2021年，米卢斯境内共有各类实体商铺2,315家，其中餐厅471家、大型超市29家、杂货店59家、面包房72家、肉铺33家、书店23家、装饰品店3家、银行门店42家、美容美发店161家、汽车维修店104家。
在商业分布方面，米卢斯镇中心的传统商铺多分布于合并广场及勒索瓦日街周边，热讷门商业中心位于欧罗巴塔下方，是一个集中式商业体。位于伊尔扎克境内的伊勒拿破仑商业中心是米卢斯附近的一个大型开放式商业中心，集中有家乐福、Intersport、C&A、Celio等商场；位于京格赛姆境内的Kaligone则是一个开放式商业街区，其方圆一公里内集中了Intersport、BUT、Boulanger、Gifi、Grand Frais、Castorama、Cultura、Chaussea、迪卡侬等大型超市。

### 媒体
米卢斯是法国的一个区域性传媒中心。《阿尔萨斯日报》是当地的一份地方性报纸，是EBRA集团的成员，其总部位于米卢斯，发行范围覆盖了整个上莱茵省；ECN广播创建于1995年，是一家总部设于米卢斯的地方电台，其信号覆盖区域包括阿尔萨斯两省、贝尔福地区及蒙贝利亚尔。除此之外，法国主要的媒体均可在米卢斯接收，法国电视三台下属的大东部大区频道在部分时段播出米卢斯所在上莱茵省的地方新闻。NRJ、RMC、RTL、Skyrock、法国天主教广播、法国全国广播、法国音乐广播、Fun广播等电台在米卢斯设有分支。因靠近德国及瑞士，米卢斯境内亦可接收SWR1、SWR2等境外广播。米卢斯市政府向当地居民免费发放《M+》杂志，并在Facebook、Twitter、Instagram、Flickr等现代社交媒体平台开设有官方账号。

### 环境

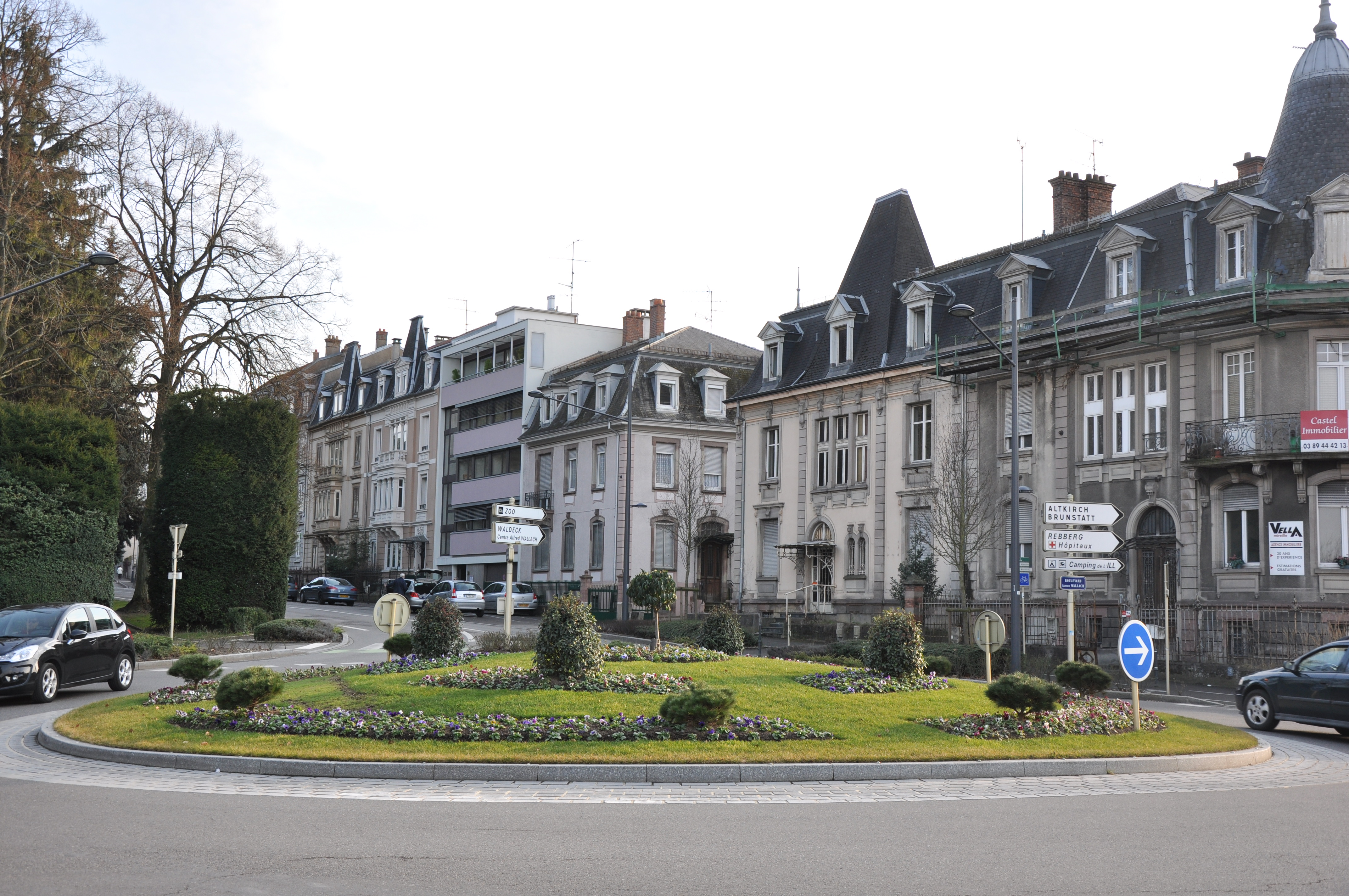
米卢斯的一处绿地环岛

米卢斯市镇范围内的环境事务由由非盈利性的米卢斯市际综合事务委员会（SIVOM）联合各级政府和部门协调负责。截至2023年12月，米卢斯阿尔萨斯城市圈公共社区内共有15处垃圾处理站，其中三座位于米卢斯市镇范围内。自2023年1月1日起，米卢斯的生活用水供应及污水处理服务由苏伊士环境集团负责。米卢斯阿尔萨斯城市圈公共社区内共有9处污水处理站，其中索赛姆污水处理厂的年均污水处理量为2,500万立方米。
2021年，米卢斯境内共有27家污染企业，铅和烃是当地主要的污染物。米卢斯境内设有一处大气环境监测点，该站点2015年测得当地的一氧化碳浓度为300µg/m³、二氧化氮浓度为26.3µg/m³、悬浮颗粒物（PM10）22.3µg/m³、臭氧浓度为52.5µg/m³；米卢斯境内另设有一处水环境监测点，该地2015年测得水体坤化物浓度为1µg/L、汞化物浓度为0.01µg/L、硝酸盐浓度为14mg/L，均低于法国平均水平；磷酸三正丁酯浓度为0.5µg/L，超过法国平均水平（0.15µg/L）的三倍。

### 治安
2023年，米卢斯市镇范围内共有一处派出所和一个国家宪兵队。上莱茵省消防总站（SDIS du Haut-Rhin）指挥中心位于省会科尔马，并在米卢斯境内设有一处救援主队（CSP），后者配合安监、医疗等部门负责整个米卢斯以及周边地区的消防救援任务。
米卢斯警区（zone police de Mulhouse）的管辖范围共包括4个市镇。2020年，该警区累计记录各类案件8,832起，其中盗窃类案件3,941起，经济类案件884起，毒品交易类案件403起。

## 文化

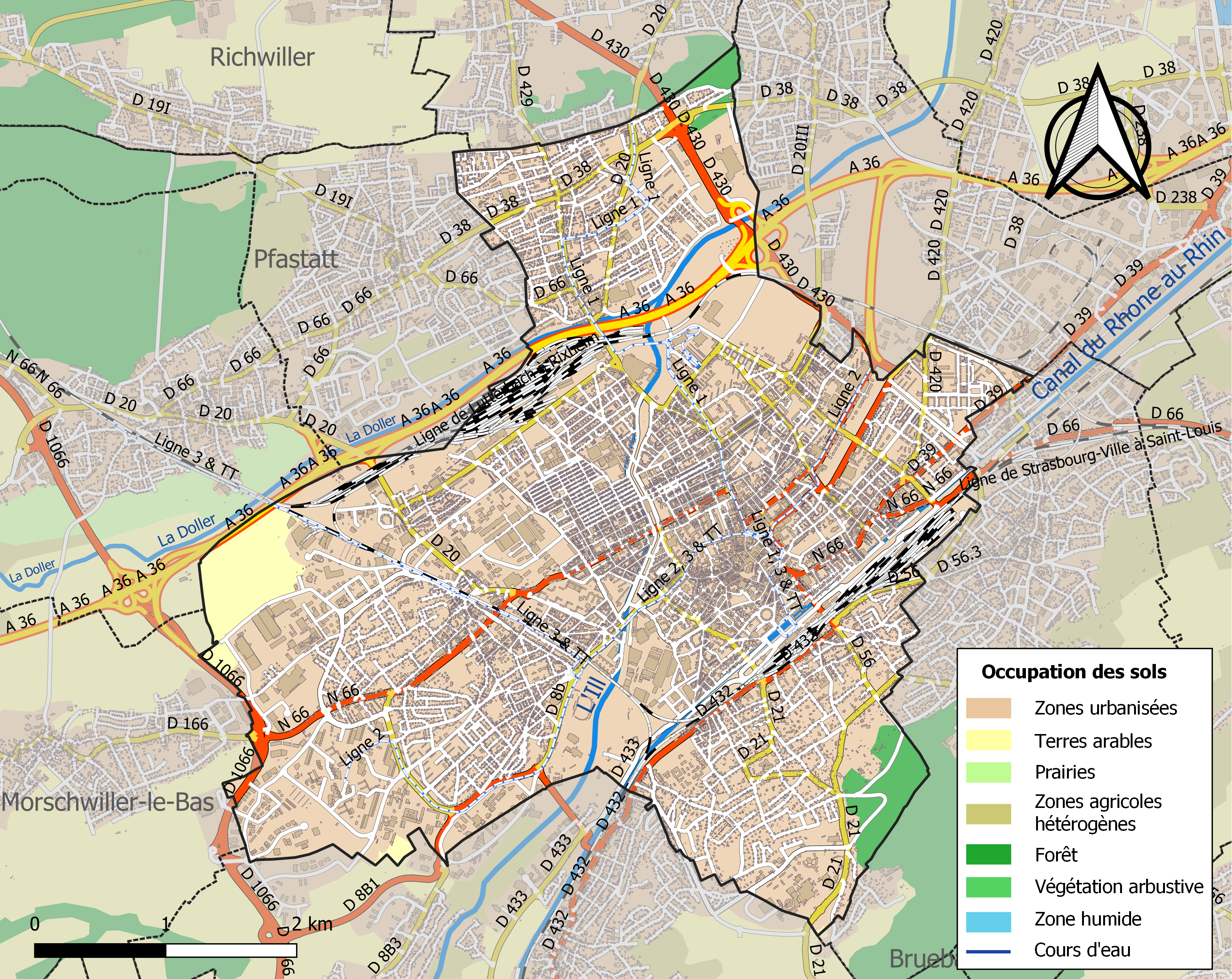
米卢斯土地利用情况地图
城市用地
耕地
草地
农业用地
林地
绿地
湿地
水域

2021年，米卢斯境内共有5家剧场、3家电影院、9家博物馆、1家音乐厅，并建有七处多媒体中心。

### 城市形态及人文环境
米卢斯因农业而生，因工业而兴，其现有的城市格局形成于19世纪。自工业革命以来，米卢斯老城周边地势平坦的区域相继建成多处大型工矿企业，工厂周边逐渐形成工人社区。19世纪中期，为容纳更多的外来劳动力，米卢斯开始出现规模化工人宿舍及公寓楼；与此同时，一些中产以上阶级的家庭为寻求更好的居住环境而搬迁至以丘陵为主的雷贝格街区，米卢斯由此形成了两个迥然不同的居民区景观。而运河的开凿及铁路线的修建使得雷贝格与其他街区之间更加分裂。二战后，随着工业的衰退，米卢斯大批工厂关闭，一些工厂建筑被翻新利用成为社区活动中心或博物馆，但仍有多数长期处于废弃状态；工业衰退亦造成当地失业率急剧上升，并由此带来了一系列治安问题，一些老旧居民楼因长期缺乏维护而成为危楼；与此同时，米卢斯的大学城、体育场、会展中心、中心医院、高层公寓楼等现代城市设施则大多分布于城市外围；而随着公共社区等跨市镇机构的出现，米卢斯人口亦开始向周边市镇扩张，法斯塔特、京格赛姆、伊尔扎克、里克赛姆等地人口数量均在20世纪中后期出现大幅增加，成为米卢斯的近郊卫星城。
与同类型传统工业城市相比，尽管米卢斯大部分区域地势平坦，但受到历史因素影响，当地在大规模城市建设时期缺少整体统筹规划，致使其城市内各个街区之间的景观不尽相同：合并广场附近的老城保留有多处传统阿尔萨斯风格的木质建筑；老城周边的原工人社区则因出自不同类型的工厂而风格迥异：弗里多兰、瓦格纳、德鲁奥三个区域的居民建筑布局风格分别为低矮、分散、棋盘式；雷贝格街区多为顺地势而建的独立民居；由废弃厂矿改建而成的建筑则大多保留其原貌。
米卢斯的城市规划及建设事务由米卢斯阿尔萨斯城市圈公共社区联合各级政府和机构协调负责。2023年1月30日，米卢斯公共社区开始制订其管辖范围内的市际区域城市规划方案（PLUi），后者将成为米卢斯地区城市发展的纲领性文件。

### 建筑
米卢斯是法国艺术与历史之城，境内共有34处法国国家文物保护单位。位于合并广场北侧的圣司提反堂是一座建于19世纪中期的哥特复兴式建筑，其主体塔楼高94米，是法国境内最高的新教教堂；建于同一时期的米卢斯市政厅位于合并广场东侧，1969年新市政厅建成后，其原址被开辟为米卢斯历史博物馆；除此之外，米卢斯犹太教堂、壁垒城门、市政浴场等建筑亦被列入。
在现代建筑方面，米卢斯市中心的欧罗巴塔建成于1973年，其主体建筑高112米，是上莱茵省最高的现代建筑，其顶层建有旋转餐厅，曾因经营不善而关闭，后于2019年被米卢斯市政府买下并进行大规模翻新，预计2025年重新开业；米卢斯会展中心是米卢斯主要的会议及展览场所，由米卢斯阿尔萨斯城市圈公共社区负责管理，该中心建成于1996年，后于2023年进行了扩建，总占地面积12公顷，其中主会场总面积达1.7万平方米，并配有一个可容纳2,500辆小型汽车的停车场。

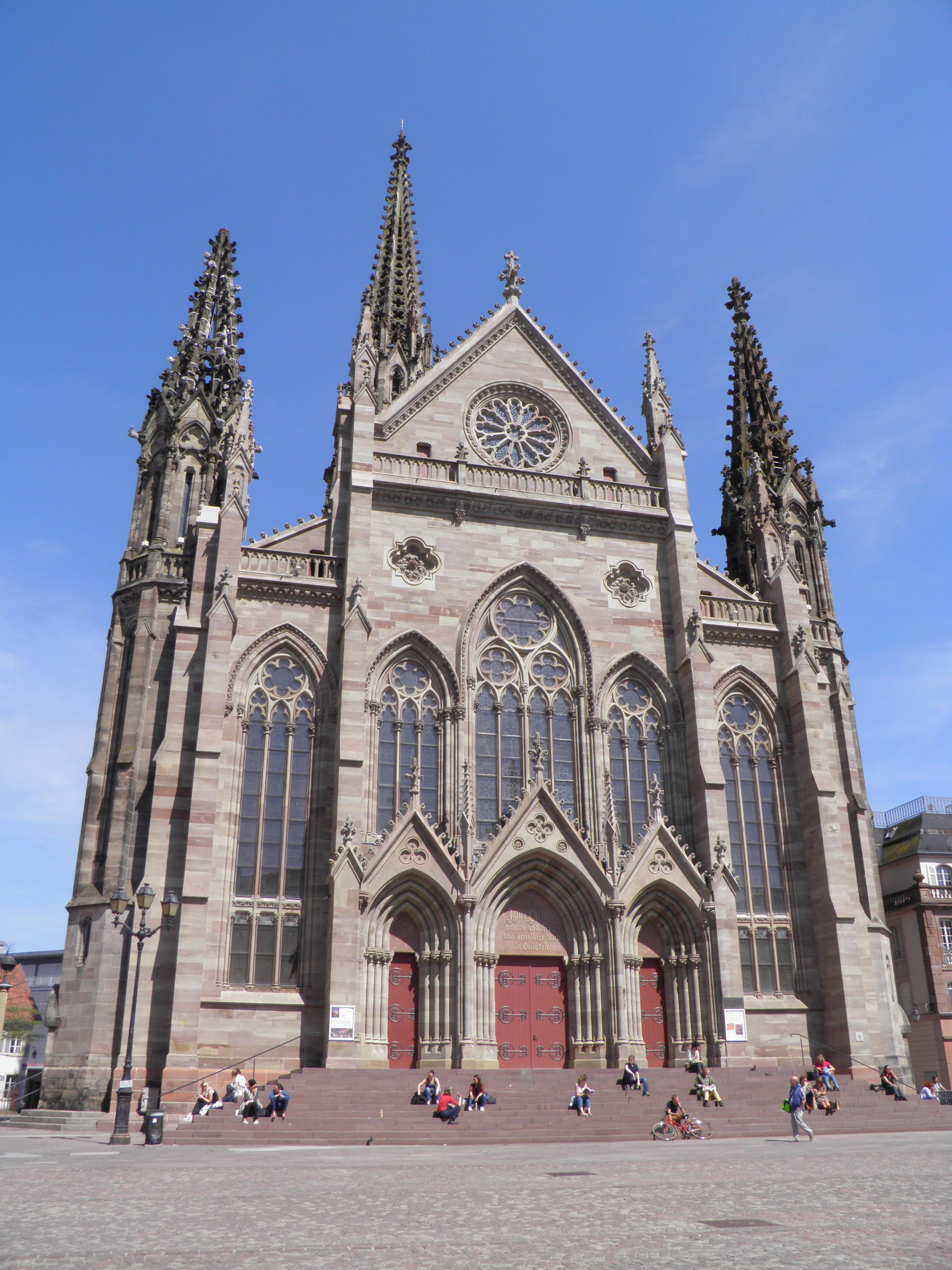
圣司提反堂
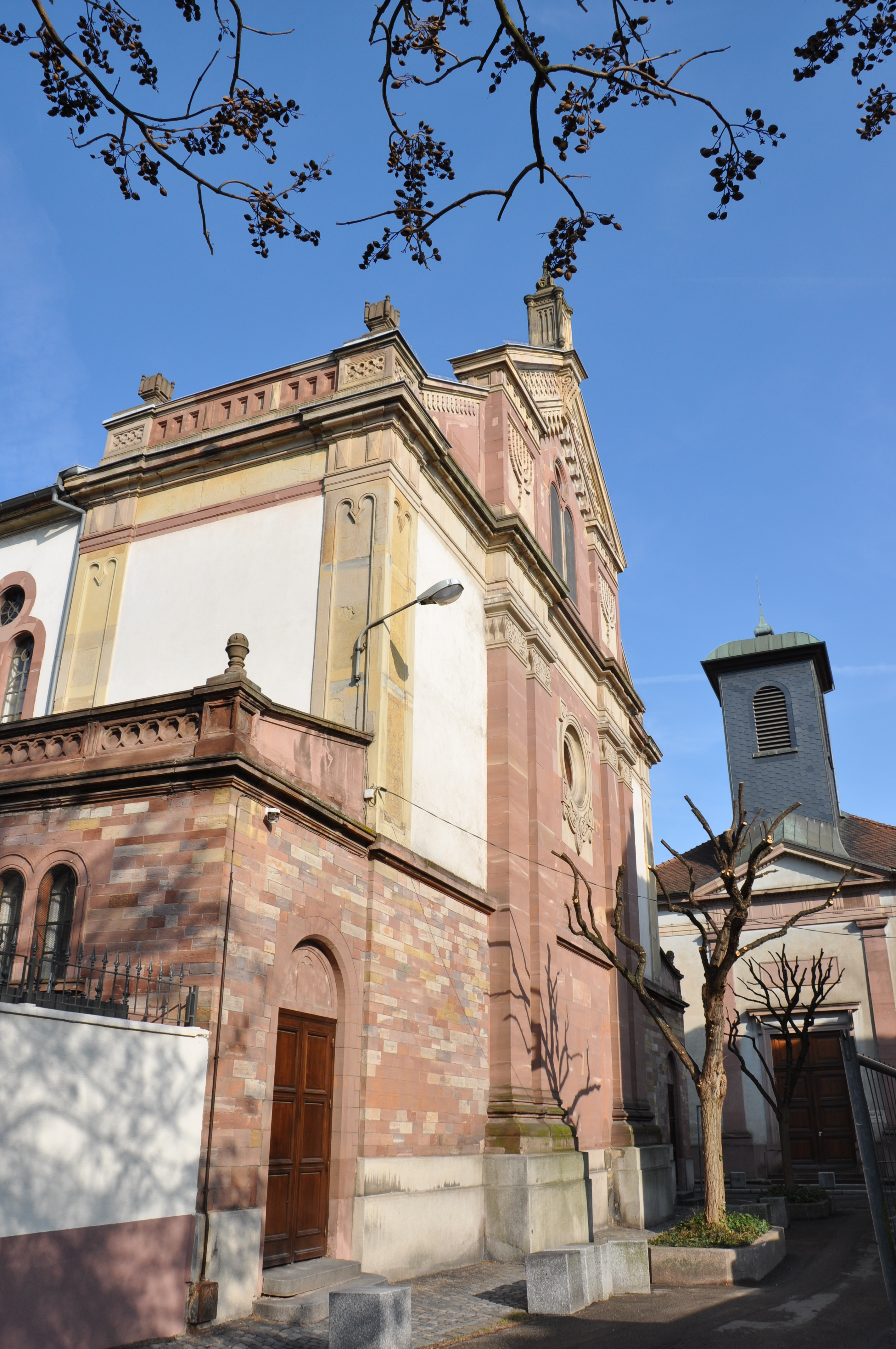
犹太教堂（法语：Synagogue de Mulhouse）
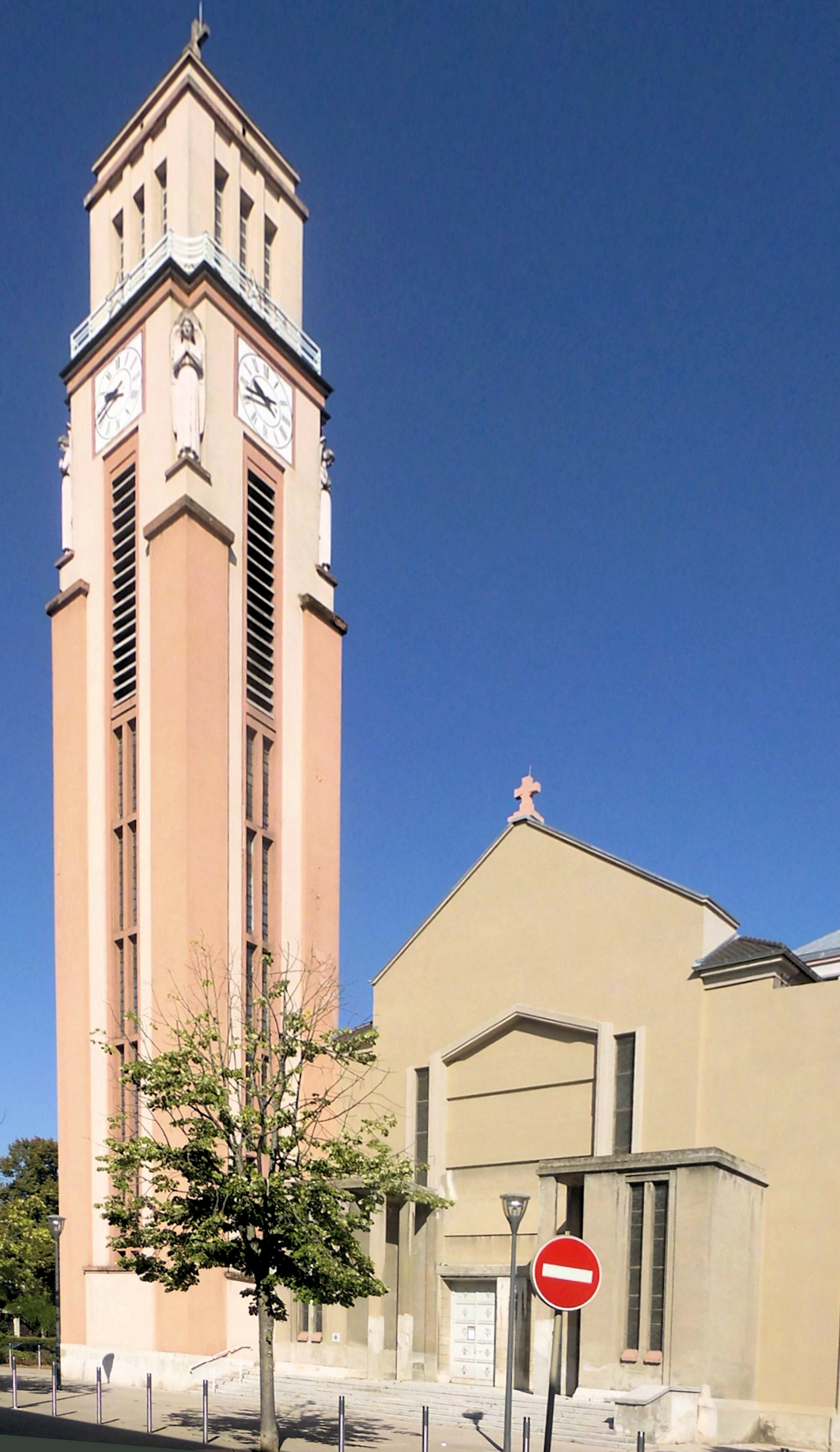
贞德教堂（法语：Église Sainte-Jeanne-d'Arc de Mulhouse）
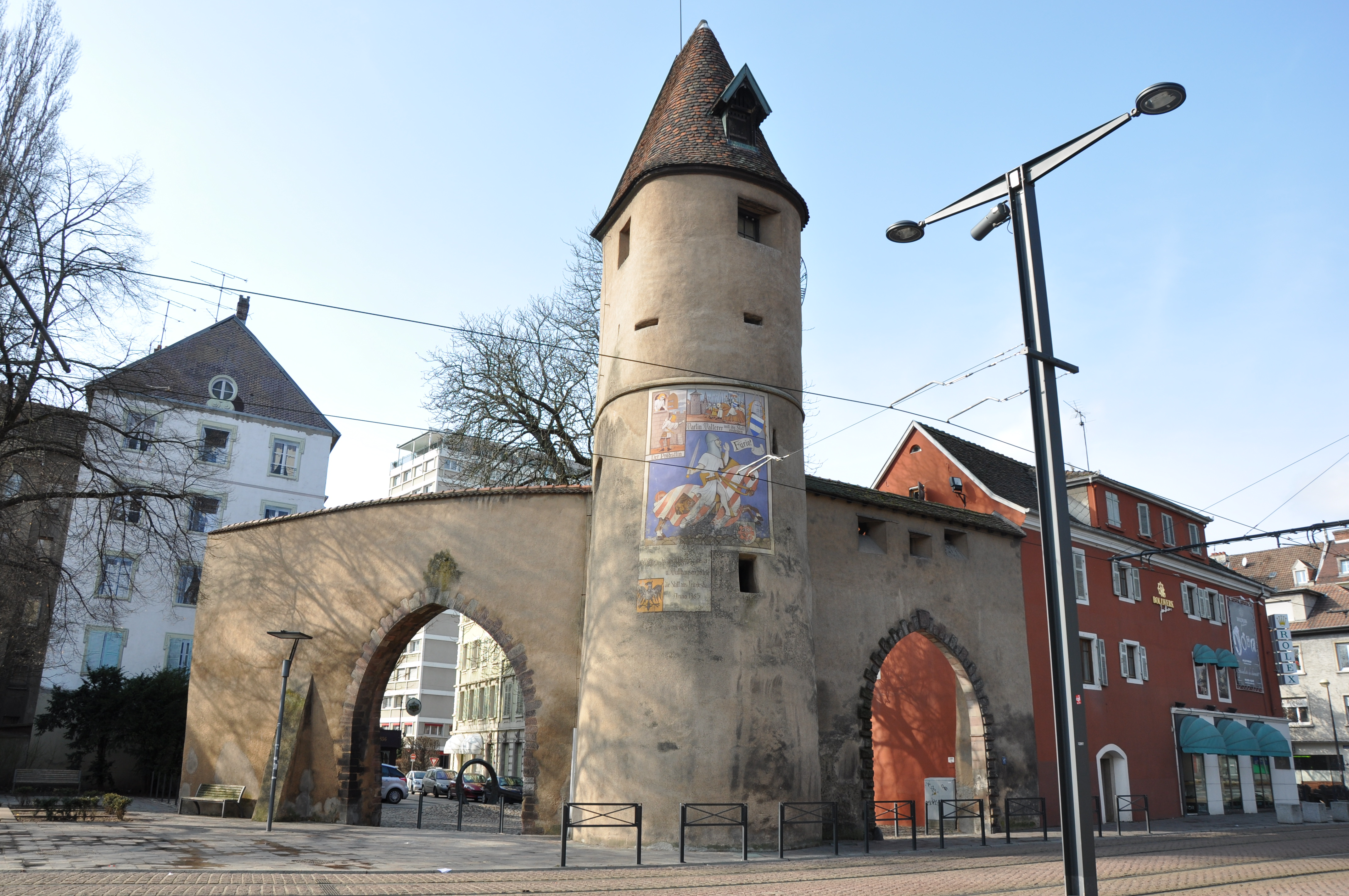
壁垒
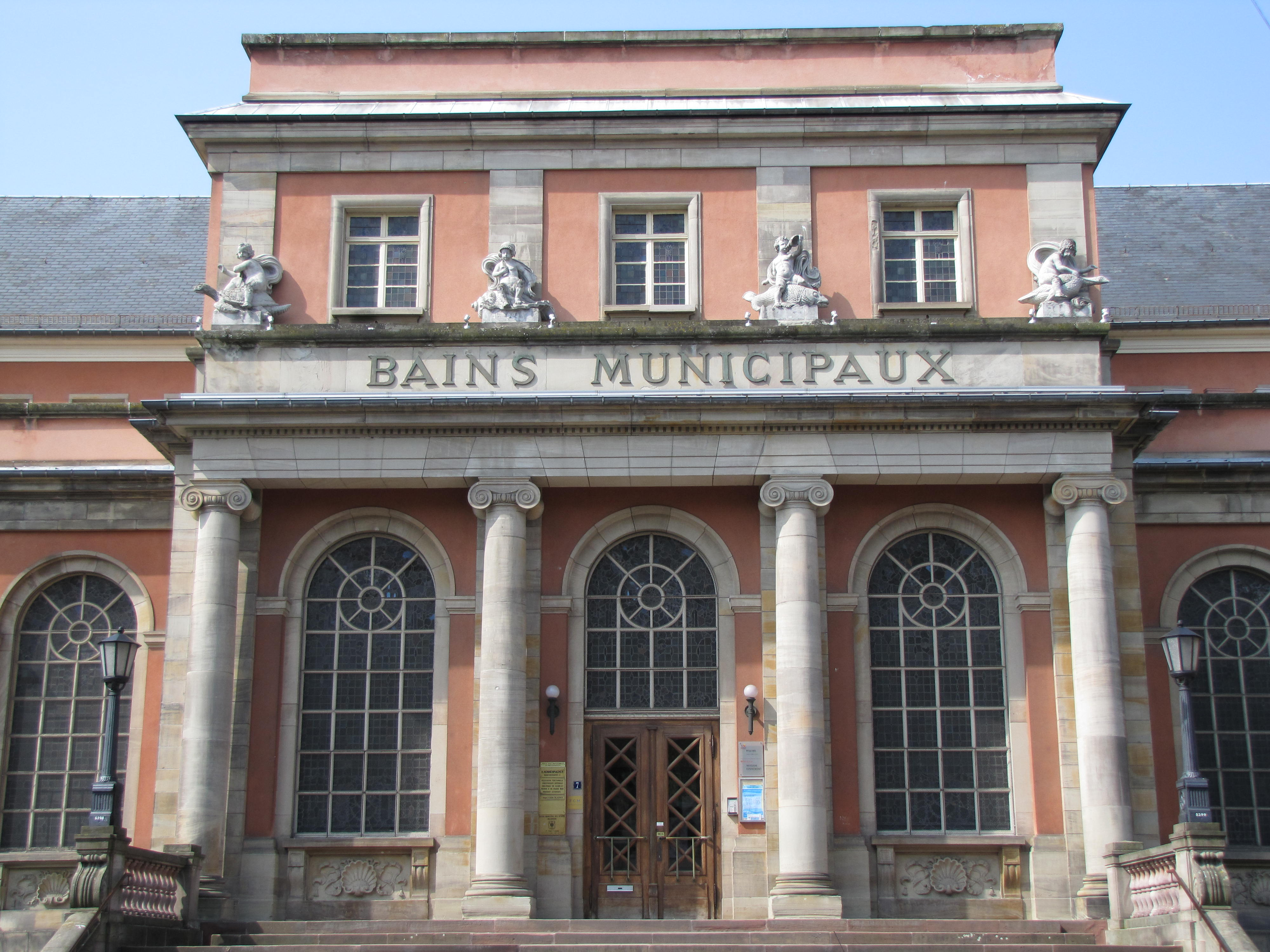
市政浴场（法语：Bains municipaux de Mulhouse）
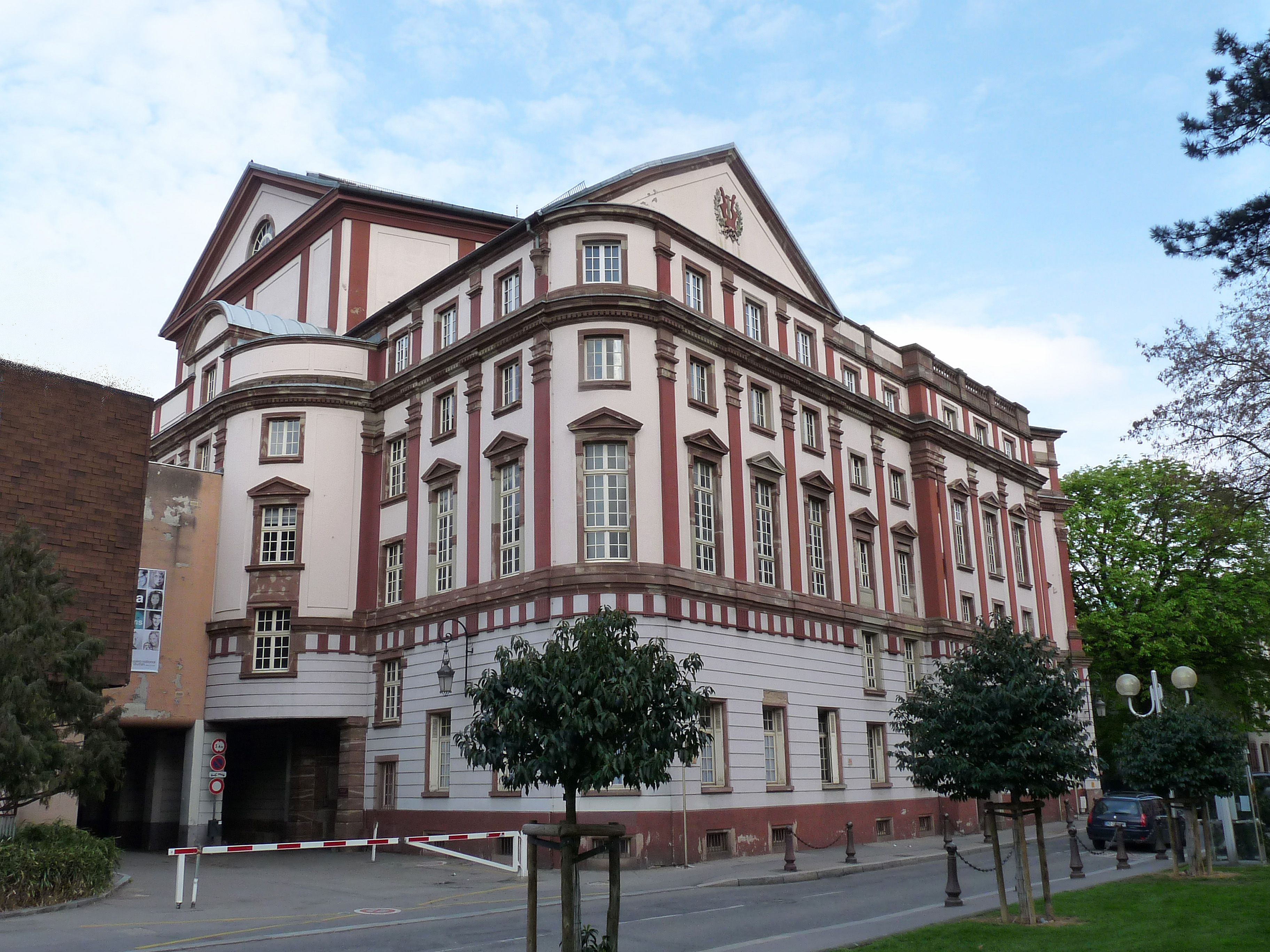
西讷剧场
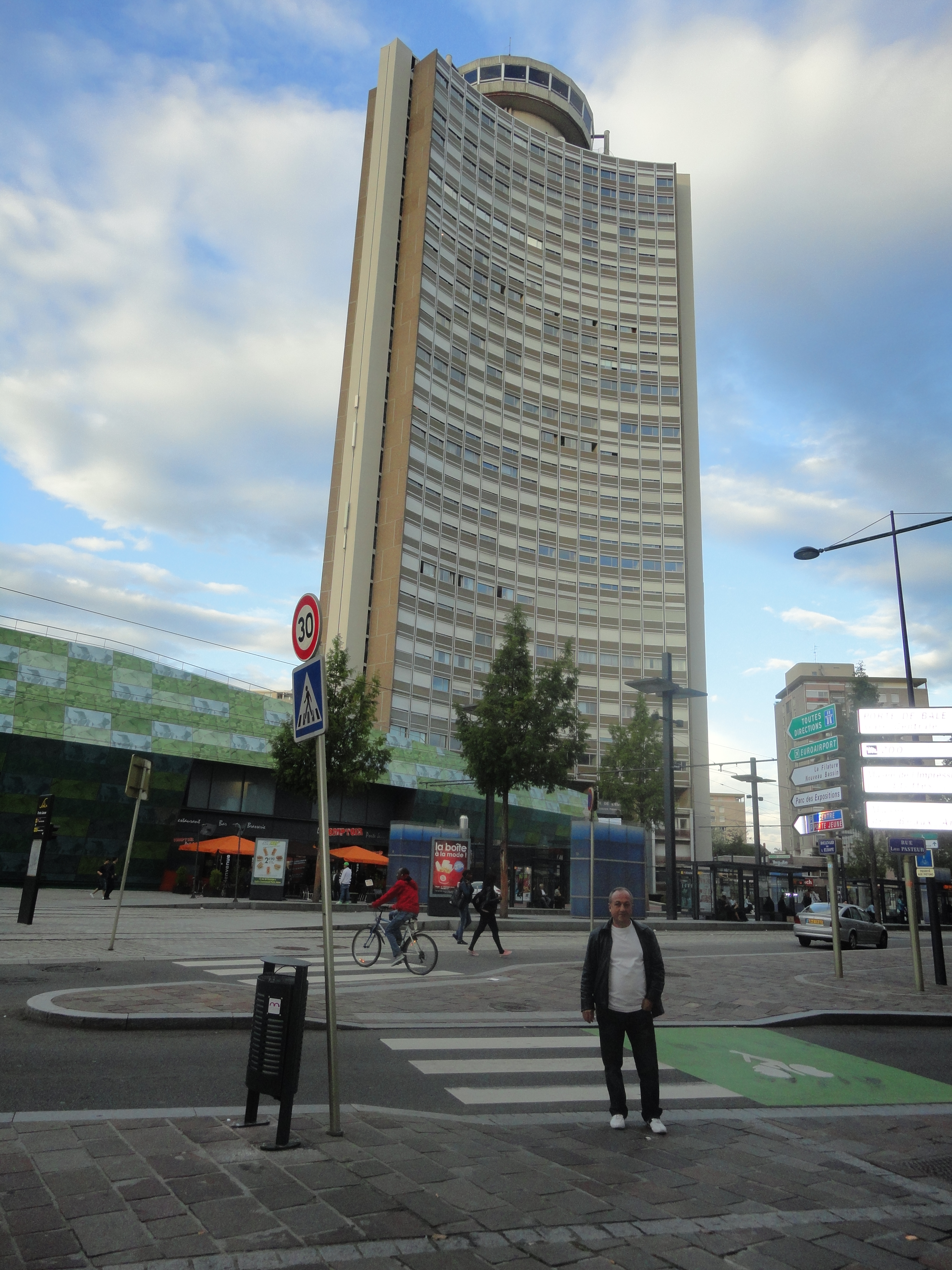
欧罗巴塔（法语：Tour de l'Europe (Mulhouse)）
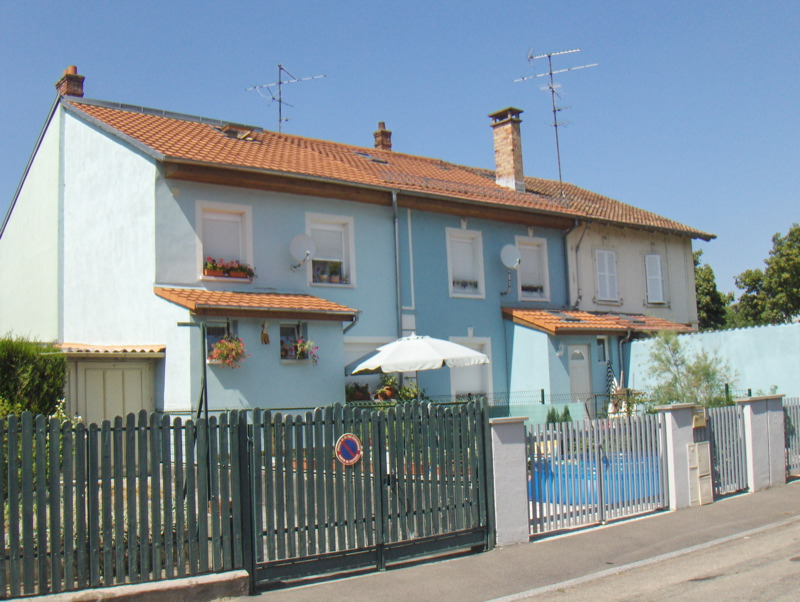
一处民居

### 宗教

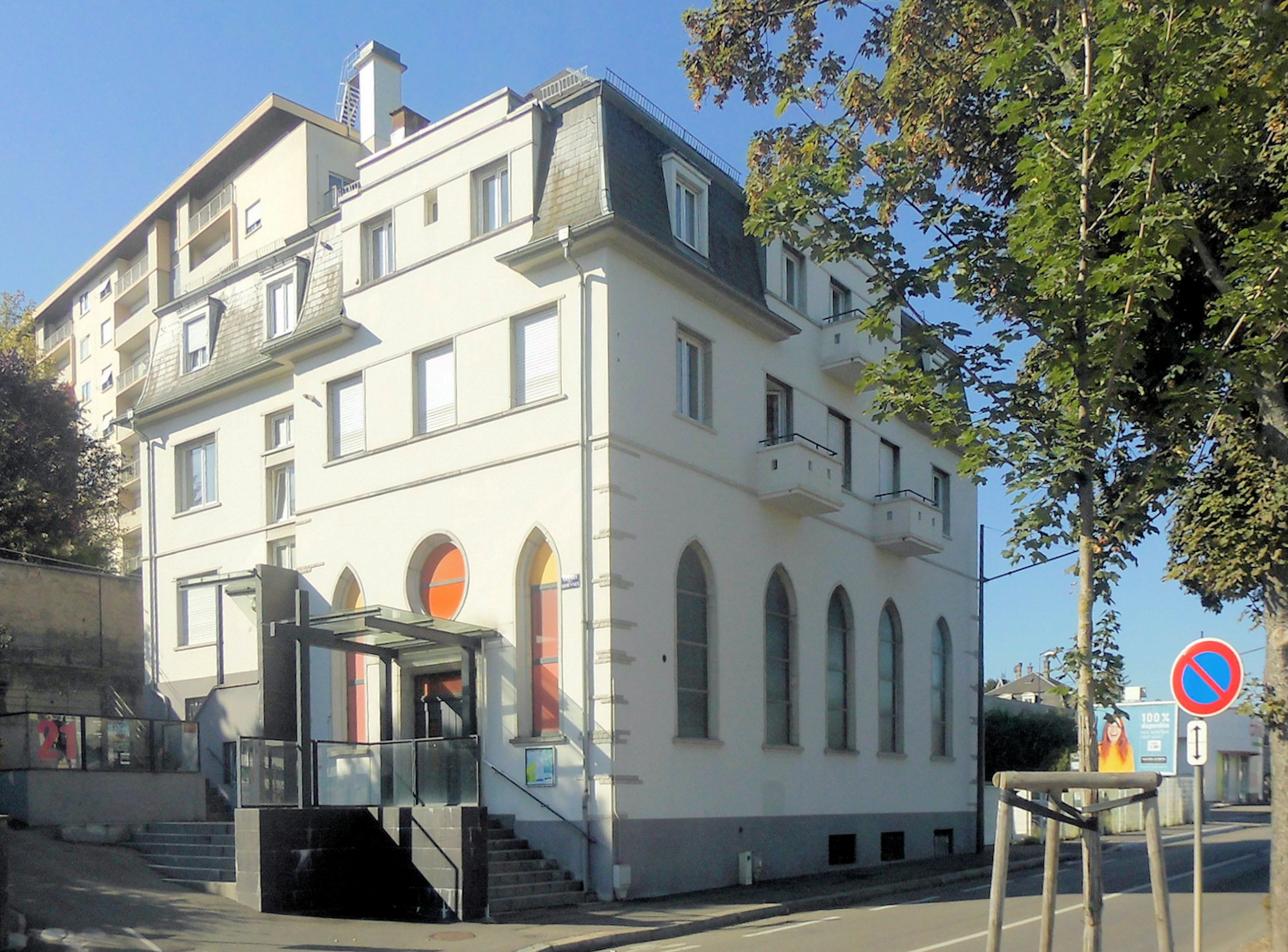
米卢斯的一处归正教堂

米卢斯隶属于天主教斯特拉斯堡总教区，米卢斯牧区（Zone pastorale de Mulhouse）内分设有54个堂区。截至2023年12月，米卢斯境内共有13座天主教堂、3座小教堂、7座新教教堂、10座福音教堂和1座犹太教堂。1905年，阿尔萨斯与德意志帝国签署《阿尔萨斯-摩泽尔宗教协定》，该协议在一战结束后得以保留。根据该协议，米卢斯及其所处的阿尔萨斯-洛林地区实行部分政教合一政策，当地的三种基督教（天主教、归正宗、信义宗）及以色列教管理事务由政府负责，后者将参与宗教任命选举，同时开设宗教学校供当地儿童家庭自主选择。2021年6月，米卢斯地区的六个新教团体组建了“米卢斯归正-信义新教活力社群”（Communauté nouvelle, luthérienne et réformée de la Dynamique Mulhousienne）。
得益于大批外来移民，米卢斯亦是法国东部的一个重要的穆斯林聚集地。阿尔萨斯穆斯林协会于1973年在米卢斯建立。截至2023年12月，米卢斯境内共有7座清真寺，其中位于米卢斯市区北部的光明中心（法語：Centre An-Nour）于2019年5月建成，该中心是法国规模最大的伊斯兰综合文化设施。
米卢斯境内亦有一处佛教文化中心和一个印度教社团。

### 旅游
米卢斯是法国东北部的一座区域性旅游城市。位于米卢斯市区南部的米卢斯动植物公园的园区内收集有超过1,200种动物和3,000种植物，该园年均访客数量超过30万，是上莱茵省接待游客数量最多的旅游景点。除此之外，米卢斯地区的代表性旅游景点以工业遗产为主，当地共有六处科技类博物馆，仅次于首都巴黎。国家汽车博物馆建成于1982年，收藏有约90种品牌共计430辆各类汽车，其中包括长达6米并曾创下每小时431公里时速记录的皇家布加迪跑车，此外该博物馆还设有一处赛车场，供游客亲自驾驶；火车城亦是米卢斯的标志性旅游景点，该博物馆于1969年由法国铁路爱好者协会创建，该馆分为室内和室外两部分，展出法国历史上的各类机车、车厢及铁路设施，是欧洲规模最大的铁道博物馆，也是世界十大铁道博物馆之一。米卢斯美术馆亦是当地的一处旅游景点，该馆建成于1864年，因收藏有大量让-雅克·亨纳的作品而闻名。

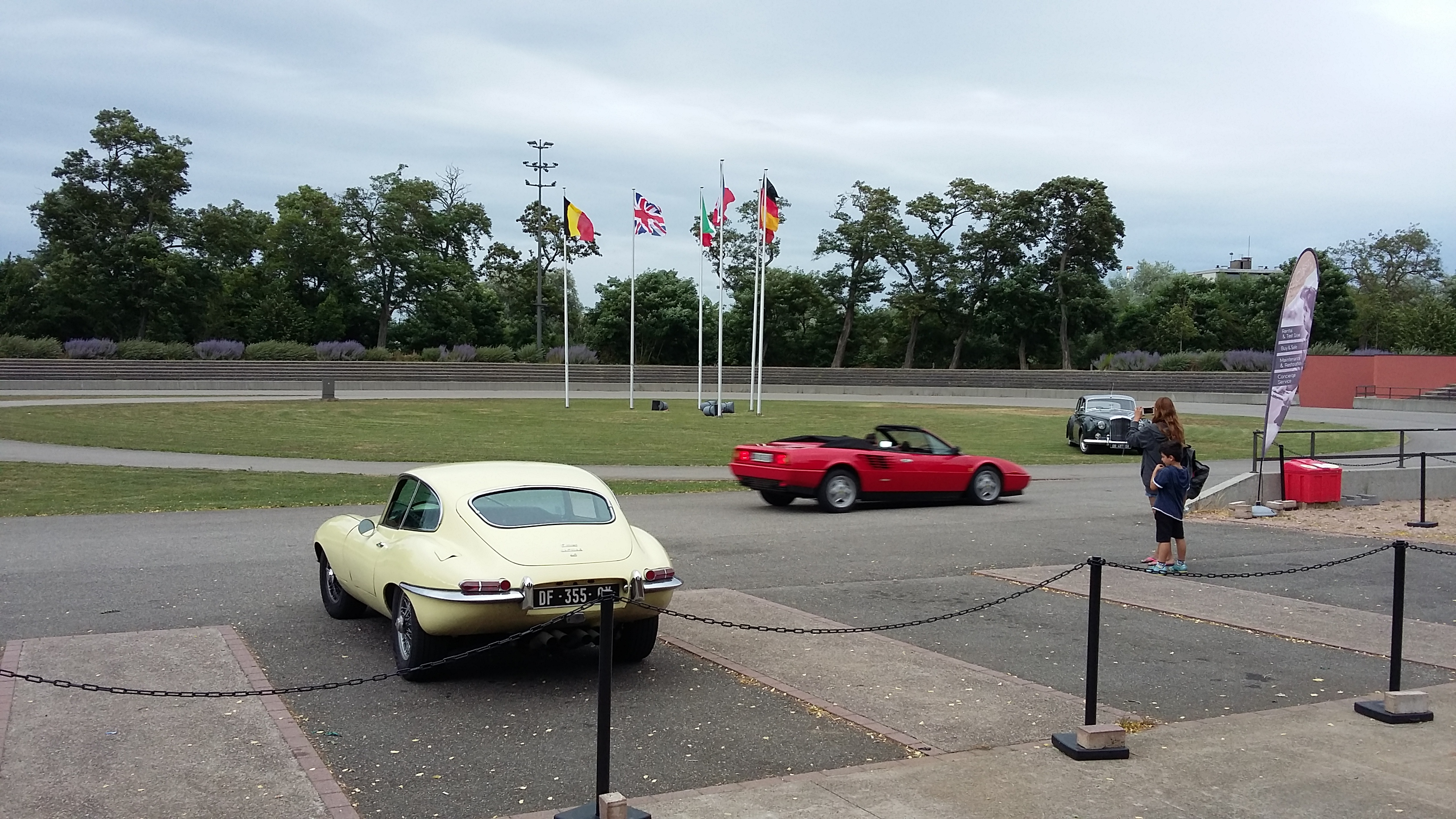
国家汽车博物馆赛道
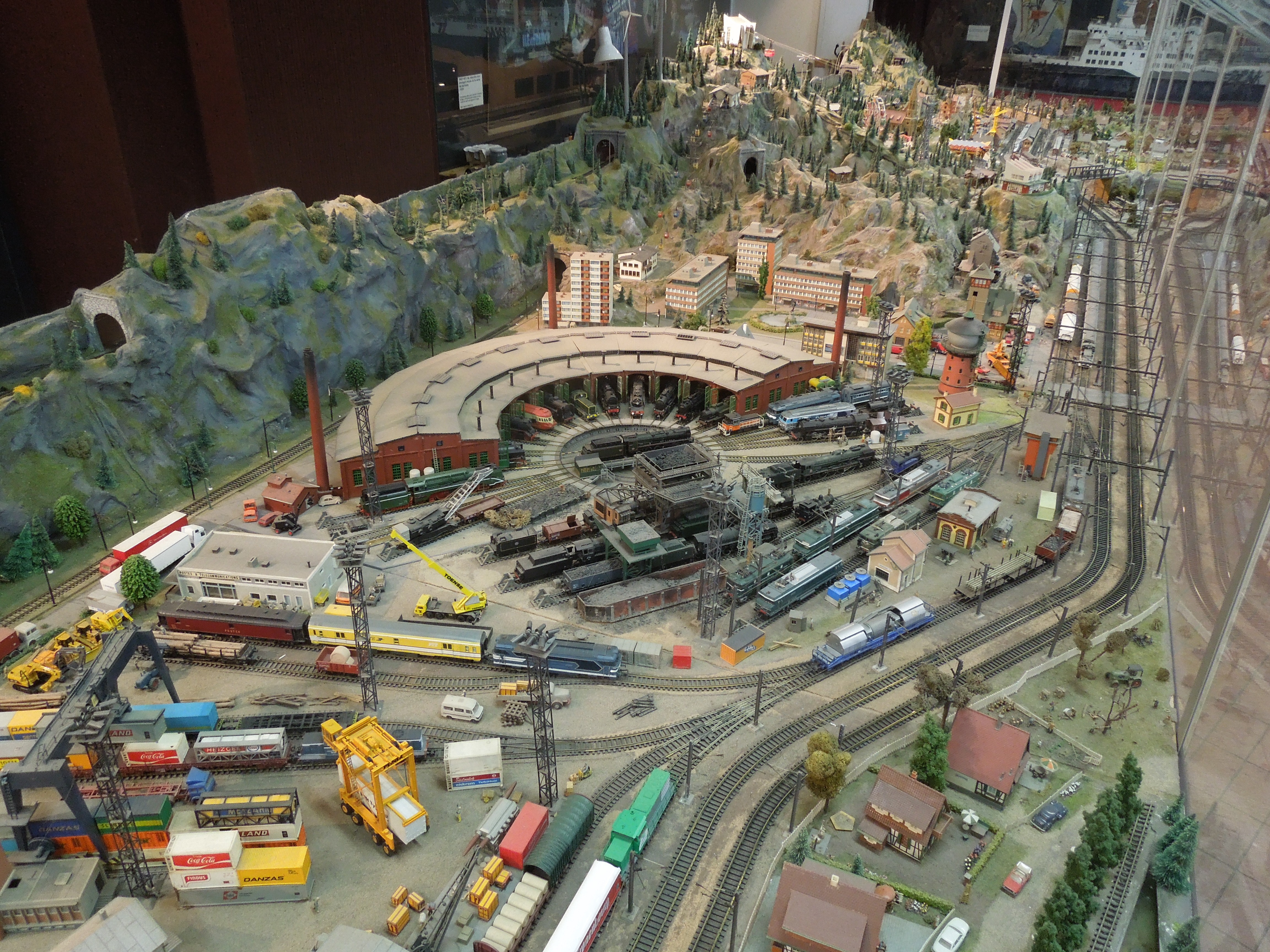
火车城铁路沙盘
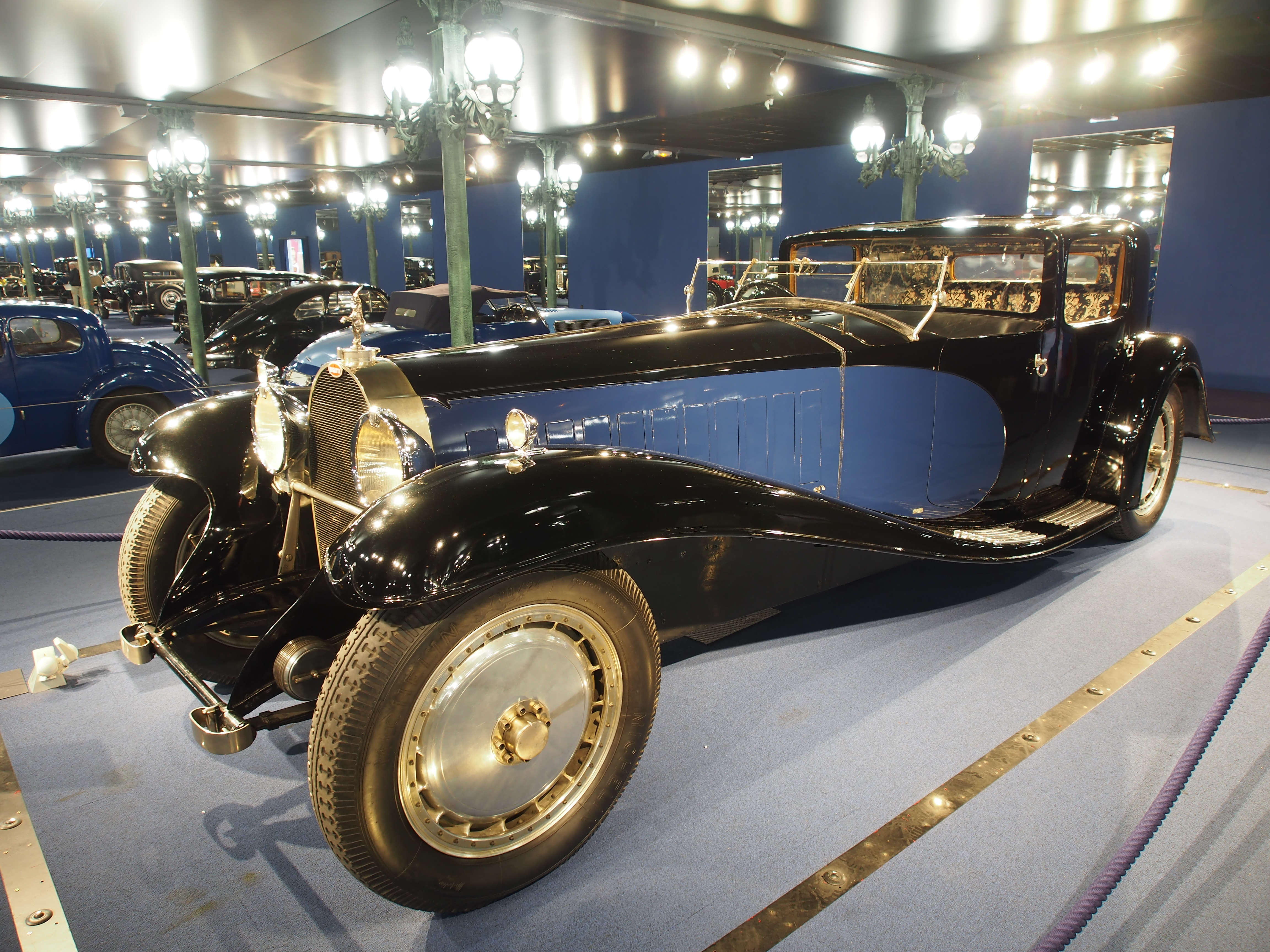
皇家布加迪（法语：Bugatti Type 41） （展出于国家汽车博物馆（法语：Musée national de l'Automobile））
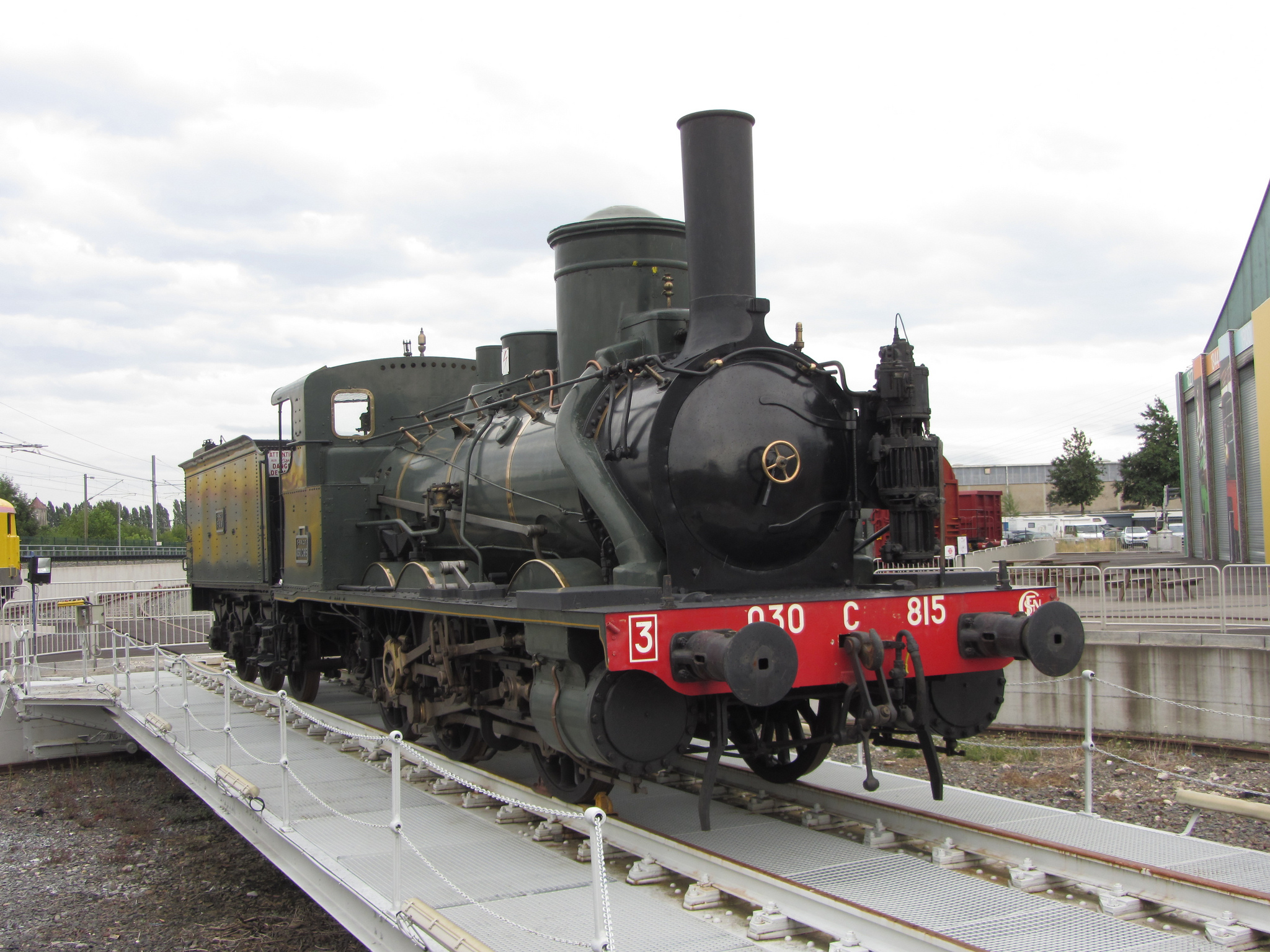
西铁815蒸汽机车 （展出于火车城）
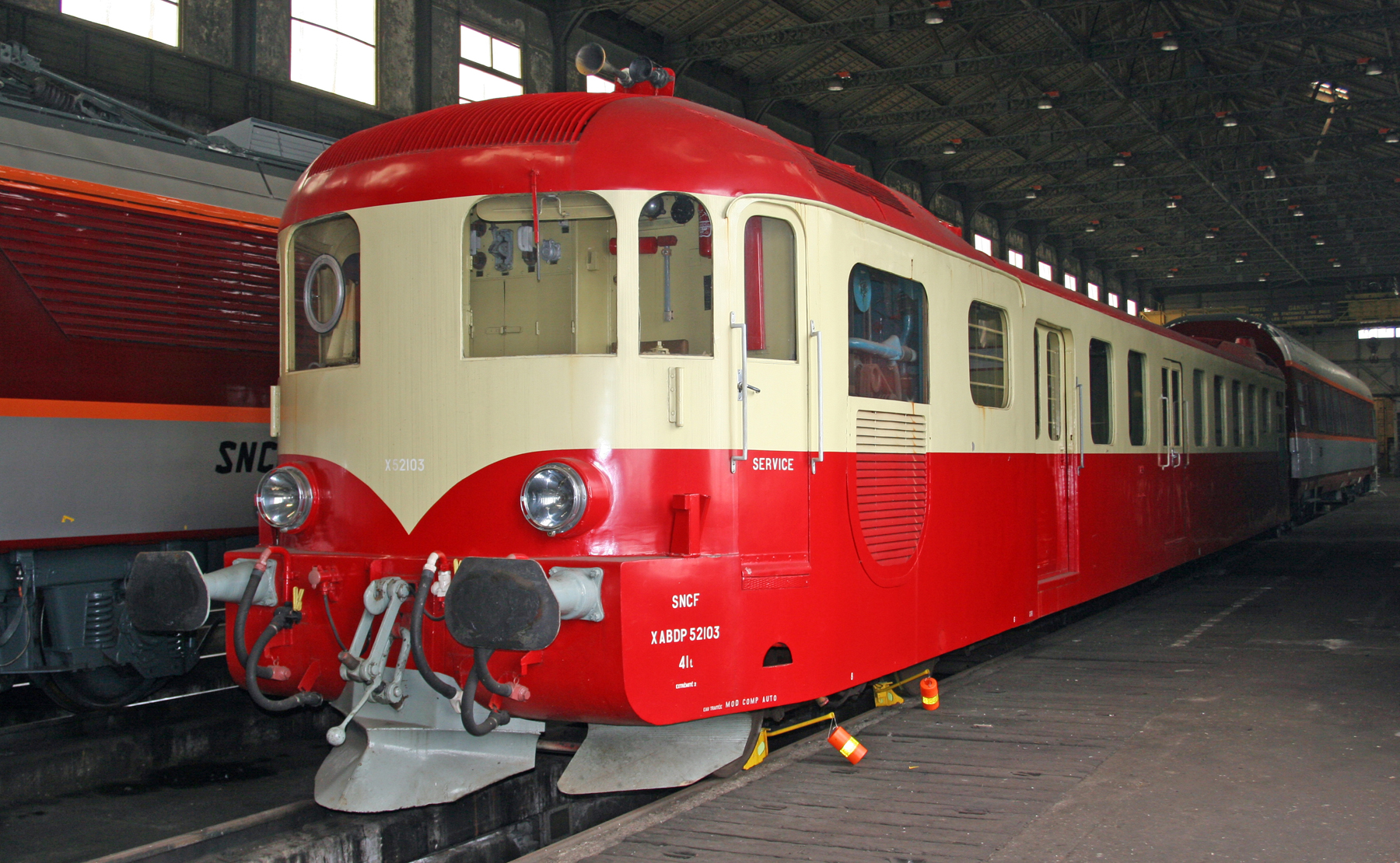
X52100型号机车（法语：X 52100） （展出于火车城）
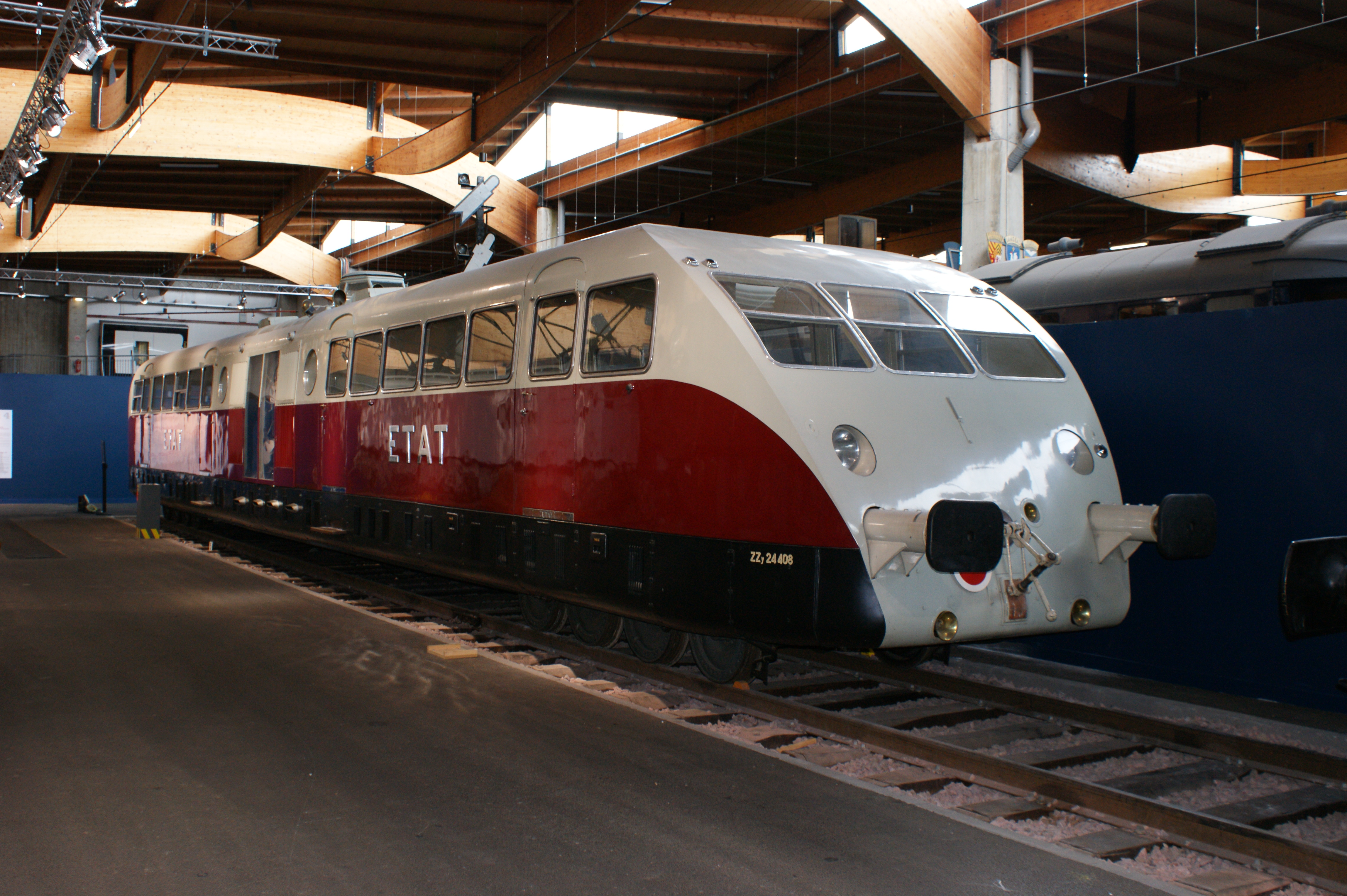
布加迪动车（法语：Autorail Bugatti） （展出于火车城）

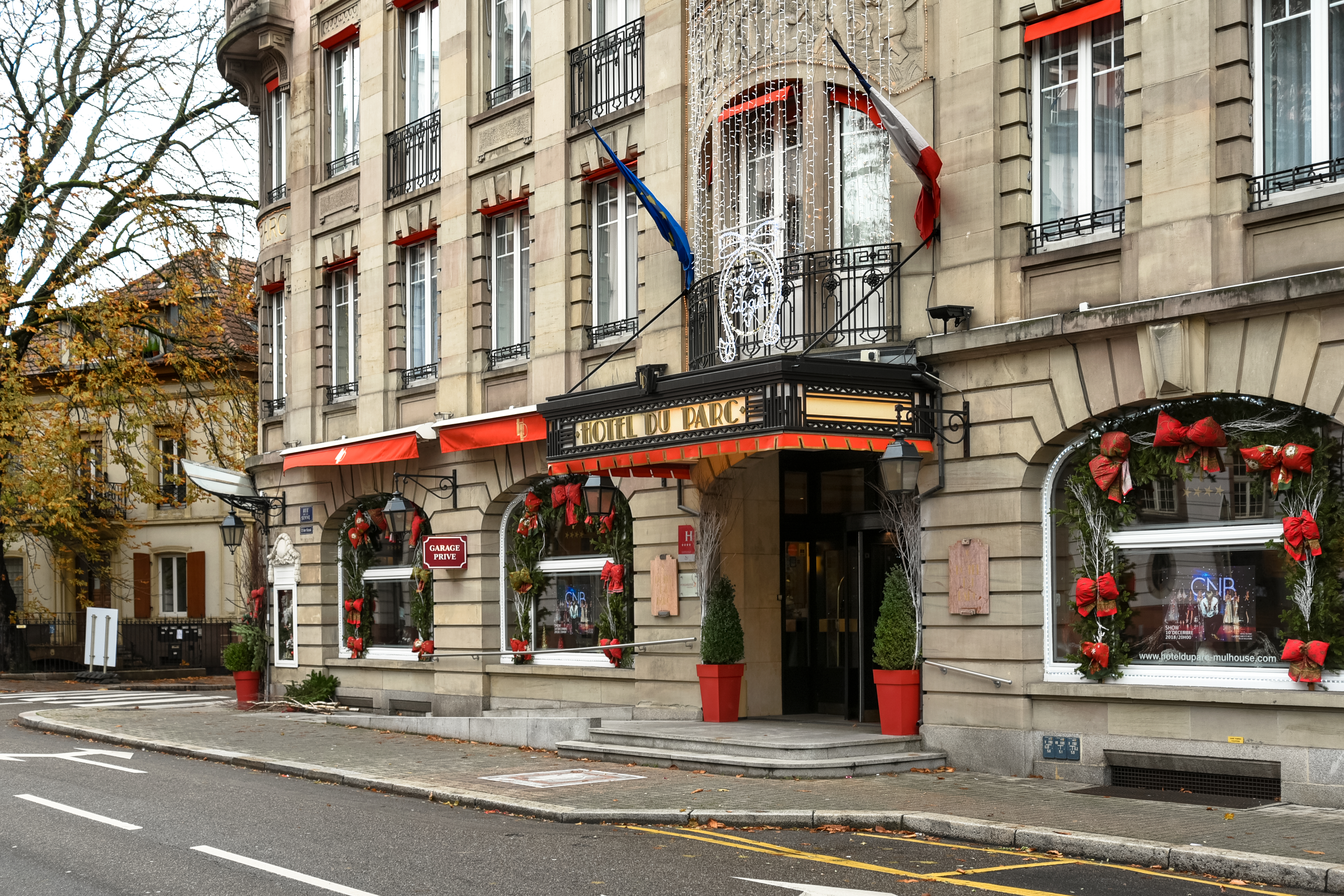
米卢斯的一处酒店

米卢斯的旅游事务由其所在的各级政府和职能部门协调负责。米卢斯市中心建有一处旅游接待中心（Office de Tourisme），为当地游客提供旅游资讯服务。在旅游接待设施方面，2023年，米卢斯境内共有17家酒店共计1,187间房间，其中包括4家四星级酒店、6家三星级酒店、2家二星级酒店和5家未评星级的酒店；此外米卢斯境内还有一处露营地，可容纳共186辆露营车。

### 体育

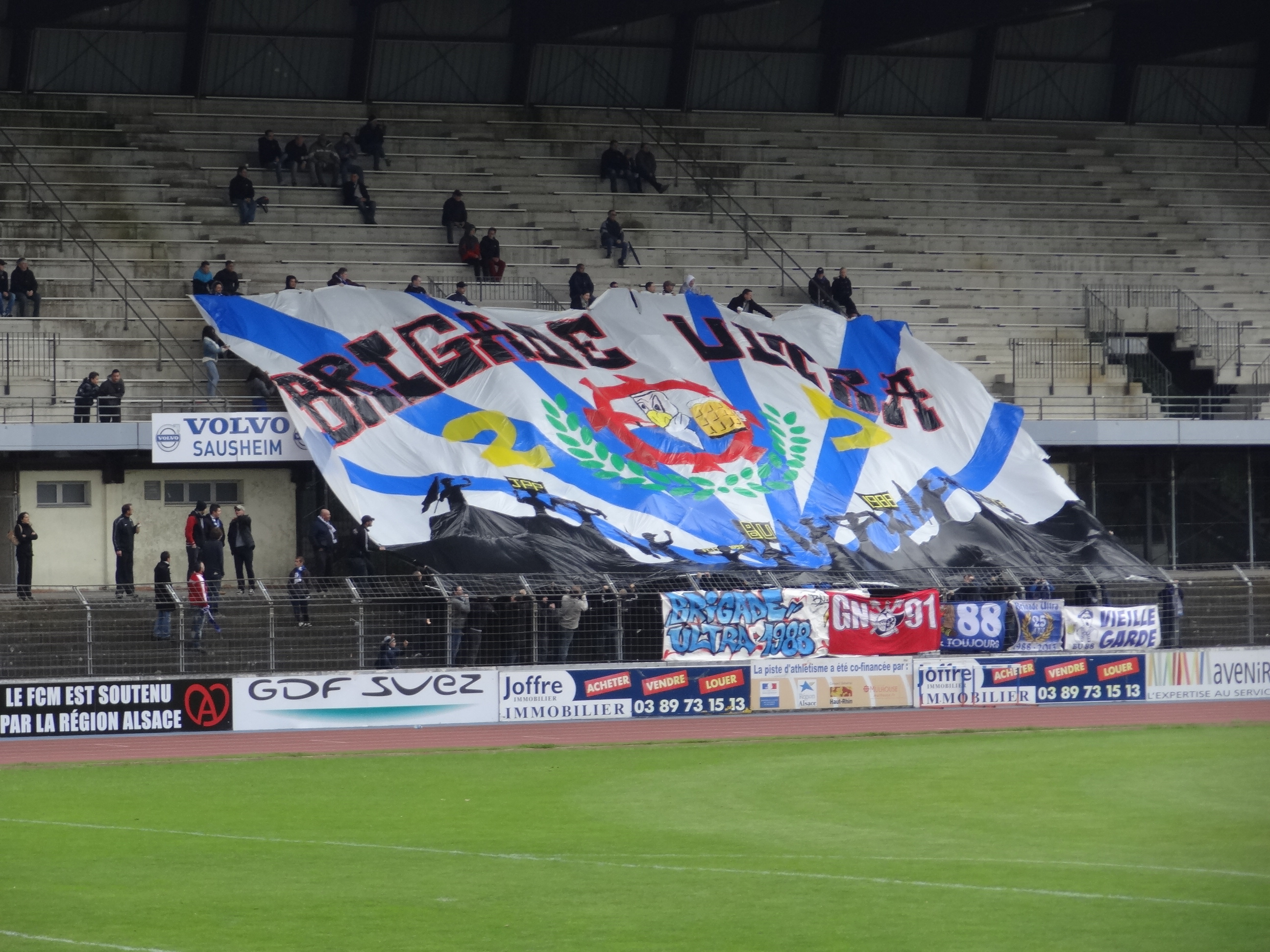
米卢斯足球俱乐部球迷

米卢斯现代体育曾因足球而闻名，截至2023年12月，米卢斯境内共有18家注册足球俱乐部。米卢斯足球俱乐部（编号500123）成立于1893年，是阿尔萨斯历史上首家职业足球俱乐部，其主队曾参与过两个赛季的法国足球甲级联赛，后因经营不善而多次降级，2023至2024赛季参加大东部大区足球联赛甲组（法国第六级别）。
除足球之外，米卢斯境内还有近百个体育队伍及社团，覆盖了田径、击剑、武斗、各球类及水上运动等数十个休闲和竞技运动项目。米卢斯阿尔萨斯排球俱乐部成立于1974年，是整个阿尔萨斯的代表性女子排球俱乐部，其主队2023至2024赛季参加法国女子排球甲级联赛；米卢斯城市圈篮球俱乐部则是米卢斯的代表性篮球俱乐部，成立于2020年，其前身为成立于1947年的米卢斯足球俱乐部篮球队，其主队2023至2024赛季参加法国全国男子篮球锦标赛（法国第三级别联赛）。米卢斯橄榄球俱乐部（Rugby Club de Mulhouse）是米卢斯境内的代表性橄榄球俱乐部，其主队2023至2024赛季参加大东部大区橄榄球甲级联赛（Régional 1），并且还开设有多个年龄段的青训队伍。
1973年、1976年、1981年、1992年、2000年、2005年、2014年和2019年的环法自行车赛路线经过米卢斯。自2018年起，米卢斯每年举办马拉松半程赛。
在体育设施方面，2021年，米卢斯境内共有6家游泳池、28间体育馆、3座综合体育场、19处网球场、9处足球或橄榄球场以及10处篮球或排球场。伊尔河球场建于1979年，现为米卢斯足球俱乐部的主场，该球场可同时容纳1.1万名观众，是米卢斯境内规模最大的体育设施；吉尔贝·布塔佐尼体育宫是一个综合性的体育馆，其主馆可同时容纳3,700名观众。

### 集会

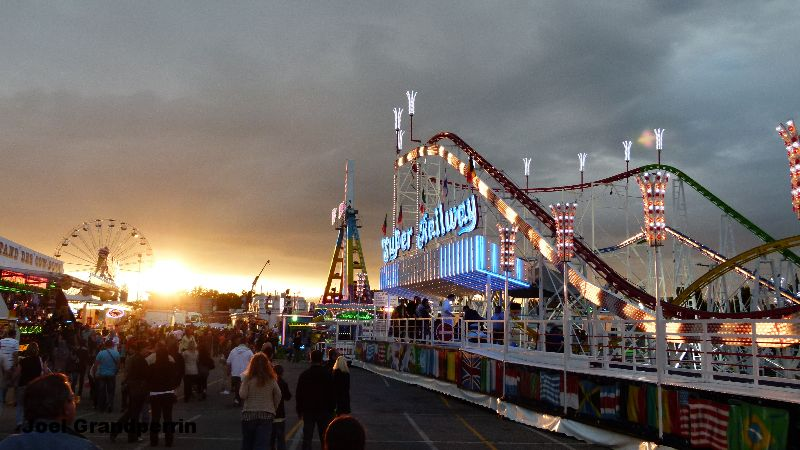
米卢斯狂欢节

米卢斯每年开展各类大型集会活动，其中米卢斯狂欢节创建于19世纪末，自1998年起每年夏季在米卢斯会展中心举办。此外米卢斯每年还举办各类艺术、音乐、文学、话剧等文化集会活动。无名狂欢节（Festival sans nom）创建于2013年，是米卢斯的一个文学爱好者活动。2022年6月，米卢斯举办了当地首次同志骄傲游行。
在传统生活商贸集市方面，米卢斯的多个街区每周都会举办各类型的商业集会，其中隔日举办的运河露天集市是米卢斯乃至法国东部规模最大的传统商贸集市之一，其展位超过300个，并成立有商家协会（Association des commerçants du marché du Canal Couvert）。米卢斯圣诞集市则于每年圣诞节前的一个月举办。此外米卢斯还不定期举办图书集市。
| 米卢斯商业集市（部分） | 米卢斯商业集市（部分） | 米卢斯商业集市（部分）                      | 米卢斯商业集市（部分）  |
| 集市规模               | 交易商品类型           | 地点或集市名称                              | 举办时间                |
| ---------------------- | ---------------------- | ------------------------------------------- | ----------------------- |
| 综合性                 | 综合                   | 运河露天集市 （Marché du canal couvert）    | 每周二、四、六：7至17点 |
| 综合性                 | 综合                   | 合并广场集市 （Marché place de la Réunion） | 每周二至六：7至18点     |
| 综合性                 | 食品                   | 沃邦集市 （Marché place Vauban）            | 每周二、四、六：8至13点 |
| 区域性                 | 食品                   | 春天广场集市 （Marché place du Printemps）  | 每周三：14至19点        |
| 区域性                 | 食品                   | 布尔茨维莱尔集市 （Marché de Bourtzwiller） | 每周五：7至13点         |
| 区域性                 | 食品                   | 和平广场集市 （Marché place de la Paix）    | 每周五：7至13点         |

### 美食

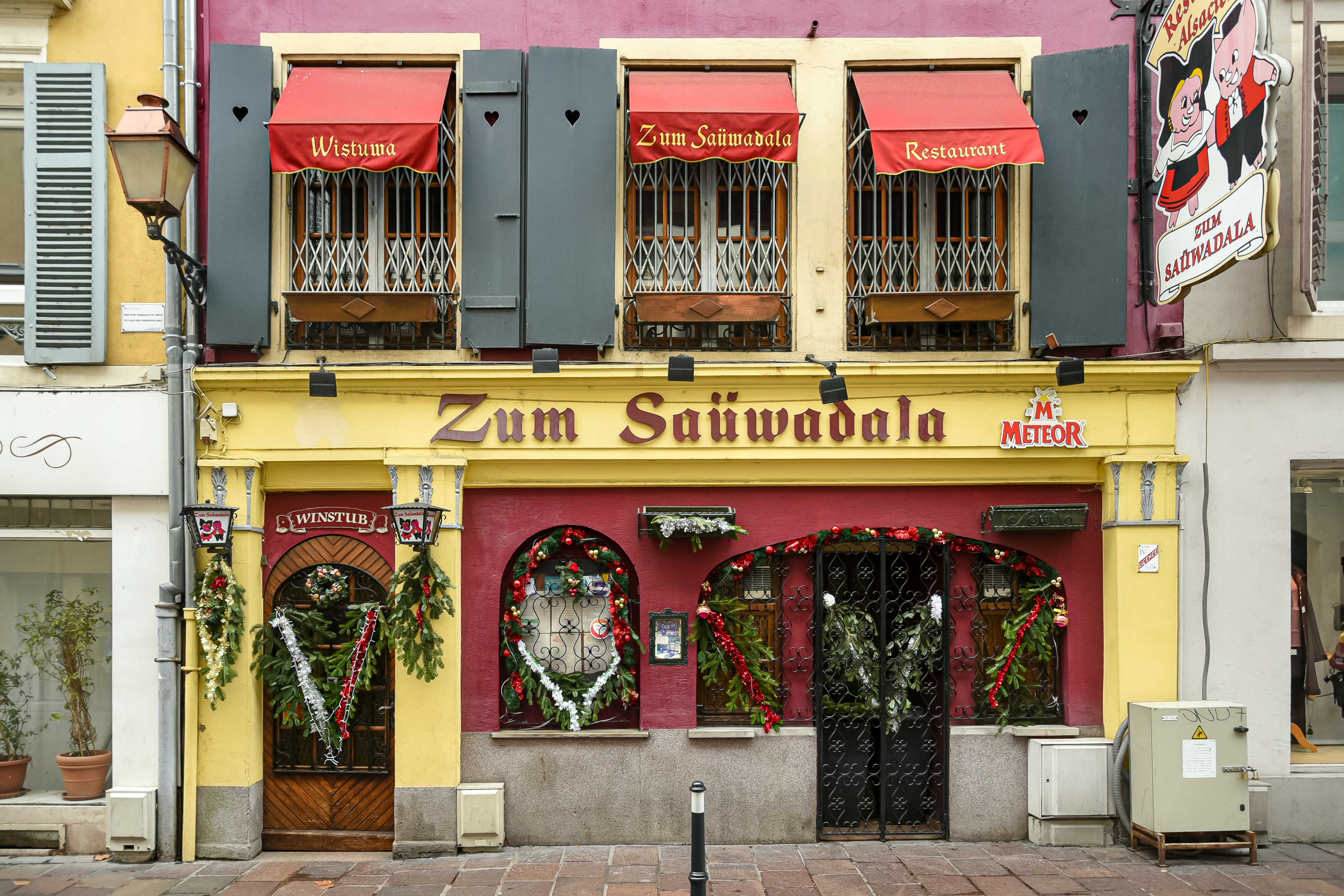
米卢斯的一家传统餐厅

米卢斯的传统美食以阿尔萨斯菜为主，当地的代表性地方特色食品包括阿尔萨斯酸菜、鲤鱼薯条、奶油圆蛋糕、椒盐卷饼、烤烙饼、Baeckeoffe、肉蝸牛等。距离米卢斯20公里外的孚日山东麓山前地带为阿尔萨斯葡萄酒产区，与米卢斯相邻的下莫什维莱尔因啤酒酿造而闻名。截至2023年12月，米卢斯境内的Il Cortile餐厅被《米其林指南》评为一星级餐厅，当地另有3家餐厅被该指南推荐。米卢斯每年还举办Brut(es)、FestiVitas等食品及文化展览。

### 音乐

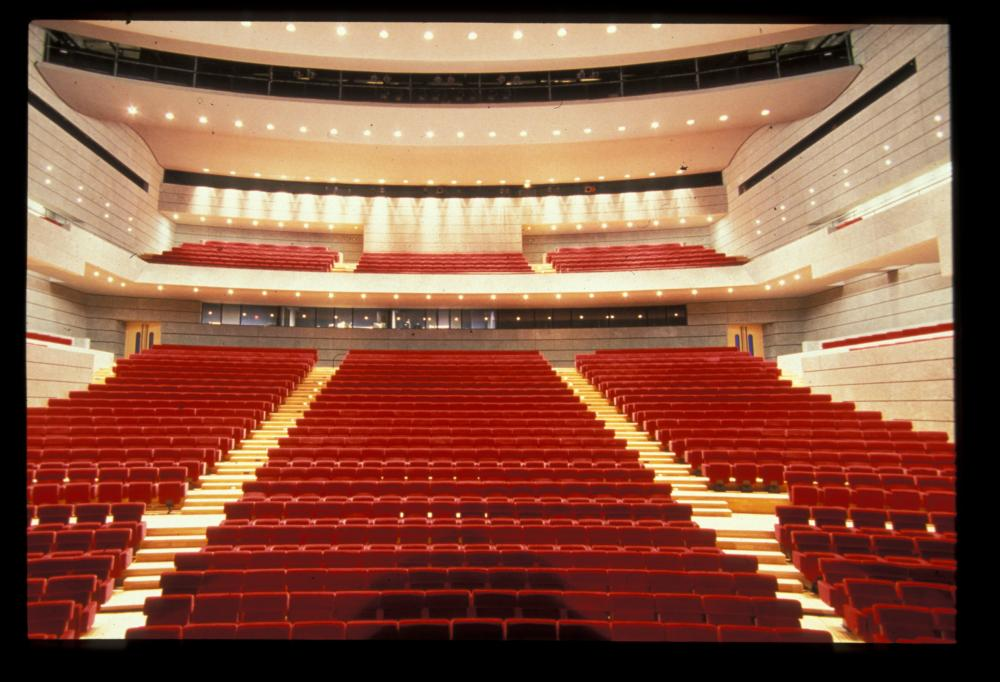
La Filature剧场演奏主厅

米卢斯拥有多个文艺演出团，其中米卢斯交响乐团成立于1979年，其前身为成立于1867年的米卢斯市政乐团，该乐团共有56名演员，；莱茵国家歌剧院芭蕾舞团于1974年成立于米卢斯，该团不定期开展各类演出。
在文艺表演设施方面，La Filature是米卢斯主要的演出剧场，其主厅可同时容纳1,216名观众。此外米卢斯市政府还开设有市政音乐学院，向当地居民提供各类音乐培训课程。

### 影视作品
法国电影《闪闪发光的虾》、《大学校》、《信心主宰》和电视剧《马尔洛队长》等影视作品在米卢斯取景拍摄。法国电视三台曾拍摄纪录片《为什么要看得更远——米卢斯这座准备梦想的城市》（Pourquoi chercher plus loin - Mulhouse la ville prête à rêver），讲述了后工业时代下米卢斯年轻人的生活轨迹。土耳其裔阿尔萨斯饶舌歌手MRC曾于2020年夏季在米卢斯的布尔茨维莱尔街区录制了其作品《Chez nous》的官方MV。

## 相关人物
瑞士数学家约翰·海因里希·朗伯、化学家阿尔弗雷德·维尔纳、德国数学家弗里德里希·威廉·莱维、极右翼军事家阿蒂尔·丁特尔、纳粹医生卡尔·勃兰特、德裔美国电影导演威廉·惠勒、法国印刷设计师戈德弗鲁瓦·恩格尔曼、生物学家夏尔·弗雷德里克·吉拉尔、画家埃马纽埃尔·本纳、政治家奥古斯特·舍雷-克斯特纳、心理学家伊波利特·伯恩海姆、作曲家莱昂·埃尔哈特、遗传学家皮埃尔·尚邦、植物学家保罗·罗贝尔·伊凯尔、医学家莫里斯·克利佩尔、犹太裔军官阿尔弗雷德·德雷福斯、物理学家乔治·弗里德尔、建筑师弗朗索瓦·施珀里、天主主教夏尔-阿马兰·布朗、体操运动员阿方斯·伊热兰、演奏家达尼埃尔·罗特、火山学家莫里斯·克拉夫特、企业家博天、单簧管演奏家保罗·梅耶、双簧管演奏家菲利普·通德尔、歌手克劳迪奥·卡佩奥、足球运动员阿尔贝·吕斯特和马克·普费策尔出生于米卢斯；英国设计师克里斯托弗·德莱赛逝世于米卢斯。
法国足球教练阿尔塞纳·温格曾于1973至1975年间效力于米卢斯足球俱乐部；前任法国国家足球队主教练雷蒙·多梅内克曾于1984至1985年间担任米卢斯足球俱乐部教练职务；美国篮球运动员科比·布莱恩特则曾于1991年在米卢斯度过了八个月。

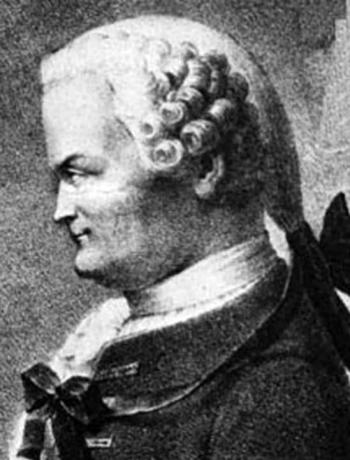
约翰·海因里希·朗伯
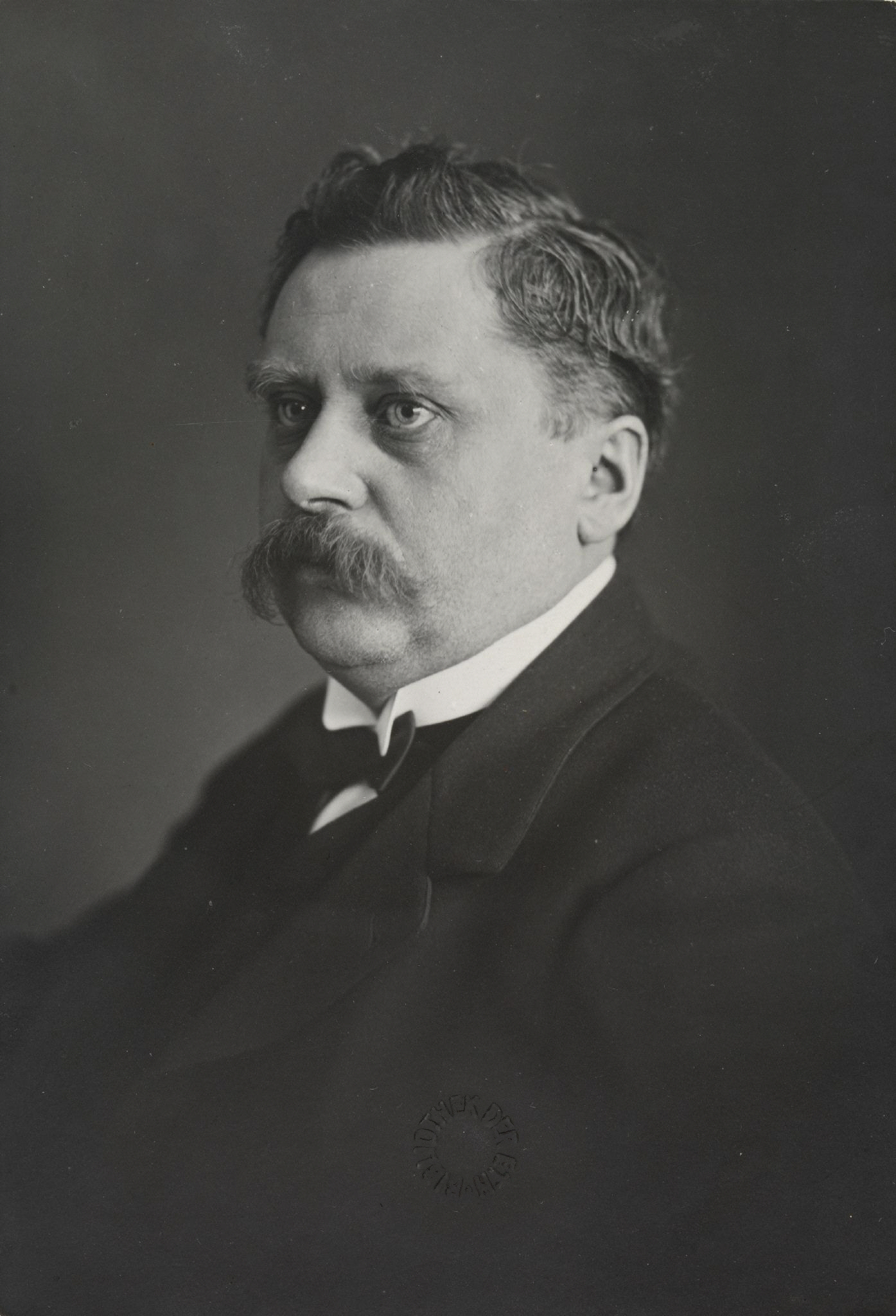
阿尔弗雷德·维尔纳
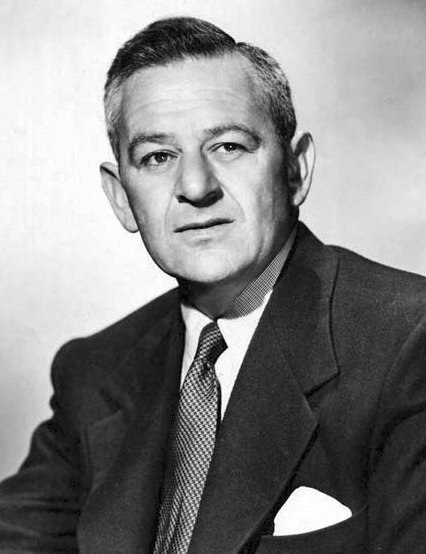
威廉·惠勒
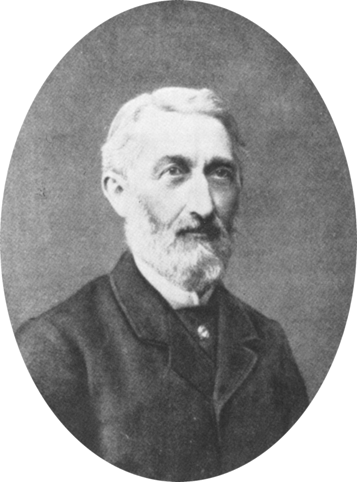
戈德弗鲁瓦·恩格尔曼（法语：Godefroy Engelmann）
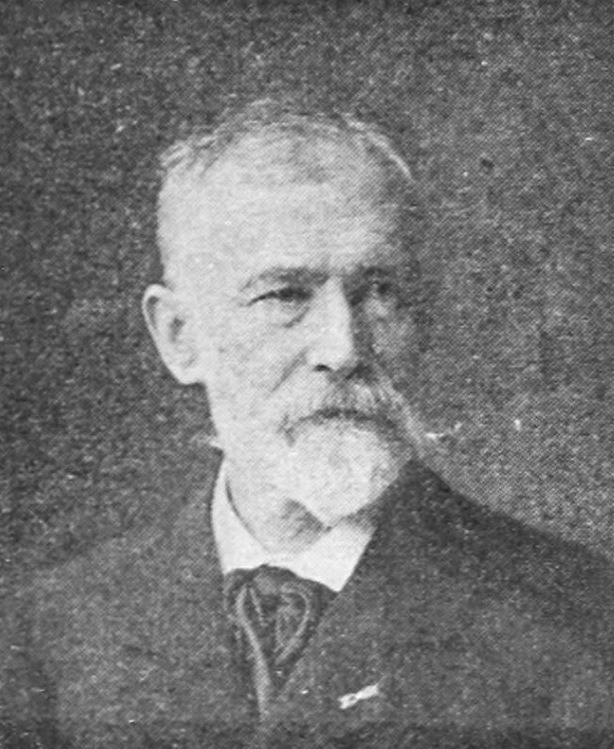
埃马纽埃尔·本纳（法语：Emmanuel Benner）
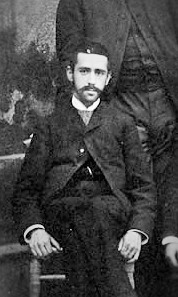
莫里斯·克利佩尔（法语：Maurice Klippel）
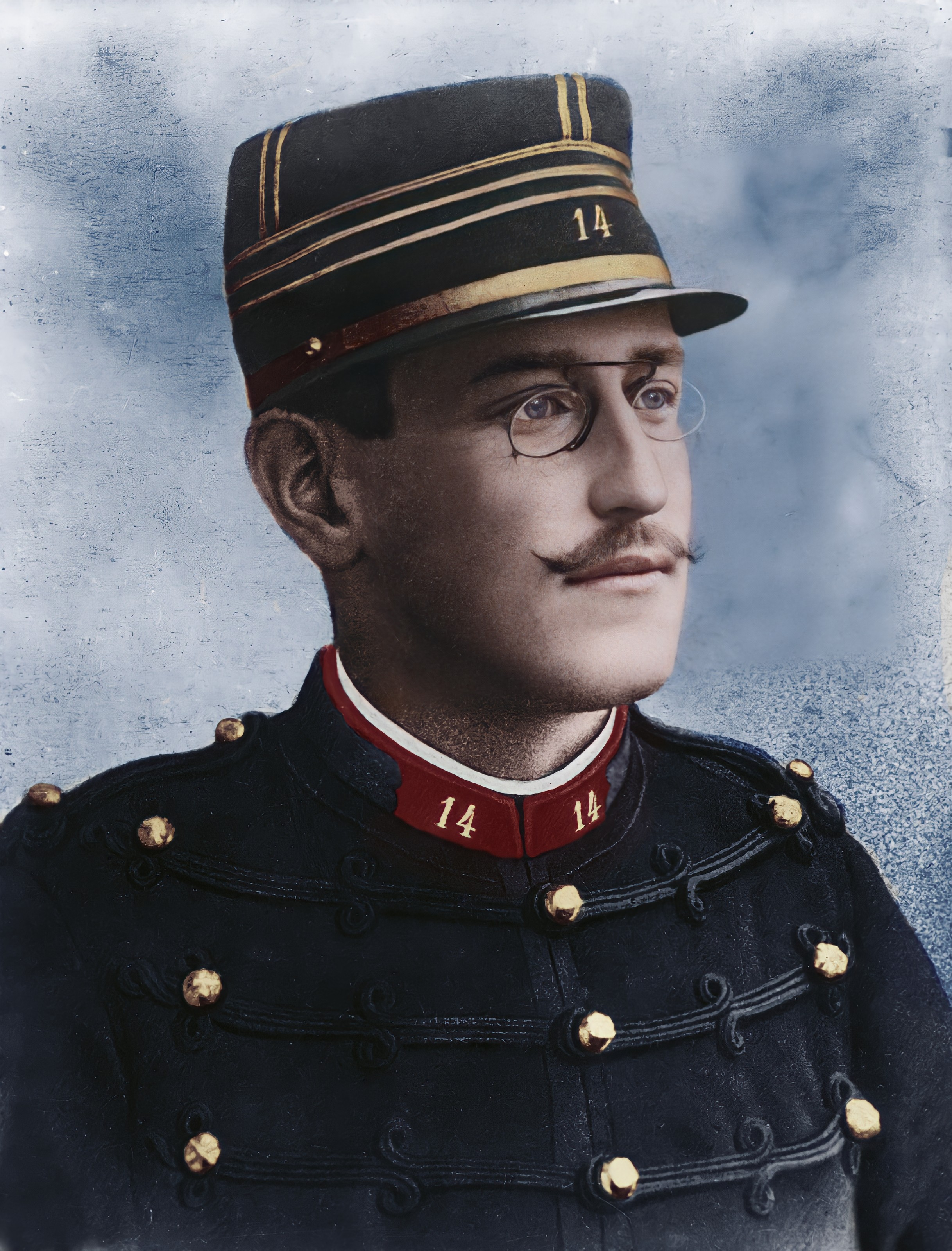
阿尔弗雷德·德雷福斯
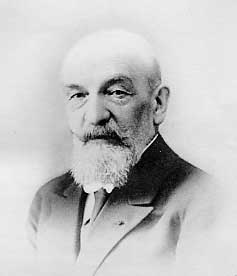
乔治·弗里德尔（法语：Georges Friedel）
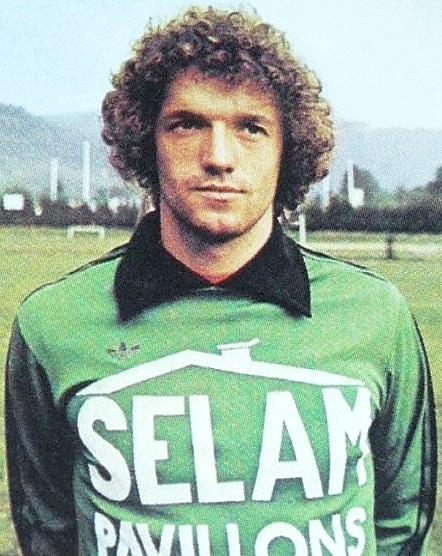
阿尔贝·吕斯特
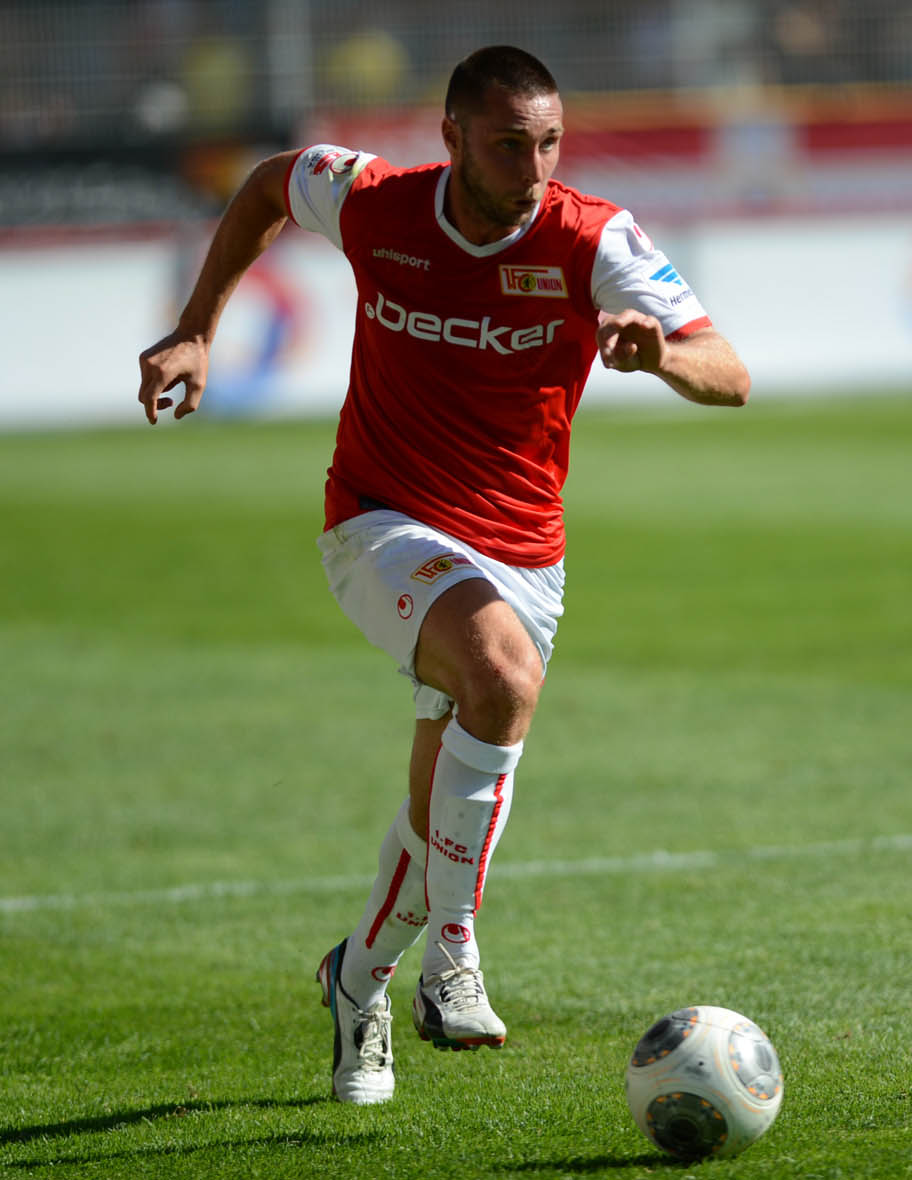
马克·普费策尔（法语：Marc Pfertzel）
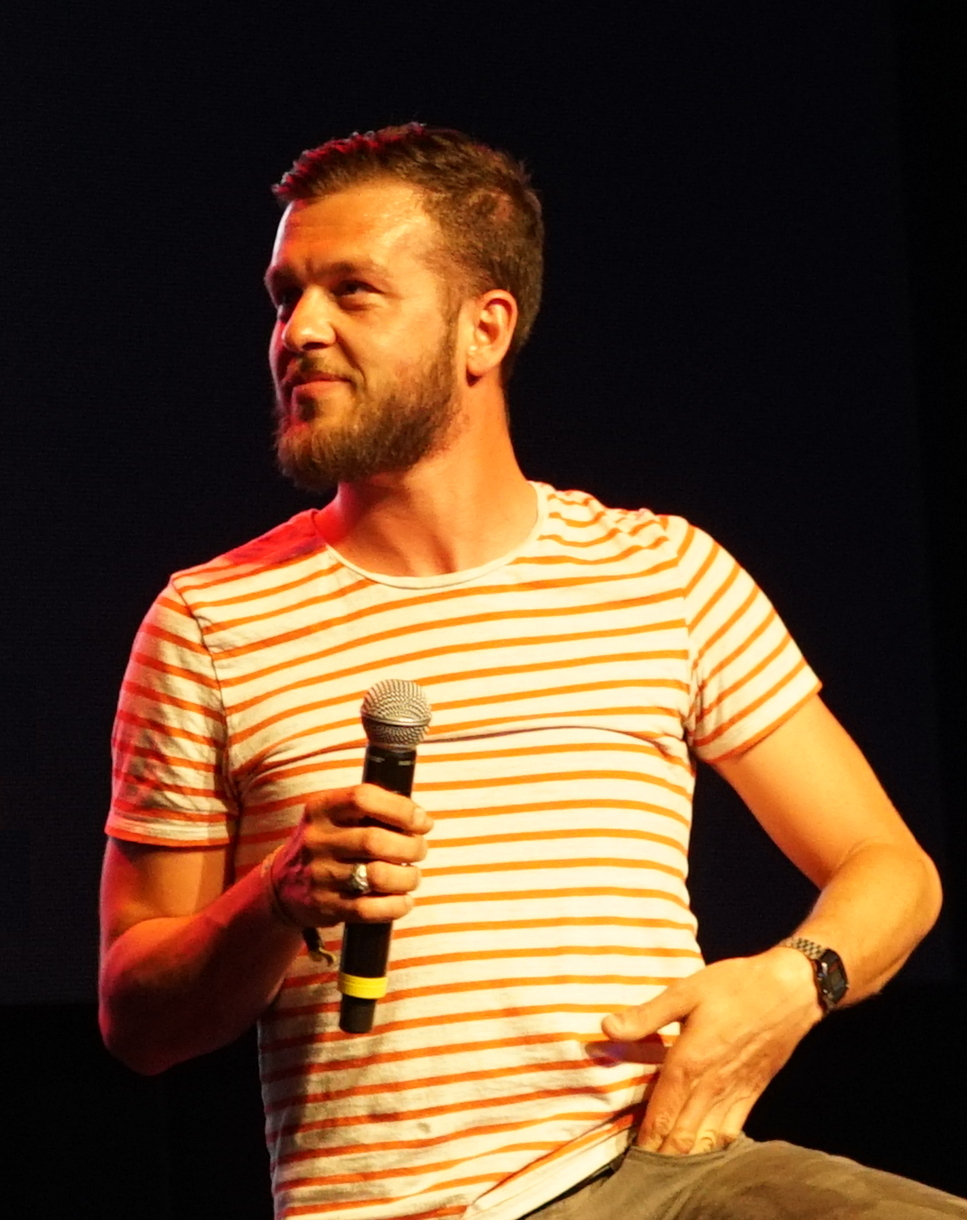
克劳迪奥·卡佩奥（法语：Claudio Capéo）

## 对外交流
截至2023年12月，米卢斯共与八座城市建立了友好城市关系，另有三个国家在米卢斯建有领事馆。米卢斯的土耳其文化爱好者于2012年在此建立法国-土耳其友好协会（Amitié Franco-Turque）。

### 友好城市
| - 比利时 安特卫普（1956年） - 英格兰 沃尔索尔（1962年） | - 德国 卡塞尔（1965年） - 義大利 贝加莫（1989年） | - 德国 开姆尼茨（1990年） - 以色列 吉夫阿塔伊姆（1991年） | - 羅馬尼亞 蒂米什瓦拉（1991年） - 中国 济宁（1996年） |

### 领事馆
| - 義大利驻米卢斯领事馆 | - 布吉納法索驻米卢斯领事馆 | - 匈牙利驻米卢斯领事馆 |

## 备注
1. ↑  原文：La République française accepte le vœu des citoyens de la république de Mulhausen

### 文献网站
- Michel Krempper. . Yoran. 2019. ISBN 9-782367-470627 （法语）.
- Pierre Klein. . Peuples et pays de France. Paris: Les Éditions d'Organisation. 1981. ISBN 2-7081-0413-6 （法语）.
- INSEE. . insee.fr.   [2023-12-05]. （原始内容存档于2023-11-13） （法语）.

### 分类资料
历史类
1. ↑  Pierre-Henri Billy. . éditions Errance. 2011: P495. ISBN 978-2-87772-449-4 （法语）.
2. ↑  Wissenschaftlicher Rat der Dudenredaktion. . . Mannheim/Leipzig/Wien/Zürich: Dudenverlag. 2007: 769. ISBN 978-3-411-05506-7 （德语）.
3. ↑  . tourisme-mulhouse.com.   [2023-12-10]. （原始内容存档于2023-12-10） （法语）.
4. ↑  Michel Krempper, Histoire de Mulhouse - Le point de vue mulhousien, Le plus ancien témoignage de la présence humaine... à l'homme de Neandertal, P21 （法文）
5. ↑  Michel Krempper, Histoire de Mulhouse - Le point de vue mulhousien, Le cycle néolithique s'achève avec l'arrivé des "gens du Michelsberg... peuplement de l'Âge du bronze, P23 （法文）
6. ↑  Michel Krempper, Histoire de Mulhouse - Le point de vue mulhousien, III. La région Mulhousienne englobée dans l'empire celte, P24 （法文）
7. ↑  Robert Forrer. . Études d'archéologie et d'histoire. Ernest Leroux. 1935 （法语）.
8. ↑  Carcopino Jérôme. . PUF. 1990. ISBN 978-2-13-042817-6 （法语）.
9. ↑  JDS. . jds.fr.   [2023-12-06]. （原始内容存档于2023-12-07） （法语）.
10. ↑  L'Express. . lexpress.fr. 2009-07-22  [2023-12-06]. （原始内容存档于2023-12-07） （法语）.
11. ↑  Michel Krempper, Histoire de Mulhouse - Le point de vue mulhousien, Vers 496, les Francs saliens de Chlodovech...leur sauveur et leur protecteur., P39 （法文）
12. ↑  Michel Krempper, Histoire de Mulhouse - Le point de vue mulhousien, En 511, l'Alsace est rattaché à l'embryon du Royaume franc d'Austrasie...augmenté d'Alsace., P40 （法文）
13. ↑  Michel Krempper, Histoire de Mulhouse - Le point de vue mulhousien, De cette époque des Alesaciones date...de patois en bois surmontées d'un toit de chaume., P47 （法文）
14. ↑  Jacques Chaurand. . Onomastique et langues de contact. Actes des colloques de la Société française d'onomastique. 1992 （法语）.
15. ↑  ville de Mulhouse.  (pdf). mulhouse.fr.   [2023-12-07]. （原始内容存档 (PDF)于2023-12-07） （法语）.
16. ↑  Michel Krempper, Histoire de Mulhouse - Le point de vue mulhousien, Ottmarsheim fut pendant longtemps le chef-lieu...encombrant et difficile voisinage., P58 （法文）
17. ↑  Michel Krempper, Histoire de Mulhouse - Le point de vue mulhousien, Mulinhuson/Mülenhusen entre dans l'histoire au début du IXe siècle...la thèse de la fondation par un meunier., P56 （法文）
18. ↑  Michel Krempper, Histoire de Mulhouse - Le point de vue mulhousien, Mulhouse doit son entrée tardive dans l'histoire à des conditions topographiques particulièrement défavorables., P57 （法文）
19. ↑  Guild Rollins. . . Archéologie médiévale. 1992: 456  [2023-12-07]. ISSN 0153-9337. （原始内容存档于2024-02-21） （法语）.
20. ↑  Michel Krempper, Histoire de Mulhouse - Le point de vue mulhousien, Entre 940 et 1006, on y établie une chapelle...enclavée dans la diocèse de Bâle, P59 （法文）
21. ↑  Michel Krempper, Histoire de Mulhouse - Le point de vue mulhousien, Dès lors, le domaine épiscopal mulhousien prend une extension forte et rapide...et de la rue du Bourg., P60 （法文）
22. ↑  . herodote.net.   [2023-12-08]. （原始内容存档于2023-12-09） （法语）.
23. ↑  L'Alsace. . lalsace.fr. 2023-08-21  [2023-12-08]. （原始内容存档于2023-12-09） （法语）.
24. ↑  . lalsace.fr. 1999-03-25  [2023-12-08]. （原始内容存档于2023-12-09） （法语）.
25. ↑  Michel Krempper, Histoire de Mulhouse - Le point de vue mulhousien, Mais lorsque Henri VII de Luxembourg monte...devient formellement une ville impériale., P67 （法文）
26. ↑  Michel Krempper, Histoire de Mulhouse - Le point de vue mulhousien, Le Bollwerk, P70 （法文）
27. ↑  Georges Livet; Raymond Oberlé. . Mulhouse: Éditions des Dernières nouvelles d'Alsace. 1977. ISBN 2-7165-0018-5 （法语）.
28. ↑  Pierre Klein, L'Alsace La décapole (die germaine Richstette): la fondation de l'alliance （法文）
29. ↑  Michel Krempper, Histoire de Mulhouse - Le point de vue mulhousien, En 1439, avec la menace d'invasion des Armagnacs...retourné en France par comté de Montbéliard., P79 （法文）
30. ↑  Eugène Rieweg; Raymond Oberlé; Frédéric Guthmann. Édition du Rhin , 编. . Mulhouse: L'Alsace. 1998: 347. ISBN 2-86339-139-9 （法语）.
31. ↑  Michel Krempper, Histoire de Mulhouse - Le point de vue mulhousien, XIV. Enclavée, la Stadtrepublik vit sous la pression continuelle de ses voisins, P85 （法文）
32. ↑  Michel Krempper, Histoire de Mulhouse - Le point de vue mulhousien, XVI. Le pacte de Mulhouse avec les XIII cantons helvétiques, P102 （法文）
33. ↑  Michel Krempper, Histoire de Mulhouse - Le point de vue mulhousien, XVII. Le protestantisme et la réforme religieuse de Zwingli, P108 （法文）
34. ↑  Michel Krempper, Histoire de Mulhouse - Le point de vue mulhousien, XVIII. Contre-offensives catholiques: non sans confution, P123 （法文）
35. ↑  France Bleu. . francebleu.fr. 2021-10-22  [2023-12-06]. （原始内容存档于2023-03-23） （法语）.
36. ↑  Jean-Philippe Cénat. . . Tallandier. 2015: 149  [2023-12-10]. ISBN 979-1021007154. （原始内容存档于2023-12-10） （法语）.
37. ↑  DNA. . dna.fr. 2023-03-05  [2023-12-06]. （原始内容存档于2023-12-09） （法语）.
38. ↑  Michel Krempper, Histoire de Mulhouse - Le point de vue mulhousien, XXIV. La société mulhousienne avant la Révolution française, ses fractures internes, P156 （法文）
39. ↑  Michel Krempper, Histoire de Mulhouse - Le point de vue mulhousien, Parallèlement à ce décollage économique, la ville connaît un spectaculaire essor démographique...aux 3259 "étrangers", P155 （法文）
40. ↑  Michel Krempper, Histoire de Mulhouse - Le point de vue mulhousien, XXV. Vers la fin du "Vieux Mulhouse", P166 （法文）
41. ↑  Michel Krempper, Histoire de Mulhouse - Le point de vue mulhousien, L'enquête ordonnée par ce comité dans le département du Haut-Rhin...la ville a été française, P182 （法文）
42. ↑  Stéphane Jonas. . Revue des sciences sociales de la France de l'Est. 1998: 88  [2023-12-09]. ISSN 2107-0385. （原始内容存档于2023-12-09） （法语）.
43. ↑  Michel Krempper, Histoire de Mulhouse - Le point de vue mulhousien, XXIX. Le vote des 3 et 4 janvier 1798, P201 （法文）
44. ↑  Michel Krempper, Histoire de Mulhouse - Le point de vue mulhousien, De son côté, le Directoire charge alors le citoyen Jean-Ulrich Metzger de Colmar...qui l'approve., P204 （法文）
45. ↑  Cassini. . cassini.ehess.fr.   [2023-12-19]. （原始内容存档于2021-06-06） （法语）.
46. ↑  . jds.fr.   [2023-12-06]. （原始内容存档于2023-12-09） （法语）.
47. ↑  René TESSIER.  (pdf). memoire-mulhousienne.fr. 2022-09-18  [2023-12-10]. （原始内容存档 (PDF)于2022-10-06） （法语）.
48. ↑  ville de Mulhouse.  (pdf). mulhouse.fr.   [2023-12-10]. （原始内容存档 (PDF)于2023-01-21） （法语）.
49. ↑  Gérard-Michel Thermeau. . contrepoints.org. 2016-01-24  [2023-12-10]. （原始内容存档于2024-01-28） （法语）.
50. ↑  ville de Mulhouse. . mulhouse.fr.   [2023-12-10]. （原始内容存档于2023-12-08） （法语）.
51. ↑  Les Echos. . lesechos.fr. 2013-07-11  [2023-12-10]. （原始内容存档于2023-12-10） （法语）.
52. ↑  L'Alsace. . lalsace.fr. 2021-05-09  [2023-12-10]. （原始内容存档于2023-12-10） （法语）.
53. ↑  Benoît Vaillot. . Revue d'histoire du XIXe siècle. 2020  [2023-12-10]. （原始内容存档于2023-12-15） （法语）. Plus de 130 000 personnes quittent alors l’Alsace-Lorraine pour s’installer principalement en France
54. ↑  Michel Krempper, Histoire de Mulhouse - Le point de vue mulhousien, Un Mulhousien qui va diviser la France, P258 （法文）
55. ↑  L'Alsace. . lalsace.fr. 2020-08-14  [2023-12-10]. （原始内容存档于2023-12-10） （法语）.
56. ↑  . solea.info.   [2023-12-10]. （原始内容存档于2023-12-01） （法语）.
57. ↑  . herodote.net.   [2023-12-10]. （原始内容存档于2023-12-10） （法语）.
58. ↑  L'Alsace. . lalsace.fr. 2014-07-14  [2023-12-10]. （原始内容存档于2023-12-10） （法语）.
59. ↑  Pierre Klein, L'Alsace, la lente francisation de l'Alsace, P288 （法文）
60. ↑  L'Alsace. . lalsace.fr. 2016-01-10  [2023-12-10]. （原始内容存档于2023-12-10） （法语）.
61. ↑  L'Alsace. . lalsace.fr. 2020-11-20  [2023-12-10]. （原始内容存档于2023-12-10） （法语）.
62. ↑  Cassini. . cassini.ehess.fr.   [2023-12-19]. （原始内容存档于2023-12-01） （法语）.
63. ↑  Républicain lorrain. . republicain-lorrain.fr. 2021-01-15  [2023-12-10]. （原始内容存档于2023-12-10） （法语）.
64. ↑  L'Alsace. . lalsace.fr. 2020-11-08  [2023-12-10]. （原始内容存档于2023-12-10） （法语）.
65. ↑  ville de Mulhouse.  (pdf). mulhouse.fr. 2014  [2023-12-10]. （原始内容存档 (PDF)于2021-12-28） （法语）.
66. ↑  L'Alsace. . lalsace.fr. 2016-05-27  [2023-12-10]. （原始内容存档于2023-01-11） （法语）.
67. ↑  Le Point. . lepoint.fr. 2020-03-28  [2023-12-19]. （原始内容存档于2020-03-28） （法语）.
68. ↑  Europe 1. . europe1.fr. 2023-03-17  [2023-12-19]. （原始内容存档于2023-05-06） （法语）.
69. ↑  ville de Mulhouse. . mulhouse.fr. 2020-05-09  [2023-12-19]. （原始内容存档于2023-03-21） （法语）.
70. ↑  Observatoire Doller. .   [2023-12-11]. （原始内容存档于2023-12-11） （法语）.
71. ↑  René Courant. . Paris: Le Cabri. 1982. ISBN 290331022X （法语）.
72. ↑  L'Alsace. . lalsace.fr. 2019-04-04  [2023-12-19]. （原始内容存档于2023-12-19） （法语）.
73. ↑  Michel Krempper, Histoire de Mulhouse - Le point de vue mulhousien, En outre, pour développer "l'économie de la connaissance"...des composantes de l'université, P308 （法文）

地理类
1. ↑  . linternaute.com.   [2023-12-11]. （原始内容存档于2019-05-11） （法语）.
2. ↑  . m2a.fr.   [2023-12-11]. （原始内容存档于2023-12-11） （法语）.
3. ↑  BRGM. . brgm.fr.   [2019-07-29]. （原始内容存档于2017-04-23） （法语）.
4. ↑  ville de Mulhouse. . mulhouse.fr.   [2023-12-11]. （原始内容存档于2023-12-11） （法语）.
5. ↑  France Bleu. . francebleu.fr. 2023-10-26  [2023-12-11]. （原始内容存档于2023-12-11） （法语）.
6. ↑  sig.ville.gouv.fr. . sig.ville.gouv.fr.   [2023-12-11]. （原始内容存档于2023-03-27） （法语）.
7. ↑  collectivites-locales.gouv.fr. . collectivites-locales.gouv.fr.   [2022-09-10]. （原始内容存档于2022-06-21） （法语）.
8. ↑  ville de Mulhouse. . mulhouse.fr.   [2023-12-12]. （原始内容存档于2023-12-12） （法语）.
9. ↑  INSEE. . insee.fr.   [2023-08-30]. （原始内容存档于2021-06-07） （法语）.
10. ↑  INSEE. . insee.fr.   [2023-08-30]. （原始内容存档于2023-08-30） （法语）.
11. ↑  INSEE. . insee.fr.   [2023-08-30]. （原始内容存档于2018-07-24） （法语）.
12. ↑  INSEE. . insee.fr.   [2023-08-30]. （原始内容存档于2021-06-07） （法语）.
13. ↑  INSEE. . insee.fr.   [2023-08-30]. （原始内容存档于2020-11-10） （法语）.
14. ↑  INSEE. . insee.fr.   [2023-08-30]. （原始内容存档于2021-06-06） （法语）.
15. ↑  sig.ville.gouv.fr. . sig.ville.gouv.fr.   [2019-11-28]. （原始内容存档于2022-08-18） （法语）.
16. ↑   (pdf). fnau.org.   [2023-12-11]. （原始内容存档 (PDF)于2023-12-12） （法语）.
17. ↑  fluo.eu. . fluo.eu.   [2023-12-19]. （原始内容存档于2022-01-24） （法语）.
18. ↑  . quellecompagnie.com.   [2023-12-19]. （原始内容存档于2023-12-19） （法语）.
19. ↑  Rail Passion. . railpassion.fr. 2020-07-30  [2023-12-19]. （原始内容存档于2020-10-25） （法语）.
20. ↑  . grandest.fr.   [2023-12-19]. （原始内容存档于2023-12-19） （法语）.
21. ↑  France Bleu. . francebleu.fr. 2023-03-03  [2023-12-19]. （原始内容存档于2023-08-02） （法语）.
22. ↑  Le Point. . ter.sncf.com. 2010-12-11  [2023-12-19]. （原始内容存档于2023-12-19） （法语）.
23. ↑  Ministère de la Culture. . pop.culture.gouv.fr.   [2023-12-19]. （原始内容存档于2023-10-16） （法语）.
24. ↑  . ter.sncf.com.   [2023-12-19]. （原始内容存档于2023-12-19） （法语）.
25. ↑  France Bleu. . francebleu.fr. 2023-10-04  [2023-12-19]. （原始内容存档于2024-01-23） （法语）.
26. ↑  Gares & Connexions. . garesetconnexions.sncf.   [2023-12-19]. （原始内容存档于2023-05-29） （法语）.
27. ↑  . ressources.data.sncf.com.   [2023-12-19]. （原始内容存档于2022-08-18） （法语）.
28. ↑  . ter.sncf.com.   [2023-12-19]. （原始内容存档于2023-12-19） （法语）.
29. ↑  L'Alsace. . lalsace.fr. 2017-12-07  [2023-12-19]. （原始内容存档于2023-12-19） （法语）.
30. ↑  . solea.info.   [2019-11-28]. （原始内容存档于2019-07-26） （法语）.
31. ↑  . la-croix.com. 2010-02-25  [2023-12-19]. （原始内容存档于2023-12-19） （法语）.
32. ↑  . ville-rail-transports.com. 2017-05-23  [2023-12-19]. （原始内容存档于2023-12-19） （法语）.
33. ↑  . amtuir.org.   [2023-12-19]. （原始内容存档于2023-04-15） （法语）.
34. ↑  . linternaute.fr.   [2023-12-11]. （原始内容存档于2019-11-17） （法语）.
35. ↑  insee.fr. . insee.fr.   [2023-12-12]. （原始内容存档于2021-05-01） （法语）.
36. ↑  Commune de Mulhouse (68224) - commune actuelle（法文）
37. ↑  . linternaute.com.   [2023-12-11]. （原始内容存档于2023-12-14） （法语）.
38. ↑  . linternaute.com.   [2019-11-28]. （原始内容存档于2018-11-08） （法语）.
39. ↑  . linternaute.com.   [2023-12-13]. （原始内容存档于2023-12-14） （法语）.

社科类
1. ↑  . demarche-urbanisme.com.   [2023-12-11]. （原始内容存档于2023-12-11） （法语）.
2. ↑  France 3. . france3-regions.francetvinfo.fr. 2023-09-12  [2023-12-19]. （原始内容存档于2023-12-19） （法语）.
3. ↑  . flixbus.fr.   [2023-12-19]. （原始内容存档于2024-02-22） （法语）.
4. ↑  . linternaute.com.   [2019-11-28]. （原始内容存档于2019-06-30） （法语）.
5. ↑  . linternaute.com.   [2023-12-11]. （原始内容存档于2023-12-19） （法语）.
6. ↑  L'Alsace. . lalsace.fr. 2023-11-23  [2023-12-19]. （原始内容存档于2023-12-19） （法语）.
7. ↑  JDS. . jds.fr.   [2023-12-19]. （原始内容存档于2023-12-19） （法语）.
8. ↑  DNA. . dna.fr. 2021-05-04  [2023-12-19]. （原始内容存档于2023-12-19） （法语）.
9. ↑  M2A. . m2a.fr.   [2023-12-19]. （原始内容存档于2023-12-19） （法语）.
10. ↑  ville de Mulhouse. . mulhouse.fr.   [2023-12-19]. （原始内容存档于2023-12-19） （法语）.
11. ↑  Ministère de l'Intérieur (编). . mobile.interieur.gouv.fr.   [2023-12-11]. （原始内容存档于2023-12-12） （法语）.
12. ↑  . election-europeenne.linternaute.com.   [2023-12-11]. （原始内容存档于2023-12-12） （法语）.
13. ↑  . election-departementale.linternaute.com.   [2023-12-11]. （原始内容存档于2023-12-12） （法语）.
14. ↑  . election-regionale.linternaute.com.   [2023-12-11]. （原始内容存档于2023-12-12） （法语）.
15. ↑  JDS. . jds.fr.   [2023-12-13]. （原始内容存档于2023-12-13） （法语）.
16. ↑  alsace-eurometropole.cci.fr. . alsace-eurometropole.cci.fr.   [2019-11-28]. （原始内容存档于2019-04-30） （法语）.
17. ↑  . demarchesadministratives.fr.   [2023-12-13]. （原始内容存档于2023-12-13） （法语）.
18. ↑  Manageo (编). . manageo.fr.   [2023-12-11]. （原始内容存档于2020-10-01） （法语）.
19. ↑  Le Figaro (编). . entreprises.lefigaro.fr.   [2023-12-13]. （原始内容存档于2023-12-09） （法语）.
20. ↑  . entreprises.lefigaro.fr.   [2023-12-13]. （原始内容存档于2023-12-13） （法语）.
21. ↑  . societe.com.   [2023-12-13]. （原始内容存档于2023-12-13） （法语）.
22. ↑  . societe.com.   [2023-12-13]. （原始内容存档于2023-12-13） （法语）.
23. ↑  . societe.com.   [2023-12-13]. （原始内容存档于2023-12-13） （法语）.
24. ↑  . entreprises.lefigaro.fr.   [2023-12-13]. （原始内容存档于2023-12-13） （法语）.
25. ↑  . entreprises.lefigaro.fr.   [2023-12-13]. （原始内容存档于2023-12-13） （法语）.
26. ↑  JDN (编). . journaldunet.fr.   [2023-12-11]. （原始内容存档于2019-11-28） （法语）.
27. ↑  JDN (编). . journaldunet.fr.   [2023-12-11]. （原始内容存档于2019-09-25） （法语）.
28. ↑  JDN (编). . journaldunet.fr.   [2023-12-11]. （原始内容存档于2019-03-30） （法语）.
29. ↑  INSEE. . insee.fr.   [2023-12-11]. （原始内容存档于2023-09-24） （法语）.
30. ↑  JDN (编). . journaldunet.fr.   [2023-12-11]. （原始内容存档于2019-09-25） （法语）.
31. ↑  Académie de Strasbourg (编). . ac-strasbourg.fr.   [2020-08-12]. （原始内容存档于2020-11-20） （法语）.
32. ↑  . linternaute.com.   [2023-12-11]. （原始内容存档于2023-12-13） （法语）.
33. ↑  . ville-data.fr.   [2023-12-13]. （原始内容存档于2022-06-29） （法语）.
34. ↑  . fondationcultureetdiversite.org.   [2023-12-13]. （原始内容存档于2023-12-13） （法语）.
35. ↑  . gfp-grand-est.cnrs.fr.   [2023-10-23]. （原始内容存档于2023-12-13） （法语）.
36. ↑  FHF. . etablissements.fhf.fr.   [2023-08-10]. （原始内容存档于2023-08-10） （法语）.
37. ↑  FHF. . etablissements.fhf.fr.   [2023-12-13]. （原始内容存档于2023-12-14） （法语）.
38. ↑  . ghrmsa.fr.   [2023-12-11]. （原始内容存档于2024-02-02） （法语）.
39. ↑  ville de Mulhouse. . mulhouse.fr.   [2023-12-13]. （原始内容存档于2023-12-14） （法语）.
40. ↑  . linternaute.com.   [2023-12-11]. （原始内容存档于2023-12-14） （法语）.
41. ↑  M2A. . m2a.fr.   [2023-12-13]. （原始内容存档于2023-12-14） （法语）.
42. ↑  . linternaute.com.   [2023-12-11]. （原始内容存档于2023-12-14） （法语）.
43. ↑  L'Alsace. . lalsace.fr.   [2023-12-14]. （原始内容存档于2024-01-05） （法语）.
44. ↑  L'Alsace. . lalsace.fr. 2023-10-04  [2023-12-14]. （原始内容存档于2023-12-14） （法语）.
45. ↑  France 3 Grand Est (编). . france3-regions.francetvinfo.fr.   [2023-12-11]. （原始内容存档于2023-03-25） （法语）.
46. ↑  . frequence-radio.com.   [2023-12-14]. （原始内容存档于2023-12-14） （法语）.
47. ↑  . radioscope.fr.   [2023-12-14]. （原始内容存档于2023-12-14） （法语）.
48. ↑  ville de Mulhouse. . mulhouse.fr.   [2023-12-18]. （原始内容存档于2024-03-07） （法语）.
49. ↑  ville de Mulhouse. . mulhouse.fr.   [2023-12-18]. （原始内容存档于2023-12-18） （法语）.
50. ↑  . sivom-mulhouse.fr.   [2023-12-14]. （原始内容存档于2023-12-14） （法语）.
51. ↑  . sivom-mulhouse.fr.   [2023-12-14]. （原始内容存档于2023-12-14） （法语）.
52. ↑  . sivom-mulhouse.fr.   [2023-12-14]. （原始内容存档于2023-12-07） （法语）.
53. ↑  . sivom-mulhouse.fr.   [2023-12-14]. （原始内容存档于2023-12-14） （法语）.
54. ↑  . lannuaire.service-public.fr.   [2023-12-13]. （原始内容存档于2023-12-14） （法语）.
55. ↑  . gendarmerie.interieur.gouv.fr.   [2023-12-13]. （原始内容存档于2023-12-14） （法语）.
56. ↑  . annuaire-sdis.fr.   [2023-12-13]. （原始内容存档于2023-12-14） （法语）.
57. ↑  . linternaute.com.   [2023-12-13]. （原始内容存档于2023-12-14） （法语）.
58. ↑  ville de Mulhouse. . m2a.fr.   [2023-12-14]. （原始内容存档于2023-12-11） （法语）.
59. ↑  . ecologie.gouv.fr. 2021-10-06  [2023-12-14]. （原始内容存档于2023-12-14） （法语）.
60. ↑  M2A. . m2a.fr.   [2023-12-18]. （原始内容存档于2023-12-18） （法语）.
61. ↑  JDS. . jds.fr.   [2023-12-18]. （原始内容存档于2023-12-18） （法语）.
62. ↑  M2A. . m2a.fr.   [2023-12-15]. （原始内容存档于2023-12-15） （法语）.
63. ↑  . mulhouse.fr. mulhouse.fr.   [2019-11-28]. （原始内容存档于2019-05-10） （法语）.
64. ↑  JDS. . jds.fr.   [2023-12-20]. （原始内容存档于2023-12-20） （法语）.
65. ↑  Data Gouv. . annuaire-entreprises.data.gouv.fr.   [2023-12-20] （法语）.

文化类
1. ↑  . 中国中央电视台. 2008-08-31  [2023-12-06]. （原始内容存档于2023-12-07） （中文）.
2. ↑  . 新华网. 2015-10-13  [2023-12-06]. （原始内容存档于2023-12-07） （中文）.
3. ↑  . linternaute.com.   [2023-12-11]. （原始内容存档于2023-12-13） （法语）.
4. ↑  uha.fr. . uha.fr.   [2019-11-28]. （原始内容存档于2019-09-28） （法语）.
5. ↑  . onisep.fr.   [2023-12-13]. （原始内容存档于2023-12-13） （法语）.
6. ↑  . letudiant.fr.   [2023-12-13]. （原始内容存档于2023-12-13） （法语）.
7. ↑  . onisep.fr.   [2023-12-13]. （原始内容存档于2023-12-13） （法语）.
8. ↑  . letudiant.fr.   [2023-10-23]. （原始内容存档于2023-12-13） （法语）.
9. ↑  . dna.fr. 2020-09-30  [2023-10-23]. （原始内容存档于2023-12-13） （法语）.
10. ↑  ville de Mulhouse. . mulhouse.fr.   [2023-12-12]. （原始内容存档于2023-12-12） （法语）.
11. ↑  France 3. . france3-regions.francetvinfo.fr. 2022-08-24  [2023-12-14]. （原始内容存档于2023-12-14） （法语）.
12. ↑  pop.culture.gouv.fr. . pop.culture.gouv.fr.   [2019-11-28]. （原始内容存档于2022-08-18） （法语）.
13. ↑  Ministère de la Culture. . pop.culture.gouv.fr.   [2023-12-11]. （原始内容存档于2023-05-05） （法语）.
14. ↑  JDS. . jds.fr.   [2023-12-12]. （原始内容存档于2023-12-12） （法语）.
15. ↑  Ministère de la Culture. . pop.culture.gouv.fr.   [2023-12-11]. （原始内容存档于2023-06-04） （法语）.
16. ↑  Ministère de la Culture. . pop.culture.gouv.fr.   [2023-12-11]. （原始内容存档于2023-12-12） （法语）.
17. ↑  Ministère de la Culture. . pop.culture.gouv.fr.   [2023-12-11]. （原始内容存档于2023-09-24） （法语）.
18. ↑  Ministère de la Culture. . pop.culture.gouv.fr （法语）.
19. ↑  Ministère de la Culture. . pop.culture.gouv.fr.   [2023-12-11]. （原始内容存档于2023-11-14） （法语）.
20. ↑  France Bleu. . francebleu.fr. 2023-10-24  [2023-12-12]. （原始内容存档于2023-12-12） （法语）.
21. ↑  . alsace.catholique.fr.   [2023-12-14]. （原始内容存档于2023-12-14） （法语）.
22. ↑  . idl-am.org.   [2023-12-14]. （原始内容存档于2023-09-27） （法语）.
23. ↑  . protestantsmulhouse.fr.   [2023-12-14]. （原始内容存档于2023-12-14） （法语）.
24. ↑  Dominique Caprili. . . Musée de l'Histoire de l'Immigration. 1997. ISSN 2262-3353 （法语）.
25. ↑  DNA. . dna.fr. 2016-10-05  [2023-12-14]. （原始内容存档于2023-12-14） （法语）.
26. ↑  Le Parisien. . leparisien.fr. 2020-02-18  [2023-12-14]. （原始内容存档于2023-12-14） （法语）.
27. ↑  JDS. . jds.fr.   [2023-12-14]. （原始内容存档于2023-12-14） （法语）.
28. ↑  L'Alsace. . lalsace.fr. 2022-06-13  [2023-12-14]. （原始内容存档于2023-12-14） （法语）.
29. ↑  L'Alsace. . lalsace.fr. 2020-01-22  [2023-12-14]. （原始内容存档于2023-12-14） （法语）.
30. ↑  . tourisme-mulhouse.com.   [2023-12-14]. （原始内容存档于2023-12-14） （法语）.
31. ↑  citedutrain.com. . citedutrain.com.   [2019-11-28]. （原始内容存档于2019-02-13） （法语）.
32. ↑  . tourisme-mulhouse.com.   [2023-12-14]. （原始内容存档于2023-12-14） （法语）.
33. ↑  JDS. . jds.fr.   [2023-12-14]. （原始内容存档于2023-12-14） （法语）.
34. ↑  . tourisme-mulhouse.com.   [2023-12-14]. （原始内容存档于2023-12-14） （法语）.
35. ↑  FÉDÉRATION FRANÇAISE DE FOOTBALL - LIGUE DU GRAND EST DE FOOTBALL (编). . lgef.fff.fr.   [2023-12-13]. （原始内容存档于2023-12-14） （法语）.
36. ↑  L'Alsace. . lalsace.fr. 2023-06-09  [2023-12-13]. （原始内容存档于2023-12-14） （法语）.
37. ↑  FÉDÉRATION FRANÇAISE DE FOOTBALL - LIGUE DU GRAND EST DE FOOTBALL (编). . lgef.fff.fr.   [2023-12-13]. （原始内容存档于2023-12-14） （法语）.
38. ↑  ville de Mulhouse. . mulhouse.fr.   [2023-12-15]. （原始内容存档于2023-12-15） （法语）.
39. ↑  . les-sports.info.   [2023-12-15]. （原始内容存档于2023-12-15） （法语）.
40. ↑  . proballers.com.   [2023-12-15]. （原始内容存档于2023-12-15） （法语）.
41. ↑  . liguegrandest.ffr.fr.   [2023-12-15]. （原始内容存档于2023-12-15） （法语）.
42. ↑  . ledicodutour.com.   [2023-12-15]. （原始内容存档于2024-01-10） （法语）.
43. ↑  JDS. . jds.fr.   [2023-12-15]. （原始内容存档于2023-12-15） （法语）.
44. ↑  M2A. . m2a.fr.   [2023-12-15]. （原始内容存档于2023-12-10） （法语）.
45. ↑  L'Alsace. . lalsace.fr. 2018-08-07  [2023-12-18]. （原始内容存档于2023-12-18） （法语）.
46. ↑  JDS. . jds.fr.   [2023-12-19]. （原始内容存档于2023-12-19） （法语）.
47. ↑  . mplusinfo.fr.   [2023-12-19]. （原始内容存档于2023-12-19） （法语）.
48. ↑  France 3. . france3-regions.francetvinfo.fr. 2022-06-04  [2023-12-19]. （原始内容存档于2023-12-19） （法语）.
49. ↑  . jours-de-marche.fr.   [2023-12-19]. （原始内容存档于2023-12-19） （法语）.
50. ↑  . tourisme-mulhouse.com.   [2023-12-19]. （原始内容存档于2023-12-19） （法语）.
51. ↑  . tourisme-mulhouse.com.   [2023-12-19]. （原始内容存档于2023-12-28） （法语）.
52. ↑  . tourisme-mulhouse.com.   [2023-12-14]. （原始内容存档于2023-12-14） （法语）.
53. ↑  . cuisineaz.com.   [2019-11-28]. （原始内容存档于2022-08-18） （法语）.
54. ↑  . tourisme-mulhouse.com.   [2023-12-14]. （原始内容存档于2023-12-14） （法语）.
55. ↑  JDS. . jds.fr.   [2023-12-14]. （原始内容存档于2023-12-14） （法语）.
56. ↑  . guide.michelin.com.   [2023-12-14]. （原始内容存档于2023-12-14） （法语）.
57. ↑  France Bleu. . francebleu.fr. 2023-01-24  [2023-12-14]. （原始内容存档于2023-12-14） （法语）.
58. ↑  L'Alsace. . lalsace.fr. 2023-10-11  [2023-12-14]. （原始内容存档于2023-12-21） （法语）.
59. ↑  . info-alsace.com.   [2023-12-18]. （原始内容存档于2023-12-18） （法语）.
60. ↑  ville de Mulhouse. . mulhouse.fr.   [2023-12-18]. （原始内容存档于2023-12-18） （法语）.
61. ↑  ville de Mulhouse. . mulhouse.fr.   [2023-12-18]. （原始内容存档于2023-12-18） （法语）.
62. ↑  ville de Mulhouse. . mulhouse.fr.   [2023-12-18]. （原始内容存档于2023-09-20） （法语）.
63. ↑  M2A. . m2a.fr.   [2023-12-15]. （原始内容存档于2023-12-15） （法语）.
64. ↑  L'Alsace. . lalsace.fr. 2017-12-02  [2023-12-15]. （原始内容存档于2023-12-15） （法语）.
65. ↑  DNA. . dna.fr. 2020-06-22  [2023-12-18]. （原始内容存档于2023-12-18） （法语）.
66. ↑  France info. . francetvinfo.fr. 2020-12-24  [2023-12-19]. （原始内容存档于2023-12-19） （法语）.
67. ↑  Le Figaro. . lefigaro.fr. 2020-01-28  [2023-12-19]. （原始内容存档于2023-12-19） （法语）.

综合类
1. 1 2 3  . communes.com.   [2019-11-28]. （原始内容存档于2022-06-29） （法语）.
2. 1 2 3 4 5 6 7 8 9 10 11 12 13 14 15 16 17 18 19 20 21 22 23  Géoportail. . geoportail.fr.   [2023-12-11]. （原始内容存档于2023-12-20） （法语）.
3. 1 2 3 4  Michel Paul Urban. . Édition du Rhin. : 213. ISBN 2-7165-0615-9 （法语）.
4. 1 2 3 4 5  Cassini. . cassini.ehess.fr.   [2023-12-11]. （原始内容存档于2023-09-25） （法语）.
5. 1 2 3  Michel Krempper, Histoire de Mulhouse - Le point de vue mulhousien, IV. Avrioviste en Haute-Alsace, P28 （法文）
6. 1 2 3 4 5  Michel Krempper, Histoire de Mulhouse - Le point de vue mulhousien, V. Uruncis, P33 （法文）
7. 1 2  Michel Krempper, Histoire de Mulhouse - Le point de vue mulhousien, Mais Barberousse meurt accidentellement...gère les intérêts communaux sous la présidence du prévôt., P64 （法文）
8. 1 2 3 4  Michel Krempper, Histoire de Mulhouse - Le point de vue mulhousien, L'Empereur versus l'Evêque, P65 （法文）
9. 1 2 3 4  Michel Krempper, Histoire de Mulhouse - Le point de vue mulhousien, Organisation d'une cité d'empire, P67 （法文）
10. 1 2  Michel Krempper. . Mulhouse: Mulhousienne d'édition. 2018: 197. ISBN 978-0-244-67176-1 （法语）.
11. 1 2 3  Michel Krempper, Histoire de Mulhouse - Le point de vue mulhousien, XXI. Mülhausen, les Suisses et Louis XIV, P138 （法文）
12. 1 2  Charles M. Kieffer. Vive 89 en Haute-Alsace , 编. . Université du Wisconsin. 1989. ISBN 978-2950629159 （法语）.
13. 1 2 3 4 5 6 7  Michel Krempper, Histoire de Mulhouse - Le point de vue mulhousien, XXXII. L'essor économique du XIXè siècle, facteur de profondes mutations urbaines, P204 （法文）
14. 1 2  Michel Krempper, Histoire de Mulhouse - Le point de vue mulhousien, XXXVII. L'époque contemporaine, P305 （法文）
15. 1 2 3 4 5  BRGM.  (pdf). ficheinfoterre.brgm.fr.   [2023-12-11]. （原始内容存档 (PDF)于2023-07-26） （法语）.
16. 1 2  ville de Mulhouse. . mulhouse.fr.   [2023-12-11]. （原始内容存档于2023-12-11） （法语）.
17. 1 2 3  . linternaute.fr.   [2023-12-11]. （原始内容存档于2019-03-22） （法语）.
18. 1 2 3  . infoclimat.fr.   [2023-12-11]. （原始内容存档于2019-10-05） （法语）.
19. 1 2  . infoclimat.fr.   [2023-08-30]. （原始内容存档于2023-08-11） （法语）.
20. ↑  . euroairport.com.   [2023-12-19]. （原始内容存档于2023-12-19） （法语）.
21. ↑  M2A. . m2a.fr.   [2023-12-20]. （原始内容存档于2023-12-20） （法语）.
22. 1 2 3 4 5  Le Monde (编). . lemonde.fr.   [2023-12-11]. （原始内容存档于2024-03-02） （法语）.
23. 1 2 3  INSEE, Dossier complet - Commune de Mulhouse (68224), RES T1 - Établissements actifs employeurs par secteur d'activité agrégé et taille fin 2021 （法文）
24. 1 2  . linternaute.com.   [2023-12-11]. （原始内容存档于2023-12-14） （法语）.
25. 1 2 3  . linternaute.com.   [2023-12-11]. （原始内容存档于2023-12-14） （法语）.
26. 1 2 3 4 5 6  . geoimage.cnes.fr. 2019-09-13  [2023-12-14]. （原始内容存档于2024-02-19） （法语）.
27. 1 2  Yoan Miot.  (PDF). HAL. 2016  [2023-12-14]. （原始内容存档 (PDF)于2023-12-14） （法语）.
28. 1 2  M2A.  (pdf). haut-rhin.gouv.fr.   [2023-12-14]. （原始内容存档 (PDF)于2023-12-14） （法语）.
29. 1 2 3  ville de Mulhouse. . mulhouse.fr.   [2023-12-14]. （原始内容存档于2023-12-02） （法语）.
30. 1 2  ville de Mulhouse. . mulhouse.fr.   [2023-12-14]. （原始内容存档于2023-12-14） （法语）.
31. 1 2 3  ville de Mulhouse. . mulhouse.fr.   [2023-12-19]. （原始内容存档于2023-12-19） （法语）.